# محمد مصدق
محمّد مصدّق (۲۶ خرداد ۱۲۶۱ – ۱۴ اسفند ۱۳۴۵) مشهور به دکتر مصدق و ملقب به مصدق‌السلطنه، سیاستمدار و حقوق‌دان ایرانی بود که از ۱۳۳۰ تا ۱۳۳۲ به‌عنوان سی‌اُمین نخست‌وزیر ایران خدمت کرد. او پیش از این نمایندهٔ چهار دوره مجلس شورای ملی بود. او نخستین ایرانی دارندهٔ مدرک دکترای رشته حقوق است که این مدرک را در سال ۱۲۹۳ از دانشگاه نوشاتل سوئیس دریافت نمود. مصدق در زمان انتقال سلطنت از دودمان قاجار به دودمان پهلوی، اگرچه از سلاطین قاجار ناامید بود، باور داشت رضاخان با رسیدن به پادشاهی، با بازگشت به استبداد حکومتی دیکتاتوری ایجاد خواهد کرد؛ به‌همین دلیل با تاجگذاری وی مخالفت نمود و پس از آن یکی از منتقدان سرسخت او بود. در زمان حکومت رضاشاه، مصدق مدتی زندانی شد و دوره‌ای را در تبعید گذراند، و نهایتاً با میانجیگری فرزند ارشد رضا شاه یعنی محمدرضا پهلوی از زندان آزاد شد. او پادشاهی پهلوی را مخلوق سیاست بریتانیا می‌دانست.
مصدق پس از سقوط رضاشاه، از تبعید به عرصهٔ سیاست بازگشت و در سال ۱۳۲۸ با چندین حزب وارد اتحاد شد و به تأسیس جبههٔ ملی ایران اقدام کرد. جبههٔ ملی و در رأس آن‌ها مصدق، به پیشنهاد حسین فاطمی برای آغاز استعمارزدایی از ایران، ملی‌شدن صنعت نفت را مطرح کردند. مصدق در سال ۱۳۳۰ به نخست‌وزیری رسید و در نخستین قدم، قانون ملی‌شدن نفت ایران را اجرایی کرد. به همین دلیل طرح سقوط دولت او توسط بریتانیا (که شرکت بریتیش پترولیوم آنان تا پیش از ملی‌شدن نفت، صاحب عمدهٔ ذخایر نفت ایران بود) ریخته شد و در کودتای ۲۸ مرداد که با طرح‌ریزی ایالات متحده و بریتانیا توسط ارتش شاهنشاهی ایران برای تحکیم حکمرانی پادشاهی محمدرضا پهلوی و با حمایت روحانیون انجام شد، دولت مصدق برکنار گردید. یکی دیگر از دلایل سقوط دولت او، مخالفت‌های ابوالقاسم کاشانی با مصدق بود. کاشانی درحالی‌که قبلاً از مصدق حمایت می‌کرد، به همراه جمعی از روحانیون به مخالفت با مصدق برخاست. پس از آن مصدق در دادگاه نظامی محاکمه شد و علی‌رغم دفاعیهٔ مستندی که از خود ارائه داد، به سه سال حبس انفرادی محکوم شد. پس از تحمل سه سال زندان، مصدق به دستور محمدرضاشاه به قلعهٔ احمدآباد تبعید شد و تا پایان عمر خود، در آن‌جا تحت نظارت قرار داشت و به دلیل محدودیت‌های بسیار تا به آن اندازه عرصه به او تنگ شده بود که گفتهٔ خودش، «هر روز آرزوی مرگ می‌کرد» مصدق در ۱۴ اسفند ۱۳۴۵ بر اثر سرطان در ۸۴ سالگی در بیمارستان نجمیه تهران زیر نظر مأموران ساواک درگذشت و به دلیل مخالفت شاه با وصیت او مبنی بر به خاک سپرده شدن در کنار کشته‌شدگان قیام ۳۰ تیر در قبرستان ابن بابویه، در ملک شخصی‌اش واقع در قلعهٔ احمدآباد دفن شد.
مصدق از طرفداران انقلاب مشروطه ایران بود و معتقد بود که مقام سلطنت مقام عالی تشریفاتی است. او در دوران نخست‌وزیری کوشید تا قدرت شاه را محدود به چارچوب مشخص‌شدهٔ آن در قانون اساسی مشروطه کند و نهادهای مدنی را تقویت کرد. در زمان نخست‌وزیری او، خانوادهٔ سلطنتی (به خصوص اشرف پهلوی) از مخالفان سرسخت مصدق بودند. پس از کودتای ۲۸ مرداد، مصدق همچنان منتقد دخالت شاه در امر حکومت بود. اگرچه محمدرضاشاه کودتای ۲۸ مرداد را «قیام مردم» و «رستاخیز ملی ایران» می‌نامید، اما ۶۰ سال پس از کودتا، سیا با انتشار اسنادی، به دخالت مستقیمِ خود در ایران معترف شد. برخی محققان معتقدند در جستجوی ریشهٔ اصلی انقلاب ۱۳۵۷ ایران، می‌توان به کودتای ۲۸ مرداد در سال ۱۳۳۲ بازگشت.
مصدق یکی از پیشگامان نهضت ضداستعماری معاصر بود. از او نه تنها در ایران، بلکه در کشورهای جهان سوم هم به عنوان کسی که شجاعانه و با سرسختی تحسین‌برانگیزی مقابل استعمار بریتانیا ایستاد، نام می‌برند. او چهرهٔ آزادی‌خواه پرشور و استعمارستیزی بود که با سیاست موازنه منفی الهام بخش رهبران جنبش عدم تعهد بود و بر کشورهای خاورمیانه همچون مصر تأثیر گذاشت. مصدق نخستین دولتمرد خاورمیانه بود که با اجرایی کردن اندیشهٔ ملی‌سازی صنعت نفت پرچم مبارزه اقتصادی با قدرت‌های استعماری را برافراشت. از این رو در کشورهای خاورمیانه از او به‌عنوان «زعیم الشرق» یاد می‌شد و جمال عبدالناصر خیابانی را در قاهره به نام مصدق نام نهاد که اکنون نیز به این نام خوانده می‌شود. او در سال ۱۹۵۱ به‌عنوان مرد سال مجلهٔ تایم انتخاب شد. با آنکه ایران قبل از حکومت مصدق، کشور اسرائیل را به رسمیت شناخته بود ولی در دوران نخست‌وزیری او رابطه ایران و اسرائیل قطع شد، با این حال رابطه دو کشور بعد از سرنگونی دولت مصدق مجدداً احیاء شد.

## تولد و اوایل زندگی

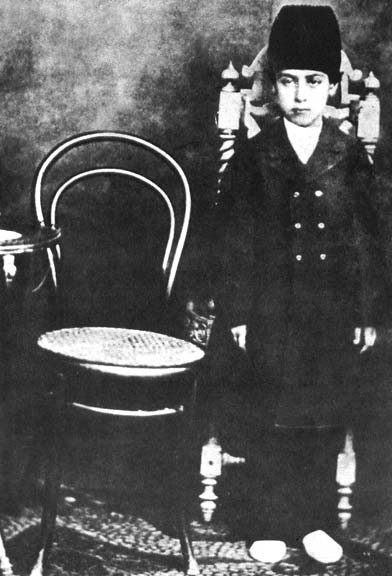
مصدق در کودکی

محمد مصدق در ۲۶ خرداد ۱۲۶۱ در محلهٔ سنگلج تهران به دنیا آمد. در این مورد باید توجه کرد که مطابق با شناسنامه زادروز او ۲۹ اردیبهشت سال ۱۲۵۸ شمسی است. اما بر اساس نوشته مصدق در کتاب خاطرات و تألمات مصدق، ۲۶ خرداد ۱۲۶۱ زادروز او می‌باشد. پدرش میرزا هدایت‌الله، وزیر دفتر ناصرالدین‌شاه، از نوادگان میرزا محسن آشتیانی و از رجال متجدد روزگار و اطرافیان میرزا تقی خان امیرکبیر بود. مادر محمد مصدق ملک تاج خانم نجم‌السلطنه دختر شاهزاده فیروز میرزا نصرت‌الدوله و نوهٔ عباس میرزا ولیعهد بود که موقوفه بیمارستان نجمیهٔ تهران را بنا نهاد.

### ازدواج و خانواده
در سال ۱۲۸۰، مصدق ۱۹ ساله با زهرا دختر میرزا زین‌العابدین تهرانی، سومین امام جمعه تهران، ازدواج کرد. زهرا ابتدا ملقب به شمس‌السلطنه بود. پس از مرگ مادرش که دختر ناصرالدین شاه بود و لقب ضیاءالسلطنه داشت، این لقب به زهرا داده شد. ازدواج این دو ۶۴ سال تا پایان زندگانی‌شان ادامه یافت. ضیاءالسلطنه در سال ۱۳۴۲ بر اثر ابتلا به ذات الریه در بیمارستان نجمیه تهران درگذشت.
این زوج صاحب سه فرزند دختر و چهار فرزند پسر شدند که دو تن از فرزندان به نام‌های محمود و یحیی در کودکی درگذشتند و دو فرزند پسر به نام‌های احمد و غلامحسین و سه دختر به نام‌های منصوره و ضیاء اشرف و خدیجه باقی ماندند.

## رسیدن به شغل مستوفی
در۱۶ اسفند ۱۲۶۴، پدربزرگ مادری مصدق، شاهزاده فیروز میرزا نصرت‌الدوله درگذشت. چنان‌که در آن دوره مرسوم بود، هرگاه یکی از حقوق‌بگیران دولت در می‌گذشت، یک سوم حقوق او به بازماندگان می‌رسید و به همین سبب یک سوم حقوق ۱۲۰ تومانی وی به فرزندانش از جمله عبدالحسین میرزا سالار لشکر (بعداً معروف به فرمانفرما)، خانم سرورالسلطنه (بعدها ملقب به حضرت علیا) و خانم نجم‌السلطنه تعلق گرفت. در سال ۱۲۷۰، پدر مصدق از ناصرالدین شاه درخواست کرد که میرزا محمد (مصدق) ۹ ساله در ردیف مستوفیان زبردست قرار گیرد و در فهرست حقوق‌بگیران درآید و ناصرالدین‌شاه پذیرفت. در شهریور ۱۲۷۱، پدر میرزا محمد درگذشت. پس از درگذشت پدر به رسم زمامداری آن زمان، محمد به تصدی استیفای خراسان رسید که وظائف رسیدگی به کلیه حساب‌های ایالات یا ولایات مربوط و دستورالعمل‌های امور مالی را برعهده داشت. او ابتدا از سررشته‌داران راهنمایی گرفت ولی خیلی زود بر امور مسلط شد و در ردیف مستوفیان کارآمد قرار گرفت.
به نوشته مصدق:

«هیچ حقوقی یا اضافه‌حقوقی داده نمی‌شد مگر این‌که پیشتر محل آن تعیین شده‌باشد و محل حقوق جدید به این روش معمولاً یک سوم متوفیات بود. به‌این طریق که هر کسی از دنیا می‌رفت اگر وارثی داشت یک سوم از حقوق او و الا تمام آن در اختیار دولت قرار می‌گرفت که به هر کس می‌خواست می‌داد…»

پسر بزرگ میرزا هدایت‌الله از خواهر میرزا یوسف آشتیانی، میرزا محمد حسین نام داشت که سال‌ها به علت بیماری میرزا هدایت‌الله وزارت دفتر استیفا را عهده‌دار بود و با فوت پدر رسماً به این سمت منصوب شد. میرزا علی و میرزا محمد، پسران دیگر میرزا هدایت‌الله به ترتیب موثق‌السلطنه و مصدق‌السلطنه لقب گرفتند. در همین زمان یک سوم حقوق دوران خدمت میرزا هدایت‌الله وزیر دفتر بین بازماندگانش تقسیم شد و قسمتی هم به مصدق‌السلطنه رسید.
از ۱۶ دی ۱۲۷۳ تا ۸ اردیبهشت ۱۲۷۴، ولیعهد مظفرالدین میرزا (مظفرالدین‌شاه آینده) که به‌رسم معمول دورهٔ قاجار، فرمانروای آذربایجان بود و در تبریز زندگی می‌کرد به همراه اطرافیان به تهران سفر کرد و این ۱۱۲ روز را در منزل داماد خود عبدالحسین میرزا فرمانفرما (دایی مصدق) به سر برد. نجم‌السلطنه با فضل‌الله خان وکیل‌الملک منشی باشی ولیعهد ازدواج کرد و در بهار ۱۲۷۳ خورشیدی به همراه شوهر خود و مصدق از تهران به تبریز جابه‌جا شد. مصدق بیش از یک سال در تبریز زندگی کرد و آشنایی او به ترکی آذری در این دوران بود.
در سال ۱۲۷۵ مظفرالدین میرزا پس از به قتل رسیدن پدرش ناصرالدین‌شاه، تاجگذاری کرد. پس از این ماجرا تمامی افرادی که در دربار ولیعهد در تبریز بودند به تهران نقل مکان کردند. عبدالحسین میرزا فرمانفرما علیه علی اصغر خان اتابک، اتابک اعظم نخست‌وزیر، توطئه کرد و چهار ماه پس از به تخت نشستن مظفرالدین‌شاه با دسیسه اتابک را کنار زدند و پس از آن، کشور بدون صدر اعظم و با زعامت چهار وزیر به شمول وزیر داخله مخبرالدوله؛ وزیر جنگ فرمانفرما؛ وزیر خارجه مشیرالدوله؛ و وزیر مالیه نظام‌الملک اداره شد و میرزا فضل‌الله خان وکیل‌الملک، منشی مخصوص شاه، فرمان استیفای خراسان را به نام میرزا محمد خان مصدق‌السلطنه صادر کرد.

### رها کردن شغل مستوفی
در ایران عهد قاجار، انقلاب مشروطه موجب تغییر کلیه ارکان حکومتی و ایجاد نهادهای نوین به جای دوایر سنتی از جمله دیوان استیفا شد. مصدق نیز از مستوفی‌گری استعفا داد.
مصدق به دو علت برای استعفای خود اشاره کرده است: یکی اینکه علی‌رغم احساس رضایت در سال‌های نخستین این مسؤولیت، به کسب دانسته‌ها بیش از آنچه در مکتب‌خانه‌های فراگیر درس داده می‌شد، گرایش داشت و در این میان ماجرای گله مندی یکی از ارباب رجوع که به گفته مصدق “حقوقی در حقش برقرار شده و از تأدیهٔ رسوم معمول خودداری می‌کرد… ” بهانه‌ای به دست امین‌السلطان اتابک اعظم صدراعظم دوران ناصری و مظفری داد تا ناراحتی درونی خود را نسبت به مصدق که می‌اندیشید با مخالفان صدراعظم ارتباط دارد، آشکار ساخته، تصمیم به برکناری او بگیرد، کاری که در عمل رخ نداد. این جریان منجر به این شد که مصدق در خانه گوشه نشینی کند و روانهٔ مدرسهٔ تازه تأسیس شدهٔ علوم سیاسی آن دوره گردید؛ ولی به علت ممنوعیت تحصیل مستخدمان دولت، در خانه به مطالعهٔ خصوصی پرداخت و از اساتیدی مانند محمدعلی کاشانی، میرزا عبدالرزاق خان یغابری، میرزا غلامحسین‌خان رهنما و میرزا جوادخان قریب (دیپلم مدرسهٔ سیاسی و ناظم مدرسهٔ آلمانی) بهره برد.

دلیل دیگری که مصدق برای رها کردن کارش برمی‌شمرد این است: 
یکی این بودکه از مسؤولیت کاری که داشتم خود را رها کنم تا بهتر بتوانم تحصیل کنم و دیگر اینکه چون تبلیغات علیه مستوفیان روز به روز بیشتر می‌شد. من خود را از جرگهٔ آنان خارج نمایم و علت فراوانی تبلیغات این بود که بعد از مشروطه این اندیشه در جامعه قوت گرفت که تجدید رژیم مستلزم تشکیلات نو است؛ کارمندان پیشین باید از کار خارج شوند و جای خود را به چهره‌های جدید بسپارند

## پس از انقلاب مشروطه

### تلاش برای نمایندگی در مجلس دورهٔ اول
پس از صدور فرمان مشروطیت، مصدق از سوی طبقه اعیان اصفهان برای نمایندگی آن‌ها به مجلس راه یافت همسرش به‌دلیل داشتن دو ملک در اصفهان، باعث آشنایی مصدق با رجال و اعیان این شهر شده بود. همچنین مصدق با حاکم اصفهان ارتباط داشته بود. به‌علت نداشتن سن قانونی ۳۰ سال، اعتبارنامه او رد شد.
مصدق در کتاب خاطراتش در این مورد چنین می‌گوید:
روزهای اول مشروطه که هنوز مشروطیت ایران نضج نگرفته بود و مقام نمایندگی حقوق نداشت و کمتر کسی داوطلب وکالت بود، برای من نیز سهل بود که مثل بعضی از هم‌قطارانم به نمایندگی یکی از طبقات وارد مجلس بشوم و آن چیز که مانع از هر اقدام گردید نداشتن سن سی سال بود؛ ولی بعد که اعتبارنامه بعضی از نمایندگان کمتر از سی سال به تصویب رسید من نیز به فکر وکالت افتادم و چون در طهران محلی برای انتخابم نبود به جهات زیر داوطلب نمایندگی از شهر اصفهان شدم

... ولی غافل از آنکه در آن دوره نیز مثل ادوار بعد اعتبارنامه‌هایی که قبل از رسمی شدن مجلس مطرح شد، بدون اعتراض گذشت و اعتبارنامه من که بعد می‌خواست مطرح شود در شعبهٔ مأمور به رسیدگی مورد اعتراض قرار گرفت و میرزا جواد خان مؤتمن‌الممالک نماینده کرمان و عضو شعبه که تاریخ درگذشت مرتضی‌قلی خان وکیل‌الملک والی کرمان و شوهر اول مادرم را می‌دانست چنین استدلال نمود که اگر مادرم بلافاصله پس از ۴ ماه و ۱۰ روز عدّهٔ قانونی با پدر ازدواج کرده بود و من هم نه ماه بعد از آن متولد شده بودم باز سی سال نداشتم. چون این حرف جواب نداشت صرف نظر کردم.
این اعتراض که در آن دوره بر ضرر من بود در دوره شانزدهم تقنینیه [سال ۱۳۲۸ شمسی] به سودم تمام شد و علت این بود که در کابینه وثوق‌الدوله که هنوز قرارداد ۱۹۱۹ میلادی تصویب نشده ولی رویه کار دولت معلوم بود و من می‌خواستم از ایران بروم و در یکی از ممالک اروپا اقامت کنم احتیاج به گذرنامه داشتم که طبق تصویب‌نامه هیئت وزیران به کسانی داده می‌شد که دارای سجل احوال (شناسنامه) باشند. نظر به اینکه سال ولادتم در پشت قرآنی نوشته شده بود که در دست نبود، آن را بدون تحقیق و تشخیص اختلاف سال قمری با شمسی در کلانتری ۳ شهر تهران نوشتم که شناسنامه صادر شد، و موقع انتخابات دوره ۱۶ تقنینیه طبق آن شناسنامه از هفتاد تجاوز می‌کرد. این بود که عکس سنگ قبر وکیل‌الملک کرمانی را که تاریخ وفاتش با تمام حروف روی آن منقور است از نجف خواستم و آن را به وزارت کشور فرستادم و با همان دلیل که مؤتمن‌الممالک ثابت کرده بود که سی سال نداشتم، ثابت کردم که سالم از هفتاد کمتر است که مورد تصدیق انجمن مرکزی انتخابات قرار گرفت و اعتبارنامه‌ام را صادر کردند.»

### مجلس شورای کبرای دولتی

مصدق در کنار غلامحسین صدیقی

پس از مرگ مظفرالدین‌شاه، پسرش محمدعلی‌شاه در ۱۲۸۵ تاجگذاری کرد. در دسامبر ۱۹۰۷ بین محمدعلی‌شاه و مجلس شورای ملی جدال شد زیرا مجلس حقوق وی را کم کرد و دیگر تصویب نکرد که وی برای هزینه‌های شخصی از دولت روسیه وام بگیرد. در عوض روسیه برای براندازی مشروطه محرمانه به او وام داد و محمدعلی شاه جواهرات سلطنتی و مروارید ثروت ایران را گرو گذاشت.
محمد مصدق در دوران سلطنت محمدعلی شاه توسط برادر ناتنی‌اش حشمت‌الدوله والاتبار به عنوان یکی از اعضای طبقهٔ اعیان و اشراف به عضویت «مجلس شورای کبرای دولتی» انتخاب شد که شاه ایجاد کرده بود. احمد کسروی راجع به‌این مجلس شورا نوشته است:
 «محمد علی‌شاه… با فهم و اندیشهٔ کوتاه خود بر آن شد که مجلسی به نام مجلس شورای کبرای دولتی از درباریان و اعیان و بازرگانان پدیدآورد که در دربار بنشینند و در کارهای دولتی به سگالش پردازند و این خود جانشین دارالشورا باشد. از این رو پنجاه تن کمابیش از آن کسان فهرست کردند و به هر یکی نامه فرستاده به باشندگی در آن مجلس خواندند که روز شنبه هفتم آذر ۱۲۸۷ (۴ ذیقعدهٔ ۱۳۲۶) که روز گشایش آن مجلس خواستی بود، به دربار روند و پس از هفته‌ای دو روز در مجلس باشند و گفتگو کنند … در آن مجلس جز گفتگوهای بیهوده به میان نمی‌آمده و باشندگان بیش از همه به خودفروشی و برتری جویی به یکدیگر می‌پرداخته‌اند». 
عضویت در مجلس شورای کبرای دولتی باب طبع مصدق نبود که خود جزء مشروطه‌خواهان محسوب می‌شد. او جلسه‌ای بی‌نتیجه هم با محمدعلی شاه داشت که آن را چنین روایت کرده است:

«روزی محمدعلی شاه مرا احضار کرد و فرمود که خواستم توسط معاون‌الدوله [وزیر خزانه] با سید عبدالله بهبهانی راهی باز کنم، کاری نکرد. هر گاه شما بتوانید کاری کنید موجب امتنان است. عرض شد که شاه را با ایشان چه حاجت است؟ ایشان هر چه دارند از همراهی و مساعدتی است که با آزادی‌خواهان می‌نمایند. شاه هم همین رویه را اختیار کنند و با مشروطیت مخالفت نفرمایند تا دکان سیاسی آقا تخته شود. آقا و اصحابش همگی من تبع شاه شوند».

دوران دانشجویی مصدق در کشور سوئیس

 پس از این جلسه، مصدق با وساطت برادرش حشمت‌الدوله والاتبار در خواست گذرنامه کرد و برای ادامهٔ تحصیل به اروپا رفت.

### تحصیلات در اروپا و کسب مدرک دکترا
محمد مصدق در سال ۱۲۸۷ خورشیدی برای ادامه تحصیلات خود به فرانسه رفت و پس از پایان یافتن تحصیل علوم مالیه (لیسانس) در مدرسه علوم سیاسی پاریس به سویس رفت و به دریافت درجه لیسانس و دکتری در رشته حقوق در دانشگاه نوشاتل نائل آمد. موضوع پایان‌نامه کارشناسی او مسوولیت دولت برای اعمال خلاف قانونی مستخدمان در موقع انجام وظایف و قاعده منع استرداد مقصرین سیاسی بود. او تز دکترای خود را در مورد وصیت در فقه اسلام و مذهب شیعه نوشت که بعداً به فارسی ترجمه شد و در تهران به چاپ رسید. مصدق اولین ایرانی است که در رشته حقوق دارای مدرک دکترا می‌باشد.

نوشاتل، سوئیس، ۱۹۱۰. از چپ به راست: عباس نیکبخت، ضیاء اشرف مصدق، ابوالحسن دیبا، محمد مصدق، غلامحسین مصدق، عزت‌الله بیات، احمد مصدق

### درخواست تابعیت سوییس و عدم اعطای آن به دکتر مصدق
مصدق جریان درخواست تابعیت سوییس را به شرح زیر بیان کرده است: «... من در تمام مدت اقامتم، همه روزه تا ظهر به کارآموزی مشغول بودم و عصرها هم با یکی از دانشجویان هم‌دورهٔ خود به ترجمهٔ تز اشتغال داشتم. … مدت کارآموزی شش ماه بود و من نه ماه در آن دارالوکاله کارکردم و در عالی‌ترین دادگاه نوشاتل در محاکمه‌ای شرکت نمودم و تصدیق‌نامهٔ وکالت خود را به شرط تابعیت سوییس از آن دادگاه گرفتم. نظر به این‌که تحصیل تابعیت سوییس مستلزم ترک تابعیت اصلی نیست و هر واجد شرطی بدون از دست دادن تابعیت اصلی می‌تواند آن را تحصیل کند و شرط تحصیل تابعیت هم این بود که درخواست‌کننده مدت سه سال در سوییس اقامت کرده و در محل اقامت سابقهٔ بد نداشته باشد، از شهربانی نوشاتل تصدیق گرفتم و آن را به ضمیمهٔ درخواست خود به دولت مرکزی سوییس فرستادم که مورد قبول واقع شد.»
مصدق در صفحه ۱۱۸کتاب خاطرات و تالمات مصدق در تکمیل موضوع تابعیت چنین می‌نویسد: «ولی توقفم در تمام مدت جنگ در ایران سبب شد که کارم ناتمام بماند و به‌واسطهٔ پیش‌آمد جنگ عدهٔ زیادی از ملل مختلف از ان دولت درخواست تابعیت کنند و دولت نیز برای احتراز از هرگونه مشکلات مدت اقامت را که یکی از شرایط قانون سابق بود به ده سال افزایش دهد تا کمتر بتوانند درخواست تابعیت بنمایند و چون مدت اقامت من در سوییس بیش از چهار سال نبود مشمول مقررات قانون جدید نگردیدم .»

### فعالیت‌های علمی
مصدق در سال ۱۲۹۳ خورشیدی به ایران بازگشت و به درخواست ولی‌الله خان نصر تدریس در مدرسهٔ سیاسی مشغول شد. او در این دوران به دلیل علاقه‌ای که به مسائل حقوقی و مالی و سیاسی داشت، چهار کتاب نوشت:
1. کاپیتولاسیون و ایران
2. دستور در محاکم حقوقی
3. شرکت‌های سهامی در اروپا
4. اصول قواعد و قوانین مالیه در ممالک خارجه و ایران قبل از مشروطیت و دوره مشروطه

مصدق همچنین در نشر مجله حقوقی-اقتصادی علمی با محمدعلی تهرانی و عده‌ای دیگر همکاری کرد. این مجله به مدت یک سال منتشر گردید.

### ادامه فعالیت‌های اداری و سیاسی
بازگشت مصدق به ایران با آغاز جنگ جهانی اول مصادف بود. یک سال بعد برای مدتی به عضویت حزب اعتدال و سپس حزب دموکرات درآمد؛ و در آبان ماه همین سال به عضویت کمیسیون تطبیق حواله‌جات (جانشین دیوان محاسبات) از طرف مجلس سوم به مدت دو سال انتخاب شد. مصدق با سوابقی که در امور مالیه و مستوفی‌گری خراسان داشت به معاونت وزارت مالیه و ریاست کل محاسبات دعوت شد. نزدیک چهارده ماه در کابینه‌های مختلف این مسولیت‌ها را بر عهده داشت. خودش دربارهٔ این دوره می‌گوید:

«بنده چهارده ماه در وزارت مالیه خدمت کردم یعنی آن وقتی که این وزارتخانه دیناری کمک خارجی نداشت با آن تجربیاتی که بنده داشتم به هر ترتیبی بود مخارج مملکتی و عایداتش را میزان نمودم و مخارج از عایدات می‌گذشت. بعد از آن مدت خدمت بنده با یک یأسی فوق‌العاده کنار رفتم».

آنچه مصدق به عنوان یأس از آن یاد می‌کند اختلافاتش با مشارالملک وزیر کابینه صمصام السلطنه بود که به استعفای او و سفرش به اروپا انجامید. سفر او به اروپا همزمان شد با تشکیل کابینه دوم وثوق الدوله. مصدق در زمان اقامت دوم در سوییس، چون مانند بسیاری استقلال طلبان ایرانی با قرارداد سال ۱۹۱۹ میلادی وثوق‌الدوله مبنی بر تحت‌الحمایه بریتانیا شدن ایران مخالف بود، دوباره به سوئیس بازگشت. مصدق در اروپا با همراهی دکتر محمود افشار یزدی و چند تن دیگر به تشکیل کمیته مقاومتی پرداخت و با انتشار نامه‌ها و مقاله‌هایی در مخالفت با این قرارداد اقدام کرد. با سقوط کابینه وثوق‌الدوله و منتفی شدن قرارداد ۱۹۱۹، از او در دولت بعدی به ریاست حسن پیرنیا (مشیرالدوله) برای تصدی مقام وزارت عدلیه از وی دعوت به عمل آورد و این بار برای همیشه به ایران بازگشت.

### والی فارس
اندکی بعد از اینکه میرزا حسن خان مشیرالدوله که به جای وثوق الدوله به نخست‌وزیری انتخاب شده بود، به دکتر مصدق تلگراف زد و از او خواست به ایران برگردد و وزارت عدلیه(دادگستری) را به عهده بگیرد، مصدق به ایران وارد شد. در بازگشت از راه بندر بوشهر، پس از ورود به شیراز بر حسب درخواست محترمین فارس، در نوزدهم مهر ۱۲۹۹ به والی گری (استانداری) فارس منصوب شد.
دکتر مصدق در نخستین قدم اصلاحی بلافاصله پس از قبول مسئولیت، ضمن آن که وجه پیشنهادی برخی بزرگان را به عنوان پیشکش نپذیرفت قاطعانه آنان را ملزم کرد که بدون ضابطه از مردم پولی دریافت نکنند. وی رسماً اعلام کرد که مبلغ شش هزار تومان بودجه ایالتی زیاداست و مبلغ دو هزار تومان کافی است و پس از آن وی، دو سوم از حقوق ماهانه خود را به خرانه بازگرداند.
از جمله اقدامات مصدق در دوران فرمانفرمایی ایالت فارس، برخورد با «شرارت و راهزنی» ایلات بود. در این زمان، کاروان حامل میرزا رضاخان ارفع الدوله، نماینده ایران در جامعه ملل در فارس مورد حمله قرار گرفته و بعد از قتل دو تن از همراهان، اموالش به یغما رفته بود. با پیگیری‌های والی جدید، اشرار بعد از مدتی یافته شدند و به مجازات رسیدند. مصدق ضمناً اشخاص وطن‌دوست را مصدر امور ایلات و عشایر کرد. پس از ورود مصدق‌السلطنه، اسماعیل خان صولت الدوله به ریاست ایل قشقایی رسید، به شیراز رفت و مورد محبت واقع شد. همچنین، میرزا محمدخان غضنفرالسلطنه برازجانی که از طرف انگلیسی‌ها به شیراز تبعید شده بود با انتخاب مصدق به سمت والی فارس مجدداً به عنوان ضابط خطه برازجان تعیین و زمام امور آن ناحیه را به عهده گرفت. مصدق در عین حال، مانع از این شد که پلیس جنوب (وابسته به انگلستان) با تنگستانی‌ها درگیر شود.

«یک روزی ماژور (سرگرد) هود قنسول انگلیس آمد به من گفت ما حکم داده‌ایم تنگستانی‌ها را بلند بکنند. من حالم به هم خورد. گفت شما چرا حالتان به هم خورد؟ گفتم چون این صحبتی که کردید، نه در نفع شما بود نه در نفع ما. گفت توضیح بدهید. گفتم شما از پلیس جنوب شکایت دارید و می‌گویید که پلیس جنوب در شیراز منفور است. پس وقتی که شما پلیس جنوب را مأمور بیشه تنگستان بکنید، بر منفوریت آنها افزوده می‌شود. تنگستانی‌ها اگر شرارت می‌کنند من تصدیق می‌کنم. اگر بعضی از آنها راهزنی می‌کنند من تصدیق دارم. اگر آنها را پلیس جنوب تنبیه کند، آنها جزء شهدا و وطن‌پرست‌ها می‌شوند و من راضی نیستم؛ ولی اگر من که والی هستم آنها را تنبیه کنم، به وظیفه خودم عمل کرده‌ام و کار صحیحی کرده‌ام. گفت توضیحات شما مرا قانع کرد. شما کار خودتان را بکنید. من از شما تشکر می‌کنم. بعد از چند روز من تنگستان را امن کردم و ماژور هود آمد از من تشکر کرد».

هنگامی که مصدق والی فارس شد، قرارداد ۱۹۱۹ هنوز لغو نشده بود و انگلیسی‌ها انتظار داشتند که دولت ایران به پلیس جنوب که تحت فرماندهی آنان بود رسمیت بخشد. مصدق در برابر این خواسته مقاومت کرد، از مکاتبه رسمی با پلیس جنوب خودداری ورزید و افسران آن را در آیین‌های سلام رسمی که در تمام اعیاد مذهبی برگزار می‌شد، نپذیرفت:

### کودتای ۳ اسفند ۱۲۹۹
شب سوم اسفند ۱۲۹۹ سیم تلگراف شیراز و تهران قطع شد و تا شب ششم اسفند که تلگراف احمد شاه رسید، مصدق و اهالی فارس از کودتای سید ضیاءالدین طباطبایی در تهران بی‌خبر بودند. احمد شاه در تلگراف خود، تعیین سید ضیاء را به نخست‌وزیری اعلام کرد و مصدق در جواب شاه نوشت که اگر خبر تصمیم او در فارس پخش شود، «اسباب بسی انقلاب و اغتشاش خواهد شد و اصلاح آن خیلی مشکل خواهد بود». بلافاصله پس از تلگراف مصدق، بیانیه سید ضیاء در فارس منتشر و مردم از کودتا در تهران با خبر شدند. به جای احمد شاه، سید ضیاء به مصدق پاسخ داد:

«تصور این که قرائت دستخط اعلی‌حضرت اقدس همایون شاهنشاهی ارواحنا فداه محتمل است حدوث اشکالی را تولید کند، بالمره فکری نارسا بوده است. با کمال اقتدار و با نهایت نیرومندی لازم است وظیفه خود را ایفا نمایید. تشکیل این دولت وطنی و اصلاح کننده را هیچ‌کس جز خیانت کار نمی‌تواند تردید کند. آن هم فوراً تنبیه می‌شود».

سید ضیاء به مصدق نوشت که نسبت به شخص او خوش‌بین است و او را شخص شایسته‌ای می‌داند و بسیار مایل است که از او در اصلاحات فارس استفاده کند اما مصدق نیز باید «صداقت و صمیمیت» خود را به آگاهی او برساند و «آغوش گشوده» او را «برادرانه در بغل گرفته، کمک و مظاهرت» خودش را به وی «اهدا» کند. مصدق به این تلگراف و تلگراف‌های بعدی سید ضیاء جواب نداد و عملاً از اطاعت او سر باز زد. در شانزدهم اسفند استعفای خود را به احمد شاه نوشت اما تا دوم فروردین ۱۳۰۰ از شاه جوابی نرسید تا اینکه در این روز به مصدق اعلام کرد که ایالت فارس را به قوام‌الملک بسپارد و فوراً به تهران برود.
مصدق پس از کودتای سوم اسفند با نگارش مقالات و سخنرانی میان رجال به مخالفت با این کودتا پرداخت. او دولت کودتا را به رسمیت نشناخت و از مقام خود مستعفی گشت و برای مصون ماندن از تعرض کودتاچیان ابتدا به قریه سیدان و سپس به قریه گز در اصفهان رفت و بعد از آن با توجه به پیام سردار محتشم مبنی بر اینکه تنها در صورت حضور در چهارمحال بختیاری از او پذیرایی خواهد شد، به دعوت سردار اشجع و معظم‌السلطان و سایر خان‌های بختیاری نزد ایل بختیاری پناه برد و تا پایان سقوط کابینه سید ضیاء در قلعه دزک فرخ شهر (قهفرخ) مهمان باقی‌ماند

### وزیر مالیه
هنوز مدت زیادی از توقف مصدق در ایل بختیاری نگذشته بود که کابینه سید ضیاءالدین سقوط کرد. با سقوط کابینه سید ضیاء، قوام السلطنه به نخست‌وزیری رسید و مأمور تشکیل کابینه شد و مصدق را به وزارت مالیه انتخاب کرد.
مصدق پس از ورود به تهران و تصدی وزارت مالیه با وجود همه فشارها حاضر نشد با آرمیتاژ اسمیت مستشار انگلیسی مالیه همکاری کند و به کار او پایان داد. مصدق برنامه اصلاحات در مالیه را در پیش گرفت که از جمله آن، پایان دادن به کار مستشاران خارجی بود. او از مجلس دوره چهارم طی دو لایحه در خواست کرد که دو کمیسیون یکی برای نظارت در جمع و دیگری برای نظارت در خرج ایجاد شود و در لایحه دیگر پیشنهاد داد برای تغییر کلیه لوایح قانونی به او به مدت سه ماه اختیار داده شود تا کلیه لوایح قانونی برای تغییر قوانین وزارت مالیه را تصویب کند.
دو لایحه مصدق در کمسیون رد، و به جای آن، ماده واحده‌ای به این شرح جهت تصویب در مجلس پیشنهاد می‌شود: «راجع به ادارات وزارت مالیه از تاریخ تصویب این قانون تا مدت سه ماه موقوف‌الاجری شده وزیر مالیه مجاز است که ادارات مربوط به آن قوانین را منحل کرده و اداراتی را که صلاح می‌داند، تشکیل و قوانین مربوط به آن ادارات را که باید مجلس شورای ملی پیشنهاد نماید به‌طور نظامنامه برای تجربه و آزمایش در ادارات وزارت مالیه به جریان انداخته و بعد از تجدید نظر آنها را به صورت لوایح قانونی به مجلس شورای ملی پیشنهاد نمایند.»
آقا سید یعقوب انوار شیرازی، نمایندهٔ شیراز، در دفاع از این خواستهٔ او گفت: «یک مصدق‌السلطنه که به همه ماها دیانت و امانت او معین شده، در عرض سه ماه می‌خواهد این قوانین را که اسباب تعدی نسبت به ملت شده است فسخ کند». مجلس درخواست مصدق را پذیرفت و به اعطای اختیارات به او رأی داد. مخالف سرسخت اعطای اختیارات به مصدق، سلیمان میرزا رهبر جناح اقلیت مجلس بود که با لایحه پیشنهادی کمسیون مالیه و اختیارات اعطایی به مصدق مخالف بود. دوران وزارت مالیه مصدق با کنار رفتن دولت قوام السلطنه در اواخر دی ۱۳۰۰ به پایان رسید.

### والی آذربایجان
با سقوط دولت قوام السلطنه در اواخر دی ۱۳۰۰ و روی کار آمدن دوباره مشیرالدوله، با توجه به فتنه سردار عشایر حاج علیلو و نظر به شهرتی که والیگری مصدق در فارس ایجاد کرده بود از مصدق خواسته شد که والی آذربایجان شود. مصدق به شرطی قبول کرد که نیروهای ارتش ایالت به دلایل امنیتی زیر نظر او عمل کنند. پس از موافقت مشیرالدوله و رضاخان، مصدق به آذربایجان رفت و تبریز را آرام، سردار عشایر را دستگیر و نان را در نانوایی‌ها فراوان کرداما بعد به سبب سرپیچی فرمانده قشون از دستورهایش و ادامه پیروی از اوامر رضاخان سردار سپه، وزیر جنگ وقت، از این سمت مستعفی گشت و به تهران مراجعت کرد. مصدق خود در خاطراتش اینگونه ذکر می‌کند: «علت استعفای من این بود که در اسکو وضعیتی پیش آمده بود که برای جلوگیری از آن می‌بایست عده‌ای سوار به آنجا اعزام شود که دستور اعزام ده سوار نظام به فرمانده لشکر دادم … و دستور اجرا ننمود، سپس خواستم که خود ده نفر سوار استخدام و به آنجا روانه کنم که باز به همان دلیل موافقت ننمود. این بود به دولت … استعفا دادم که مورد قبول واقع نشد و چون در آن ایالت از من خدمتی ساخته نبود به‌وسیله تلگراف دیگری ضرب الاجل کردم که تا بیست سرطان در تبریز می‌مانم و آن روز حرکت می‌کنم، خواه استعفایم قبول شود یا نشود.»

### وزارت امورخارجه
در ۲۶ خرداد ۱۳۰۲ مشیرالدوله مصدق را به عنوان وزیر خارجه کابینه خود به مجلس معرفی کرد. مصدق با خواسته انگلیسی‌ها برای دو میلیون لیره که مدعی بودند برای ایجاد پلیس جنوب خرج کرده‌اند به‌شدت مخالفت و به حضور آنان در جزیره شعیب و ابوموسی اعتراض کرد.
پس از استعفای مشیرالدوله، رضاخان سردار سپه به نخست‌وزیری رسید و بعد از آن با وجود پیشنهادهای مختلف مانند ریاست دیوان عالی تمیز و نخست‌وزیری را چه در دوران نخست‌وزیری سردار سپه و چه بعد در دوران سلطنت رضا شاه نپذیرفت واز همراهی با او خودداری کرد.

### مخالفت باسردار سپه
مصدق در سال ۱۳۰۲ کتاب حقوق پارلمانی در ایران و اروپا را تألیف کرد و در دوره پنجم مجلس شورای ملی به نمایندگی تهران انتخاب شد.
در آغاز مجلس در آستانه نوروز ۱۳۰۳، طرفداران رضاخان سردارسپه که رئیس‌الوزرا بود سعی کردند حکومت ایران را به جمهوری تغییر دهند اما با مخالفت افرادی چون مدرس و ملک الشعرای بهار موفق نشدند. در ۹ آبان ۱۳۰۴، جناح اکثریت نمایندگان مجلس، ماده واحده «انقراض سلطنت قاجار و خلع احمدشاه» را با دو فوریت به شور گذاشتند. از ۸۵ نماینده حاضر هشتاد نفر رأی موافق و پنج نفر رأی مخالف دادند. یکی از این پنج نفر مصدق بود و مصدق نطقی نیز کرد. استدلال مصدق این بود که اگر رضاخان شاه شود، چون در نظام مشروطه شاه مسئولیت ندارد، دیگر نمی‌تواند به خدماتی که تا آن وقت می‌کرده ادامه دهد و کشور را اداره کند، اگر هم بخواهد اداره کشور و حکومت را به دست بگیرد، به معنای بازگشت به دوران استبداد و ضد مشروطیت خواهد بود:

«اگر شما می‌خواهید که رئیس‌الوزرا شاه بشود با مسئولیت، این ارتجاع است و در دنیا هیچ سابقه ندارد که در مملکت مشروطه، پادشاه مسئول باشد و اگر شاه بشوند بدون مسئولیت، این خیانت به مملکت است برای اینکه یک شخص محترم و یک وجود مؤثری که امروز این امنیت و آسایش را برای ما درست کرده و این صورت را امروز به مملکت داده است، برود بی‌اثر شود، هیچ معلوم نیست کی به جای او می‌آید».

## دوره رضا شاه
مصدق پس از به سلطنت رسیدن رضا شاه در نخستین دوره انتخابات مجلس شورای ملی دوره رضا شاه یعنی دوره ششم مجلس شورای ملی شرکت کرده و وارد مجلس شد او در دوره رضا شاه پیشنهاد نخست‌وزیری او را رد می‌کند و بعد از آن به احمدآباد منزل خود رفته و در آنجا ساکن شده و از سیاست کناره‌گیری می‌کند. در اواخر دوره رضا شاه مورد غضب وی واقع شده و زندانی می‌شود.

### دوره ششم مجلس
انتخابات دوره ششم مجلس شورای ملی در سال ۱۳۰۵، نخستین انتخاباتی بود که در زمان رضا شاه انجام شد. مداخله شهربانی در انتخابات سبب شد که سید حسن مدرس جلسه‌ای در منزل حاج مهدی سلامت برای اتخاذ موضع در برابر دخالت در انتخابات برگزار کند. رضا شاه که باخبر شد دستور داد آرائی را که تا آن وقت در تهران گرفته بودند و شش هزار و اندی برگه رأی می‌شد، در حیاط مدرسه دارالفنون سوزاندند و انتخابات را زیر نظر مشیرالدوله گذاشت. بدین ترتیب، کسانی که با سلطنت رضا شاه مخالفت کرده بودند، همچون مدرس و مصدق توانستند به مجلس راه یابند.

### پیشنهاد راه‌آهن شرق به غرب
محمد مصدق در مجلس پنجم مسیر شمالی-جنوبی راه‌آهن را دارای کاربرد نظامی برای بریتانیا (برای حمله به شوروی) و بدون توجیه اقتصادی از نظر بازگشت سرمایه می‌دانست و معتقد بود بهتر است ابتدا یک کارخانه قند ساخته شود تا از ۲۲ میلیون تومان معادل خروج ارز سالانه جلوگیری شود و سپس از سود حاصله یک راه‌آهن شرقی-غربی ساخته شود تا از طریق جابجایی کالاهای بین‌المللی ظرفیت خود را تکمیل کرده و توجیه اقتصادی داشته باشد. وی با مطالعه درآمد سه ساله راه‌آهن جلفا-تبریز که پیش‌تر احداث شده بود، دید که درآمد آن از ترابری کشوری به‌اندازه‌ای کم است که بازگشت سرمایه اولیه آن قرن‌ها طول می‌کشد.
او دو ایراد اساسی به خط آهن سراسری وارد می‌دانست: اول این که انتخاب مسیر بندر محمره (خرمشهر) به بندر جز (گز) به نظر او درست نبود و این مسیر بیشتر جنبه نظامی داشت تا حمل بار و مسافر که در نهایت همین خط آهن باعث اشغال ایران توسط متفقین شد!
دلیل دوم او اقتصادی بودن و تأمین بودجه ساخت راه‌آهن بود. پیشنهاد مصدق ساخت راه‌آهن شرقی-غربی بود تا علاوه بر حمل و نقل داخلی بتواند کالاهای بین‌المللی را (در مسیر قدیمی جاده ابریشم) نیز جابجا کند.
بر اساس نظر مصدق:

#### سوق الجیشی (استراتژیک یا نظامی) بودن مسیر
«مدت سه سال یعنی از سال ۱۳۰۴ تا ۱۳۰۶ هر وقت دربارهٔ این راه در مجلس صحبتی می‌شد یا لایحه‌ای جزء دستور قرار می‌گرفت، من با آن مخالفت کرده‌ام زیرا خط خرمشهر ـ بندرشاه خطی است کاملاً سوق‌الجیشی و در یکی از جلسات حتی خود را برای هر پیشامدی حاضر کرده، گفتم هر کس به این لایحه رأی بدهد، خیانتی است که به وطن خود نموده است که این بیان در وکلای فرمایشی تأثیر ننمود، شاه را هم عصبانی کرد و مجلس لایحه دولت را تصویب نمود و در بادی‌امر، نظریاتم این بود راه‌آهنی که ترانزیت بین‌المللی ندارد، نه فقط در ایران بلکه در بسیاری از ممالک دیگر که عده ساکنان آن کم است و اجتماع فشرده ندارند، مفید نیست و احتیاجات کشور را می‌توان به وسیله سرویس‌های منظم باربری تأمین کرد؛ چنان‌که هم‌اکنون در نقاطی که راه‌آهن نیست این کار می‌شود و از فقدان این راه کسی عدم رضایت ندارد.

#### عدم توجیه اقتصادی
مدرک من در آن وقت گزارشی بود که اداره کل طرق و شوارع نسبت به درآمد سه ساله راه‌آهن آذربایجان به مقامات مافوق خود داده بود که در سه سال از این راه بعد از وضع مخارج در حدود ۳۳ هزار تومان عاید دولت شده بود، به این قرار:
سال۱۳۰۰: ۲۰۶۸۳تومان
سال ۱۳۰۱: ۴۵۸۳ تومان
سال ۱۳۰۲: ۷۸۰۶تومان
جمع عوائد سه سال: ۳۳۰۷۲تومان
از تحقیقاتی هم که بعد راجع به این خط نمودم، به این نتیجه رسیدم که طول آن ۳۰ فرسنگ و در هر فرسنگ در حدود ۳۰۰هزار تومان به نرخ روز خرج شده است و جمع کل مخارج به ۹ میلیون تومان بالغ شده بود که از قرار سودی صدی ده، می‌بایست در ظرف سه سال، ۲۷۰ هزار تومان داده باشد که چهار درصد برای سود سرمایه و ۶ درصد دیگر به مصرف مخارج اداری و استهلاک رسیده باشد؛ در صورتی که مجموع عوائد سه سال، ۳۳ هزار تومان بود، به شرحی که گذشت.
در آن روزهایی که لایحه راه‌آهن تقدیم مجلس شده بود دولت از عواید نفت چهارده میلیون و به تعبیر امروز در حدود دویست میلیون تومان ذخیره کرده بود که من پیشنهاد کردم آن را صرف ایجاد کارخانه قند بکنند و از خرید بیست و دو میلیون تومان قند در سال که در آن وقت وارد کشور می‌شد بکاهند… چنانچه در ظرف این مدت عواید نفت به مصرف کارخانه قند رسیده بود رفع احتیاج از یک قلم بزرگ واردات گردیده بود و از عواید کارخانه‌های قند هم می‌توانستند خط راه‌آهن بین‌المللی را احداث کنند که باز عرض می‌کنم هر چه کرده‌اند خیانت است و خیانت»

### مخالفت با حضور وثوق و فروغی در مجلس
در آغاز دوره ششم که مستوفی‌الممالک کابینه خود را برای رأی اعتماد به مجلس معرفی کرد، مصدق به حضور حسن وثوق و محمدعلی فروغی در این دولت اعتراض کرد.
ماجرای قرارداد ۱۹۱۹ از وثوق‌الدوله شخصیتی خیانتکار در افکار عمومی ساخته و آینده سیاسی‌اش را در آن مقطع نابود کرده بود. او ناگزیر به اروپا رفته اما پنج سال بعد، با دگرگون شدن عرصه قدرت، انقراض سلطنت قاجار و به پادشاهی رسیدن رضاشاه به ایران بازگشته و فعالیت سیاسی را از سر گرفته بود. او در نخستین انتخاباتی که پس از به سلطنت رسیدن رضاشاه انجام گرفت، همچون مصدق به نمایندگی تهران انتخاب شد اما در همان هفته‌های آغازین کار مجلس و پیش از آنکه وثوق در مجلس حضور یابد و اعتبارنامه‌اش مطرح شود، مستوفی‌الممالک او را به عنوان وزیر عدلیه به مجلس معرفی کرد.
مصدق در مجلس نطق مفصل و مستدلی علیه وثوق کرد، خواهان محاکمه او شد و او را مستحق زندان و محرومیت از حقوق مدنی دانست، نه اینکه وزیر و وکیل شود. مصدق گفت که وثوق «ضربه مهمی به اخلاق مملکت» زده است و وثوق در پاسخ، مصدق را فردی عوام‌فریب خواند که در سیاست مبتدی است و باید نزد او شاگردی کند:
«محصلین و مبتدیان در سیاست در دوره تحصیلات خودشان یک دروه درس وجاهت و جنت مکان شدن لازم دارند بخوانند و ایشان [دکتر مصدق] اگر فعلاً در آن دوره از تحصیلات خودشان واقع شده‌اند، بنده عرضی ندارم ولی بنده عرض می‌کنم در دوره تحصیلات خودم، اصلاً از این کلاس صرف نظر کردم؛ یعنی از آن کلاس ما قبل طفره زدم و یکسره آمدم در ما بعد و هیچ‌وقت به این مسائل اهمیت ندادم. هر وقت بنده با شخصی که بخواهد عوام‌فریبی کند و گریه دروغی کند در مبارزه واقع شوم، قطعاً مغلوب می‌شوم و بالاخره این را باید بدانند که در مسائل عالیه مملکت آیا بایستی دماگوژی کرد یا بایستی شاگرد بنده شد».
در مورد فروغی، مصدق گفت که او در زمانی که وزیر امورخارجه بوده، نامه‌ای به سفارت شوروی نوشته و موافقت کرده بوده که به دعاوی مربوط به شهروندان دولت شوروی، به جای محاکم عدلیه در اداره محاکمات وزارت خارجه رسیدگی شود. مصدق همچنین گفت که فروغی در زمان نخست‌وزیری‌اش، بدون اطلاع دیگر وزیران، در نامه‌ای به سفارت انگلیس، حدود ده میلیون تومان دعاوی دولت انگلیس را نسبت به ایران تأیید کرده بوده است. مصدق در انتقاد از فروغی گفت که او به دلیل همین باج دادنها به دولتهای خارجی، هیچگاه «ضرری ندیده و همیشه در کار بوده و بلکه گاهی هم مثل امروز غیر از وزارت یکی دو کار دیگر هم، ریاست دیوان تمییز و ریاست مدرسه حقوق را ذخیره نموده که اگر از مقام وزارت کناره‌جویی کرد، مملکت از آثار وجودی ایشان مستفیض شود».

### رد نخست‌وزیری رضا شاه
پس از آنکه کابینه مستوفی‌الممالک نیز کنار رفت. رضا شاه از مصدق خواست که نخست‌وزیر شود. به گفته خودش: «پس از این که شاه دید هیچ چیز مرا نمی‌تواند از عقیده‌ام خارج کند. مأیوسانه به من نگاهی کرد و گفت این مذاکرات باید مکتوم بماند».
با اینکه مصدق با سلطنت رضا شاه مخالفت کرده بود، رضا شاه پس از به سلطنت رسیدن، تصمیم داشت سمتی به او واگذار کند. از این رو، هنگامی که مستوفی‌الممالک را در بهار ۱۳۰۵ مأمور تشکیل دولت کرد، از خواست شغل وزارت خارجه را به مصدق بدهد. اما مصدق نپذیرفت. بعد از ان رضا شاه به مصدق پیشنهاد نخست‌وزیری را می‌دهد که باز هم با مخالفت او مواجه می‌شود و مصدق ماندن در مجلس را به عنوان بهانه عدم پذیرش این موضوع ذکر می‌کند. به گفته خودش «مقصود شاه این نبود که از افکار من استفاده کند. چه هر کسی با آن شاه کار می‌کرد و از افکار خود استفاده نمی‌کرد. بلکه نظرش این بود که مرا از مجلس خارج کند و ثابت نماید که من هم مثل بعضی‌ها به آنچه می‌گویم عقیده ندارم».

### زندان بیرجند و تبعید به احمدآباد
در ۱۳۰۷ و پس از پایان دوره نماینده در مجلس شورای ملی دوره هفتم، مصدق به سبب ادامه مخالفت با دستگاه حاکم، خانه‌نشین شد و تا سال ۱۳۱۹ به اداره املاک خود در روستای احمدآباد و تولیت بیمارستان نجمیه مشغول بود و از فعالیت سیاسی دوری کرد. او نسبت به آینده نگران بود تا جایی که به گفته خودش گاهی به سرش می‌زد به زندان قصر برود و بخواهد او را زندانی کنند تا از این نگرانی و هراس از آینده رها شود. پس از برکناری دامادش احمد متین دفتری از نخست‌وزیری، شهربانی مصدق را در پنجم تیر ۱۳۱۹ بدون آنکه دلیلی ارائه دهد، چند روز در زندان موقت تهران در بازداشت نگاه داشت و از آنجا به زندان بیرجند انتقال داد. مصدق در طول راه و در زندان به گفته خودش دو بار دست به خودکشی نافرجام زد.
مصدق پس از چند ماه با اقدام پسرش غلامحسین مصدق توسط ارنست پرون از زندان بیرجند به احمدآباد برگردانده شد و در آن‌جا در ملک خود تحت نظر قرار گرفت.
مصدق این باره گفت:
«آقای پرون ناخوش و در مریضخانه نجمیه بستری و خوب شد. وقتی خواست برود از پسر من، دکتر غلامحسین مصدق تشکر نمود. پسرم گفت اگر شما می‌خواهید از من تشکر کنید بروید پدر مرا که در زندان است مرخص بکنید. گفت چشم. خدا شاهد است هیچ‌کس قادر نبود نزد شاه فقید از من شفاعت بکند مگر این شخص که رفت به اعلیحضرت [محمدرضا که در آن زمان ولی‌عهد بود] عرض کرد تمام خدمات و زحماتی که در راه شما کشیده‌ام به این مصالحه می‌کنم که یک زندانی را خلاص کنید. شاه فرموده بودند از او بد نشنیده‌ام و می‌روم از او وساطت می‌کنم. رفتند حضور پدر تاج‌دارشان و از من وساطت فرمودند. شاه امر کردند که یک قدری تأمل بکنید و بالأخره بعد از بیست روز دستور دادند که مرا از زندان بیرجند به احمدآباد منتقل و در آنجا تحت مراقبت مأموران شهربانی باشم».
در شهریور ۱۳۲۰ با ورود ارتشهای شوروی و بریتانیا به ایران و اشغال کشور و اجبار رضا شاه به استعفا و خروج از کشور، اوضاع سیاسی تغییر یافت. همه محکومان سیاسی آزاد شدند، حکم آزادی مصدق هم رسید اما او تصمیم گرفت در احمدآباد بماند و در سیاست مداخله نکند.

### سرآغاز جنبش نفت
نوشتار اصلی:جبهه ملی ایران
دو سال بعد از شهریور ۱۳۲۰ و سقوط رضا شاه، انتخابات دوره چهاردهم مجلس شورای ملی آغاز شده، از مصدق خواسته گردید که در انتخابات به عنوان نامزد نمایندگی تهران شرکت کند. مصدق پذیرفت و در این انتخابات، بیشترین رأی را میان نامزدهای تهران آورد. نخستین اقدام او در مجلس، اعتراض به اعتبارنامه سید ضیاءالدین طباطبایی بود که پس از ۲۲ سال به ایران و صحنه سیاست برگشته و حزب و روزنامه راه انداخته و به عنوان نماینده یزد به مجلس راه یافته بود.
بحث بر سر اعتبارنامه سید ضیاء سه نشست مجلس را به خود اختصاص داد. دکتر مصدق با استناد به اینکه کودتای سید ضیاء در سال ۱۲۹۹ و اقداماتی که پس از کودتا کرده، اقدام علیه کشور حساب می‌شود که مرتکبان به آن، طبق قانون انتخابات حق نمایندگی ندارند، شرح مفصلی دربارهٔ کودتای سوم اسفند و پیشینه و عملکرد سید ضیاء داد و خطاب به مجلس گفت:

«آقایان نمایندگان بیایید دوره بدبختی را تکرار نکنید. بیایید به جامعه ترحم نمایید. بیایید جوانان روشنفکر مملکت را دچار شکنجه و عذاب ننمایید. بیایید علمداران آزادی را به دست میرغضبان ارتجاع نسپارید».

از سال ۱۳۲۲ شرکت‌های نفتی آمریکایی و انگلیسی مذاکراتی را با دولت ایران برای کسب امتیاز نفت شمال آغاز کردند. پس از آنکه در پایان این سال، دولت محمد ساعد روی کار آمد، شوروی نیز نسبت به کسب امتیاز نفت شمال ابراز علاقه کرد و موضوع نفت به مطبوعات و مجلس کشید. نخستین کسی که ساعد را به سؤال کشید، داود طوسی نماینده بجنورد بود.
ادامه اعتراض‌ها به مذاکرات و آمد و رفت‌هایی که بر سر نفت به تهران می‌شد، دولت ساعد را در آبان ۱۳۲۳ به سقوط کشید. نمایندگان جناح اکثریت مجلس به نخست‌وزیری دکتر مصدق ابراز تمایل کردند اما او پذیرفتن نخست‌وزیری را مشروط به این کرد که مجلس قانونی بگذارند که اگر دوره نخست‌وزیری‌اش پیش از پایان دوره مجلس به سر رسید، بتواند به کرسی نمایندگی بازگردد. نمایندگان این شرط را نپذیرفتند و سهام‌السلطان بیات، خواهرزاده دکتر مصدق را برای نمایندگی برگزیدند. مصدق از جانب جناح اکثریت، شرط رأی اعتماد به دولت بیات را این تعیین کرد که عقد هر گونه قرارداد برای اعطای امتیاز نفت به هر دولت یا شرکت خارجی ممنوع شود.
شرطی که دکتر مصدق برای رأی اعتماد به دولت بیات گذاشت به صورت طرحی دو فوریتی در مجلس به رأی گذاشته شد و به تصویب رسید. جریانی که به ملی شدن نفت انجامید از همین‌جا سرچشمه گرفت. دکتر مصدق در مجلس گفت که ابتکار این طرح از خود او نبود بلکه یکی از نمایندگان مبتکر آن است که صلاح نیست نامش برده شود (احتمال دارد اشاره او به غلامحسین رحیمیان نماینده قوچان باشد).

### تشکیل جبهه ملی
در انتخابات دوره پانزدهم مجلس در سال ۱۳۲۵ با مداخلات قوام (نخست‌وزیر) و شاه و ارتش، مصدق که در انتخابات دوره چهاردهم با ۱۶۹۱۳ نفر اول تهران شده بود، این بار با ۲۱۵۰۴ رأی نفر پانزدهم شد (تهران دوازده نماینده داشت) و نتوانست قدم به مجلس بگذارد. او عده‌ای از معترضان به انتخابات را جمع کرد و برای شکایت به دربار برد اما شاه حاضر نشد او را بپذیرد. در آن دوره از مجلس قوام‌السلطنه برای پیشبرد نقشه خود برای بازگرداندن آذربایجان به ایران، نیاز به مجلسی یکدست و مطیع خود داشت.
وقتی مجلس تشکیل شد، قوام موفق به اجرای نقشه خود و بازگرداندن آذربایجان شده بود. نمایندگان حزب دموکرات که قوام به راه انداخته بود بتدریج از او فاصله گرفتند و در همین دوره از مجلس همراه با بسیاری از مستقل‌ها، مصدق را نامزد نخست‌وزیری کردند اما مصدق در برابر آرای تمایلی که به حکیمی داده شد، با یک رأی کمتر رقابت را به حکیمی واگذار کرد و حکیمی نخست‌وزیر شد.
در این دوره هدف عوامل وابسته به بریتانیا این بود که قرارداد سال ۱۹۳۳ دوره رضاشاه را به دست دولت ساعد مراغه‌ای و با تصویب مجلس تنفیذ کنند. بر اثر فشار افکار عمومی و همچنین مساعی اقلیت چهارنفره مجلس، خصوصاً سخنرانی چندین روزه حسین مکی در مخالفت با این لایحه، مقصود انگلیسی‌ها تأمین نشد و عمر مجلس پانزدهم به‌سر رسید.
انتخابات دوره شانزدهم در سال ۱۳۲۸ نیز با دخالت سپهبد رزم‌آرا رئیس ستاد ارتش مواجه شد که از طریق اعمال نفوذ در سرتیپ صفاری رئیس شهربانی کل کشور، در انتخابات دخالت کرد. مصدق و یارانش احمد ملکی (مدیر روزنامه ستاره)، محمدحسن کاویانی، کریم سنجابی، احمد زیرک‌زاده، عباس خلیلی (مدیر روزنامه اقدام)، ابوالحسن عمیدی نوری (مدیر روزنامه داد)، سید علی شایگان، شمس الدین امیرعلائی، سید محمود نریمان، ارسلان خلعتبری، ابوالحسن حائری‌زاده، حسین مکی، مظفر بقائی، عبدالقدیر آزاد، جلالی نایینی (مدیر روزنامه کشور) و حسین فاطمی، در دربار تحصن کردند و از شاه درخواست کردند جلوی دخالت رزم‌آرا را بگیرد. این تحصن‌کنندگان، سنگ بنای جبهه ملی را گذاشتند (هنگام کودتای ۲۸ مرداد از این گروه فقط سه یا چهار نفر با مصدق بودند. بقیه یا کنار رفتند یا آشکارا علیه مصدق قیام کردند و به کودتا پیوستند).
به اشاره شاه، سرتیپ صفاری برکنار و سرلشکر زاهدی رئیس شهربانی شد که رقیب دیرینه رزم‌آرا بود و زیر نفوذ او نمی‌رفت. به دستور زاهدی و با حمایت ضمنی شاه، صندوقهای ساختگی آراء تهران باطل و انتخابات پایتخت تجدید شد؛ و اقلیت جبهه ملی با رهبری مصدق با کسب هشت کرسی از دوازده کرسی تهران به مجلس راه یافتند اما در دیگر نقاط کشور عمدتاً انتخابات با پیروزی رزم‌آرا به پایان رسید که بعداً با رأی همین مجلس به نخست‌وزیری رسید.
پیش از آغاز به کار مجلس، در پی ترور عبدالحسین هژیر وزیر دربار، مصدق و شماری از اعضای جبهه ملی دستگیر شدند. مصدق به احمدآباد تبعید شد و شش هفته در حصر بود. چهار نفر دیگر از اعضای جبهه ملی هم در بازداشتگاه شهربانی ماندند.

با گشایش مجلس شانزدهم، مصدق به مجلس رفت و در رأس فراکسیون جبهه ملی قرار گرفت. مجلس کمیسیونی پانزده نفره برای رسیدگی به موضوع نفت تشکیل داد که مصدق در رأس آن قرار گرفت. به گفته خودش، به علت کسالت از ادامه کار مأیوس بود و پزشک به او تأکید کرد که حتماً باید دو ماه حرف نزند و حرکت نکند، پس از یک ماه:

«خواب دیدم که شخصی نورانی به من گفت دکتر مصدق برو و زنجیرهایی که به پای ملت ایران بسته‌اند پاره کن. این خواب سبب شد که مثل همیشه من به حفظ جان خود کوچک‌ترین اهمیتی ندهم و دو ماه تمام نشده در کمیسیون حاضر شوم و وقتی که به اتفاق آراء ملی شدن صنعت نفت از کمیسیون گذشت، قبول کردم که حرف آن شخص نورانی، غیر از الهام چیز دیگری نبوده است».

### دوران نخست‌وزیری رزم‌آرا
در سال ۱۳۲۹ اقلیت مجلس به شدیدترین شکل به رویارویی با رزم‌آرا پرداخت که قصد مصالحه با انگلیس در جریان نفت را داشت. رزم‌آرا چنین استدلال می‌کرد که ایرانیان توان فنی در اختیار گرفتن کامل صنعت نفت را ندارند و باید به افزایش سهم ایران از سود حاصل، به پنجاه درصد رضایت دهیم. همین باعث شد تا او را به عنوان یک خائن به منافع ملی ایران معرفی کنند. در بیرون از مجلس نیز جریان‌های گوناگون کشور از دربار تا اسلامگرایان تندرو ائتلافی ضد رزم‌آرا ایجاد کرده بودند.

مصدق (۱۳۲۹) در آن دوران در مجلس و در مقام مخالفت با رزم‌آرا و انتقاد از برکناری سرلشکر زاهدی از ریاست شهربانی توسط رزم‌آرا، می‌گوید: 
 آن روزی که ما گفتیم باید شهربانی رئیسش منفصل نشود و موازنه سیاسی برقرارباشد برای این بود که ارتش دخالت در کار مملکت نکند و ارتش برود به وظیفه نظامی و ارتشی خود عمل بکند نه اینکه ارتش رئیس شهربانی را بردارد و یک ارتشی و یک افسری را در آن جا بگذارند که به تمام معنی تابع حکم ستاد ارتش باشد. خدا شاهد است اگر ما را بکشند. پارچه پارچه بکنند، زیربار حکومت این جور اشخاص نمی‌رویم وحدانیت نیت حق خون می‌کنیم، خون می‌کنیم، می‌ریزیم، و کشته می‌شویم (باعصبانیت) اگر شما نظامی هستید من از شما نظامی‌ترم می‌کشم همین‌جا شما را می‌کشم.
رزم‌آرا اگرچه لایحه قرارداد الحاقی نفت را از مجلس پس گرفت ولی مخالفت‌ها با او ادامه یافت تا اینکه در روز شانزدهم اسفند سال ۱۳۲۹ سپهبد حاج‌علی رزم‌آرا در مسجد شاه تهران کشته شد.
در این باره دو روایت وجود دارد. یکی اینکه خلیل طهماسبی، که پس از دستگیری در همان لحظه خود را عبدالله موحد رستگاری معرفی کرد، این کار را کرد. فداییان اسلام، گروه اسلامگرای وابسته به نواب صفوی، که آن زمان در اتحاد با آیت الله کاشانی و جبهه ملی بود، همان روز مسئولیت آن را به عهده گرفت. او پس از تصویب قانونی در مجلس شورای ملی مبتنی بر عفو قاتل رزم آرا به پیشنهاد شمس قنات‌آبادی و توشیح شاه آزاد شده و پس از کودتای ۲۸ مرداد، که دوباره بازداشت شد، قتل را منکر گشت. بنابر روایت فداییان اسلام، رزم‌آرا، هیچ اختلافی با شاه نداشت و شاه دشمن ملی شدن نفت بود. روایت دیگر آن است که اگرچه خلیل طهماسبی قصد این کار را داشت ولی در واقع گلوله او به رزم‌آرا نخورد، بلکه نخست‌وزیر ایران با گلوله‌ای با کالیبر بزرگ مربوط به یک اسلحه کلت کمری که تنها در اختیار ارتش بود، کشته شده است؛ و ضارب واقعی یک گروهبان ارتش بود (از محافظان رزم آرا) که با هماهنگی دربار و شخص اسدالله علم این قتل را انجام داده است. بنابر روایت دوم، در آن مقطع، شاه مخالف رزم‌آرا بوده و از آن می‌ترسیده که رزم آرا کودتا کرده و قدرت را در دست بگیرد.
مصدق در خاطرات خود می‌گوید:
 قاتل رزم‌آرا هم هر کس بود رفع زحمت از اعلیحضرت کرد
فردای قتل رزم‌آرا، روز ۱۷ اسفند ۱۳۲۹ کمیسیون نفت پیشنهاد ملی کردن صنعت نفت را تصویب و اعلام کرد.
قانون ملی شدن صنایع نفت در مجلس شورای ملی در تاریخ ۲۷ اسفند ۱۳۲۹ و در مجلس سنا در تاریخ ۲۹ اسفند ۱۳۲۹ به تصویب رسید.

## نخست‌وزیری

### دوره اول

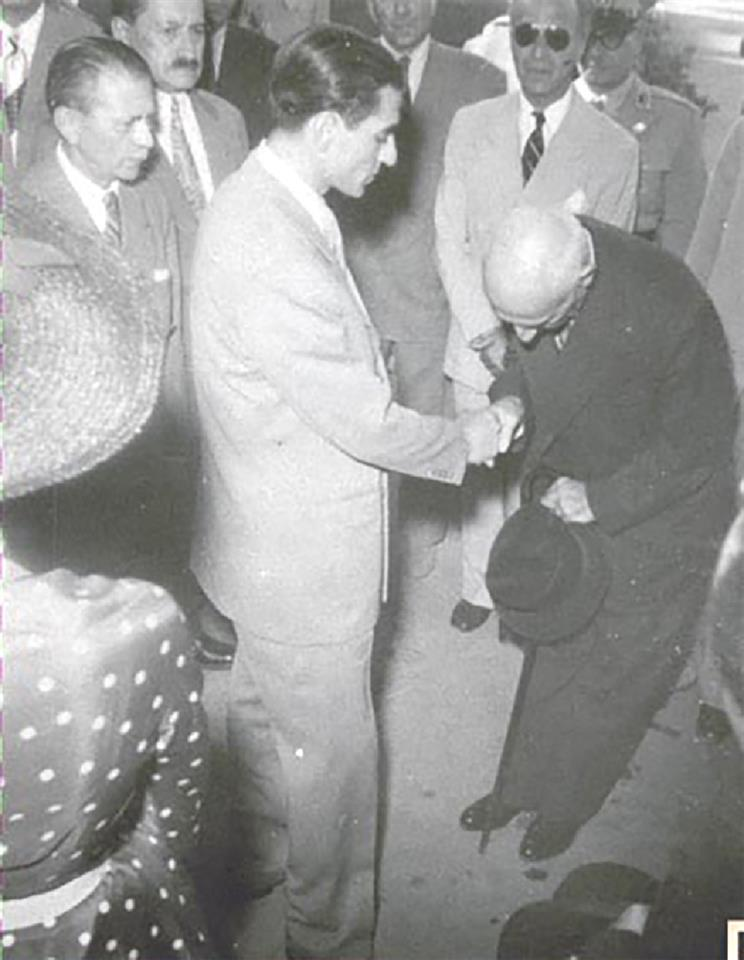
مصدق و محمدرضا پهلوی در اولین دیدار پس از نخست‌وزیری مصدق

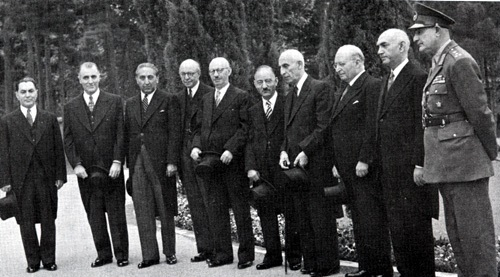
کابینه اول دکتر محمد مصدق. از راست: محمدعلی وارسته، باقر کاظمی، دکتر مصدق، دکتر حسن ادهم، علی هیئت، حسنعلی فرمند، جواد بوشهری، سرلشکر زاهدی، دکترکریم سنجابی

با امضای قانون ملی شدن نفت از سوی شاه و رسمیت یافتن آن، حسین علاء که بعد از رزم‌آرا نخست‌وزیر شده بود، استعفا کرد. در این زمان شاه یک سیاستمدار قدیمی و طرفدار انگلیس به نام سید ضیاءالدین طباطبائی را نامزد نخست‌وزیری نمود. اما در مجلس جمال امامی خوئی نماینده طرفدار دربار در حین مذاکرات به مصدق تعارف نخست‌وزیری می‌نماید که برخلاف انتظار او این بار پذیرفت. به این شرط که در همان جلسه قانون خلع ید از شرکت نفت ایران و انگلیس به تصویب برسد.

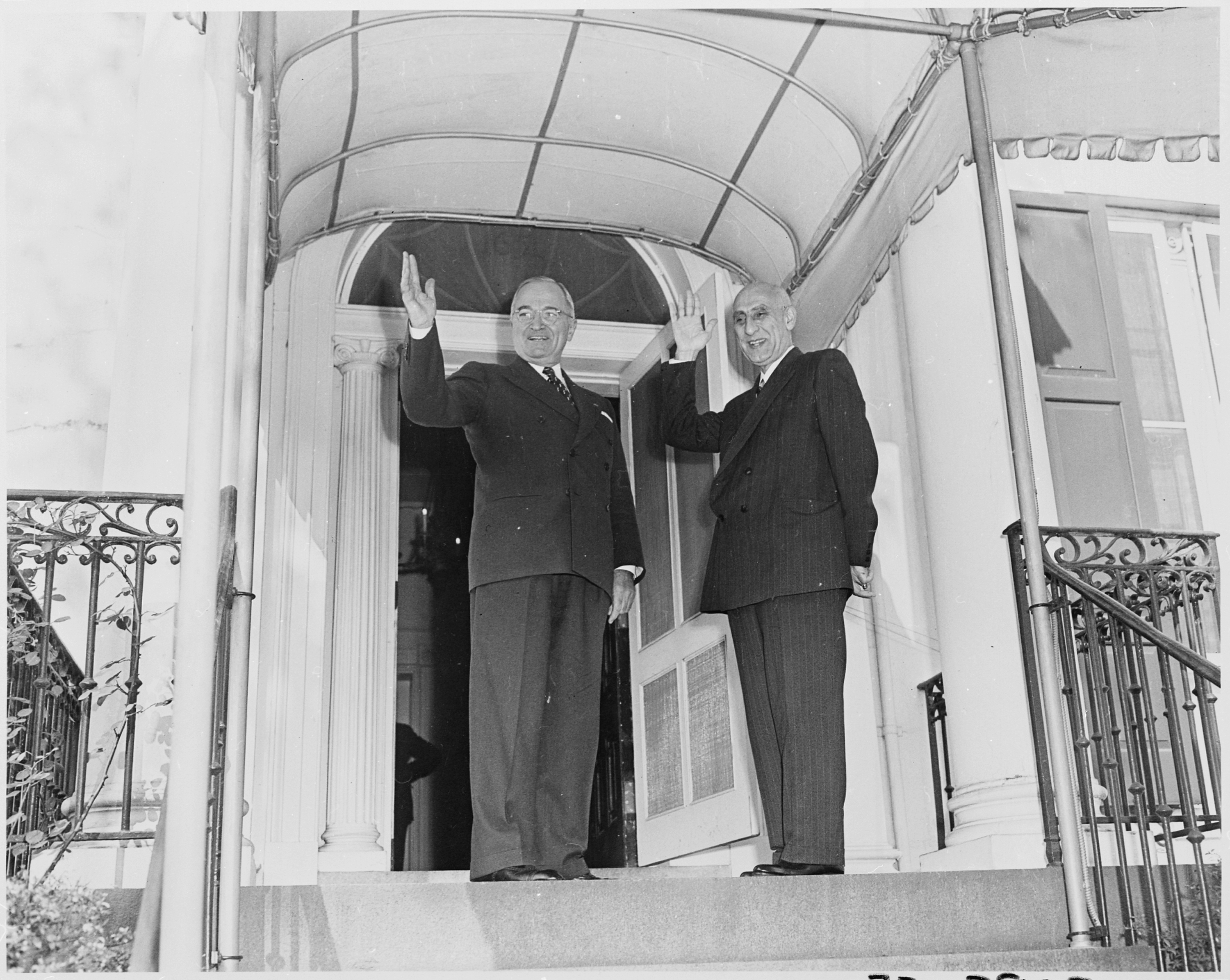
دیدار مصدق و ترومن در کاخ سفید در سال ۱۳۳۰

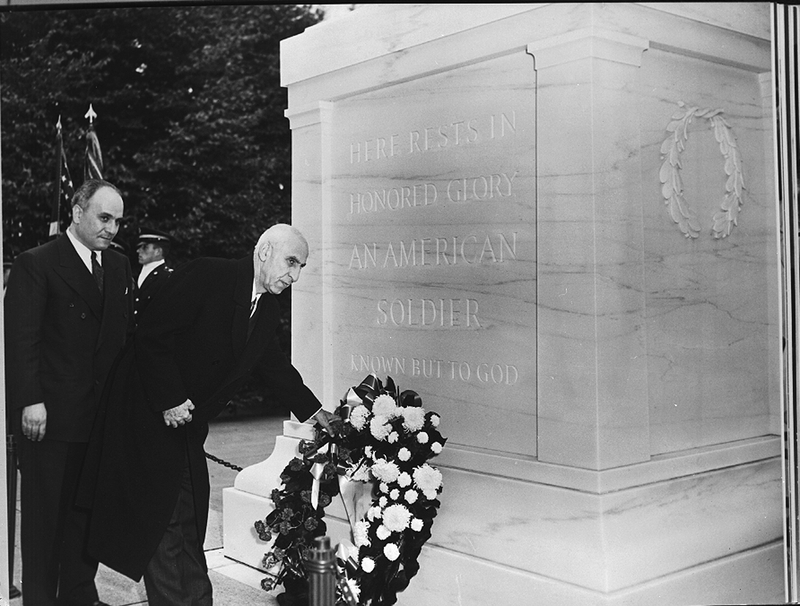
دیدار مصدق از آرامگاه سربازان گمنام در ایالت ویرجینیا

دولت مصدق در مورخ ۱۵ اردیبهشت ۱۳۳۰ توانست از میان ۱۰۲ نفر عده حاضر با کسب ۹۹ رأی موافق رأی اعتماد مجلس را کسب نماید.
 این ترکیب هیئت دولت تا پایان مجلس شانزدهم بارها تغییر پیدا کرد.
مصدق بلافاصله پس از نخست‌وزیری اجرای خلع ید از انگلیسی‌ها را در دستور کار قرار داد؛ و هیئتی به ریاست مهدی بازرگان و با حضور حسین مکی را به این منظور به آبادان فرستاد. بیرون راندن شرکت انگلیسی باعث اعتراض دولت بریتانیا شد. با شکایت دولت انگلیس از دولت ایران در شورای امنیت سازمان ملل، مصدق به نیویورک رفت و به دفاع از حقوق ایران پرداخت. نتیجه به نفع ایران شد و شورای امنیت ادله ایران که این منازعه بین دولت ایران و یک شرکت بازرگانی است و نه منازعه‌ای میان دو دولت که در صلاحیت شورای امنیت باشد، را پذیرفت.
در سال بعد مصدق به دادگاه لاهه رفت تا در آنجا به شکایت شرکت انگلیسی پاسخ دهد. در آن جا نیز دادگاه بین‌المللی که در راس آن یک قاضی انگلیسی به نام سر آرنولد مک نایر بود شکایت بریتانیا را وارد ندانست و مصدق در احقاق حق ملت ایران به پیروزی دست یافت. وکالت ایران در این پرونده را دکتر هانری رولن (Henri Rolin) رئیس سابق مجلس سنای بلژیک بر عهده گرفت و برای این کار از دولت ایران دستمزدی دریافت نکرد. حسین علی‌آبادی از دانشکده حقوق دانشگاه تهران نیز وی را در این کار همراهی می‌کرد. نطق‌های دفاعیه ایران در این دادگاه به زبان فرانسوی توسط مصدق ایراد شد. وی در راه بازگشت به ایران به مصر رفت و مورد استقبال نخست‌وزیر ضد استعمار آن زمان مصر موسوم به نحاس پاشا قرار گرفت.

### انتخابات دوره هفدهم مجلس شورای ملی و قیام سی تیر
انتخابات دوره هفدهم مجلس شورای ملی با درگیری همراه بود و به تشنج کشیده شد. کار بجایی رسید که پس از انتخاب ۸۰ نماینده، مصدق به دلیل دخالت ارتش و دربار، مجبور شد دستور توقف انتخابات حوزه‌های باقی‌مانده را صادر کند. ولی برخی مورخان عقیده دارند مصدق با پی بردن به اینکه جناح مخالف، اکثریت قابل توجه کرسی‌های استانی را به‌دست خواهند آورد، پس از اینکه انتخاب شوندگان به حد نصاب رسیدند (هفتاد و نه نماینده)، انتخابات را متوقف کرد. بدین ترتیب، در مجلس هفدهم، نماینده‌ای از بسیاری از شهرهای بزرگ مانند شیراز و اصفهان و مشهد و کل خوزستان و بخش‌هایی از مازندران و کردستان و همدان و لرستان حضور نداشت و کرسی ۵۵ نماینده خالی مانده بود.
مصدق پس از بازگشت از لاهه به تهران، در ۱۹ تیر از مجلس شورای ملی تقاضای رأی اعتماد کرد و با ۵۲ رأی موافق، ۳ مخالف و ۱۰ رأی ممتنع مأمور تشکیل کابینه شد.
مجلس سنا در ابراز تمایل به او تعلل کرد. سرانجام با وساطت شاه که حمایت گسترده افکار عمومی و شخصیت‌ها را از مصدق می‌دید، سناتورها به اکراه در ۱۸ تیر تشکیل جلسه دادند. در این جلسه از میان ۳۶ سناتور حاضر، فقط ۱۴ نفر به مصدق رأی دادند و ۱۹ نفر رأی سفید (ممتنع) دادند و یک نفر هم به فضل‌الله زاهدی رأی داد. به این ترتیب، مصدق اکثریت آرای سناتورها را در مجلس سنا کسب نکرد و قاعدتاً می‌بایست کنار رود؛ ولی شاه به سناتورها پیغام داد که مخالفت نکنند. سناتورها نیز بدون آنکه تشکیل جلسه بدهند به مصدق اطلاع دادند که در موقع اخذ رأی اعتماد اکثریت آرا را خواهد داشت.
در تیر ۱۳۳۱ خورشیدی مصدق از شاه درخواست کرد تا مسئولیت وزارت جنگ را به او بسپارد. علت این تقاضا، کارشکنی امرای ارتش در انجام اصلاحات مورد نظر دولت بود که جز با اطاعت مستقیم امرا از اوامر رئیس دولت، امکان اجرای این اصلاحات وجود نداشت.

شاه در جواب مصدق که در خواست وزارت جنگ را کرده بود گفت:
پس بفرمایید که من چمدان خود را ببندم و از این مملکت بروم.
 استدلال مصدق برای تصدی وزارت جنگ این بود که:
تا دخالت دربار در آن کم شود و کارها در صلاح مملکت پیشرفت کند… چون ستاد ارتش زیر نظر ملوکانه قرار گرفته هر امری که می‌فرمودند اجرا می‌شد ولی دولت که مسوول بود کاری نمی‌توانست بکند و نمی‌کرد.
 مذاکرات مصدق و شاه در این مورد به جایی نرسید و مصدق در ۲۵ تیر ۱۳۳۱ از مقام خود استعفا کرد. استدلال مصدق این بود که طبق قانون اساسی، وزرا در قبال مجلس مسوولیت مشترک دارند و تعیین وزیر جنگ هم باید بر عهده نخست‌وزیر باشد نه شاه.
متن کناره‌گیری مصدق از نخست‌وزیری:
 پیشگاه مبارک اعلیحضرت همایون شاهنشاهی. چون در نتیجه تجربیاتی که در دولت سابق به دست آمده پیشرفت کار در این موقع حساس ایجاب می‌کند که پست وزارت جنگ را فدوی شخصاً عهده‌دار بشود و این کار مورد تصویب شاهانه واقع نشد، البته بهتر آن است که دولت آینده را کسی تشکیل دهد که کاملاً مورد اعتماد باشد و بتواند منویات شاهانه را اجرا کند با وضع فعلی ممکن نیست مبارزه‌ای را که ملت ایران شروع کرده پیروزمندانه خاتمه دهد. فدوی - دکتر محمد مصدق
.
پس از اعلام تمایل مجلس به قوام، شاه، فرمان نخست‌وزیری او را صادر کرد. قوام که از همان آغاز با مخالفت سرسختانه فراکسیون جبهه ملی در مجلس هفدهم روبه‌رو شده بود، از شاه تقاضا کرد مجلس را منحل کند، اما شاه موافقت نکرد. قوام نیز با صدور بیانیه شدیدالحنی نخست‌وزیری خود را آغاز کرد. بیانیه قوام بر «جدایی دین از سیاست» تأکید داشت و دربارهٔ «ارتجاع سیاه مذهبی» هشدار می‌داد و چنین پایان می‌یافت: «کشتیبان را سیاستی دگر آمد». این بیانیه باعث شد که اکثریت مطلق نیروهای جامعه از فداییان اسلام و بازار و اصناف و روحانیونی چون آیت الله کاشانی گرفته تا جبهه ملی و حزب توده و حزب پان ایرانیست به مخالفت با قوام بپردازند.
حزب توده که در عین غیرقانونی اعلام شدنش از چند سال پیش، بزرگ‌ترین حزب و تشکیلات ایران بود از این زمان به صورت علنی فعالیتش را مجدداً آغاز کرد. همچین اسلامگرایان به جهت اشاره قوام به «جدایی دین از سیاست»، به شدیدترین شکل به رویارویی با قوام پرداختند. رهبران مذهبی و در رأس آن‌ها سید ابوالقاسم کاشانی بازارها را به تعطیلی کشانده و اخطار کردند که اگر قوام بر سر کار بماند، حکم جهاد می‌دهند.
سرانجام اکثریت مطلق نیروهای جامعه از جمله: فداییان اسلام و بازار و اصناف و روحانیونی چون آیت الله کاشانی تا جبهه ملی، حزب توده و حزب پان ایرانیست تظاهراتی بزرگ برگزار کردند که بعدها به قیام سی تیر مشهور شد. با رفتار خشونت‌آمیز شهربانی در تهران و کشته‌شدن تظاهرکنندگان در این قیام، قوام مجبور به استعفا شد و شاه پس از رأی تمایل مجلس به مصدق مجبور شد هم سمت نخست‌وزیری و هم سمت وزیر جنگ را به او واگذار کند. مجلس هفدهم پس از کشته‌شدن تظاهرکنندگان در قیام سی تیر، قوام را مهدورالدم دانست و حکم مصادره اموالش را به نفع شهدای ۳۰ تیر صادر کرد.

### دوره دوم

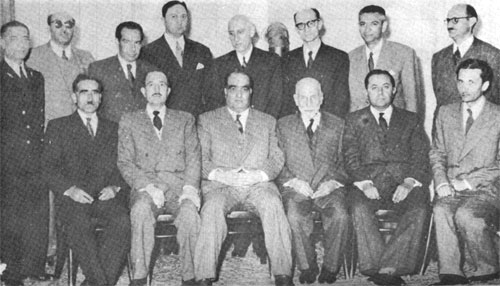
کابینه دوم مصدق

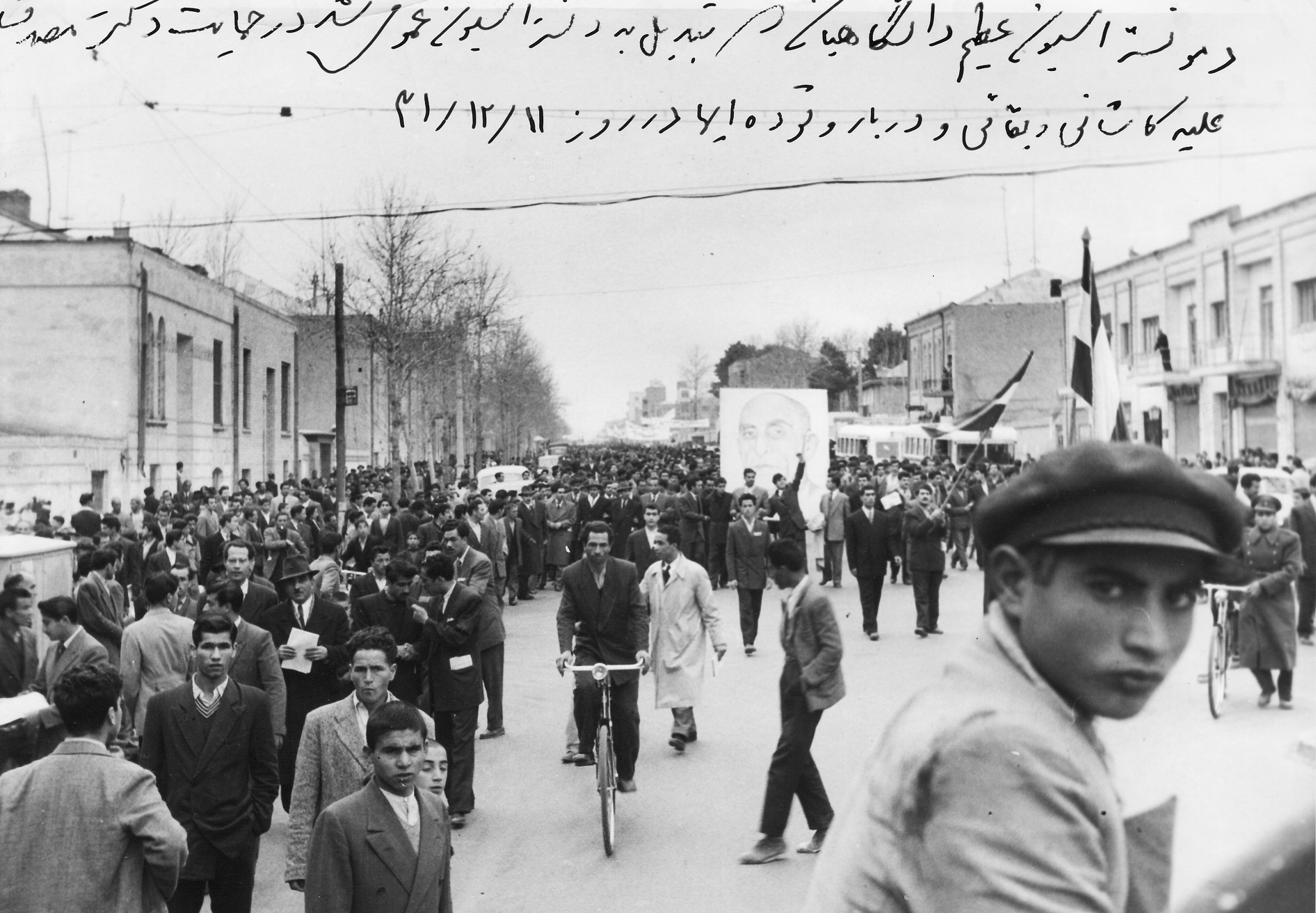
تظاهرات دانشگاهیان که تبدیل به تظاهرات عمومی به نفع مصدق شد، اسفند ۱۳۳۱.

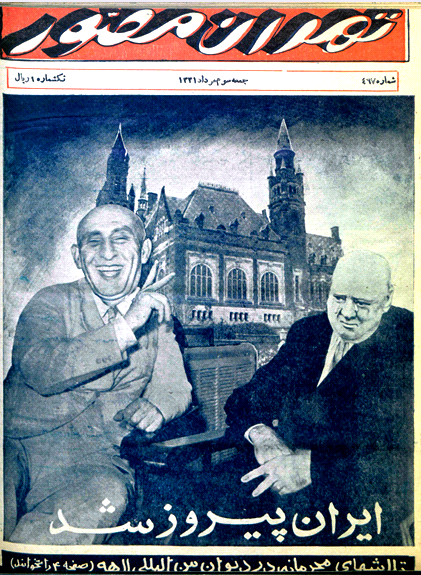
روی جلد نشریه تهران مصور - سوم امرداد ۱۳۳۱

در پی تظاهرات در ۳۰ تیر ۱۳۳۱ که به کشته شدن چند نفر انجامید، قوام به دلیل عدم پذیرش انحلال مجلس از سوی شاه استعفا کرد و مصدق با رأی تمایل مجلس (۶۱ رأی از ۶۴ نماینده) بار دیگر به نخست‌وزیری ایران رسید.
در اردیبهشت ماه ۱۳۳۲ دکتر مصدق، شاه را وادار کرد که اداره امور املاک پهلوی را به دولت واگذار کند.
در این دوره، ریاست مجلس به ابوالقاسم کاشانی سپرده شد. با اینحال به مرور او و برخی از قدیمی‌ترین یاران مصدق از جمله ابوالحسن حائری‌زاده، دکتر بقایی و حسین مکی که از مؤسسان جبهه ملی و از نخستین هواداران ملی شدن نفت در مجلس پانزدهم بودند، از او فاصله گرفته و حتی به مقابله مستقیم با دولت پرداختند. همچنین زاهدی که به دلیل تلاش در برگزاری انتخابات آزاد در انتخابات مجلس شانزدهم در تهران، پس از به نخست‌وزیری رسیدن مصدق، به وزارت کشور رسیده بود، کنار گذاشته شده و در مجلس سنا خود را به عنوان رهبر اپوزیسیون هوادار شاه و مخالف مصدق اعلام نمود.
در ۵ مردادماه سال ۱۳۳۱، مصدق وزیران کابینه خود را مجلس شورای ملی معرفی کرد و نام وزارت جنگ را به وزارت «دفاع ملی» تغییر داد.

### توطئه ۹ اسفند ۱۳۳۱
در بهمن ۱۳۳۱ علا وزیر دربار طی دیداری به اطلاع مصدق می‌رساند که شاه برای معالجه ایران را ترک می‌کند و این موضوع محرمانه است. در صبح روز ۹ اسفند قرار می‌شود که مصدق به همراه وزرا برای امور مربوط به تشریفات به دربار بروند. مصدق که به درخواست شاه برای خداحافظی دربار رفته بود، در بازگشت با تظاهراتی از طرف هواداران شاه ضد او شکل گرفت مواجه می‌شود که توطئه‌ای هدایت شده توسط شاه برای به قتل رساندن او بود.
ماجرا از این قرار بود که شاه بظاهر به مصدق اطلاع می‌دهد که عازم مسافرت خارج از کشور است و تنها ایشان از این موضوع اطلاع دارند و لازم است که برای خداحافظی نخست‌وزیر و وزراء به حضور شاه آمده تا صحبت نمایند. در هنگام مذاکرات مصدق با شاه سفیر آمریکا هندرسن چندین بار از مصدق (از طریق پیغام تلفنی) می‌خواهد که از کاخ خارج شده و به منزلش برگردد تا با او مذاکراتی را انجام دهد که این امر رخ نمی‌دهد. طرفداران شاه به هدایت سید محمد بهبهانی، شعبان جعفری (شعبان بی‌مخ) و تعدادی از افسران اخراجی ارتش و اراذل و اوباش در جلوی کاخ حضور پیدا کرده و پس از اینکه مصدق به جای در اصلی از در دیگری خارج می‌شود به هدایت شاهپور حمید رضا به خانه وی حمله می‌کنند. که مصدق از خانه خود به منزل پسرش دکتر غلامحسین مصدق و از آن جا به ستاد ارتش رفته و اقدام‌های لازم برای مقابله با این شورش را انجام می‌دهد. این عمل شاه باعث قطع ارتباط مصدق با دربار شد به گونه‌ای که دیگر شاه و مصدق یکدیگر را ندیدند.

### استیضاح
با وجود حمایت کاشانی از مظفر بقایی و نصرالله زاهدی (متّهمانِ پرونده قتل محمود افشار طوس) دولت اقدام به ارائه لایحه عدم مصونیتِ بقایی در مجلس و جلب زاهدی که در مجلس تحصن کرده بود می‌دهد. همین باعث شد تا شکاف بین مصدق و کاشانی علنی تر گردد و این دو در روبروی هم قرار بگیرند. در انتخابات هیئت رئیسه مجلس در تیرماه ۱۳۳۲ هواداران دولت در مجلس، عبدالله معظمی از نزدیکان مصدق را با ۴۱ رأی در برابر ۳۰ رأی کاشانی به ریاست برگزیدند.
در روز ۱۵ تیر علی زهری از حزب زحمتکشان، دولت را به اتهام شکنجه متهمان پرونده قتل سرتیپ افشارطوس، استیضاح کرد. در روز ۱۸ تیر، وزیر کشور، در مجلس حاضر شده و با اعلام اینکه نخست‌وزیر کسالت دارد، خود را مأمور نخست‌وزیر دانست. در این جلسه نمایندگان مخالف اعتراض کردند که نخست‌وزیر دو سال است در جلسات مجلس حاضر نشده است. همچنین حائری زاده تأکید کرد که در شش دوره‌ای که در مجلس بوده، سابقه نداشته، نخست‌وزیر، (حتی رضاخان) هنگام تعیین وقت استیضاح، به جای آنکه خود بیاید نماینده به مجلس بفرستد. در پایان روز ۲۳ تیرماه ۱۳۳۲ برای استیضاح معین گردید. بلافاصله پس از آن حسین مکی (مخالف سرسخت مصدق) با ۴۱ رأی از ۷۲ نماینده حاضر، به عضویت هیئت نظارت بر اندوخته اسکناس برگزیده شد. این واپسین تصمیم مجلس هفدهم بود.

### همه‌پرسی
نمایندگان طرفدار مصدق در حمایت از ابقای دولت و انحلال مجلس استعفا دادند. همین باعث شد تا دیگر جلسات مجلس به حد نصاب نرسیده و تشکیل نشود. از طرف دیگر مصدق رفراندومی با موضوع انحلال مجلس و ابقای دولت برگزار کرد. این نخستین همه‌پرسی تاریخ سیاسی ایران است.
متن این رفراندوم چنین بود:
«اگر با این دولت و نقشه و هدف آن موافق هستید رای به انحلال مجلس بدهید تا مجلس دیگری تشکیل شود که بتواند در راه تأمین آمال ملت با دولت همکاری کند و اگر با ادامه وضع کنونی مجلس موافقید تا دوره هفدهم سپری شود و دولت دیگری روی کار بیاید که با این مجلس همکاری کند رای مخالف به انحلال مجلس بدهید».
تصمیم مصدق برای انحلال مجلس و ابقای دولت از طریق مراجعه به همه‌پرسی در حالی که کمتر از یک سال از عمر آن مانده بود، باعث مخالفت جمعی از برجسته‌ترین مشاوران و هواداران مصدق از جمله عبدالله معظمی، علی شایگان، کریم سنجابی، غلامحسین صدیقی، احمد رضوی، خلیل ملکی و محمود نریمان شد. آن‌ها تلاش کردند که مصدق را از تصمیم خود منصرف کنند اما او بر سر رأی خود باقی‌ماند.
رضوی (نایب رئیس مجلس) در اعتراض به مصدق در جلسه فراکسیون نهضت ملی که صبح روز ۲۳ تیرماه ۱۳۳۲ در منزل نخست‌وزیر تشکیل شد، گفت:
آقای دکتر مصدق شما تا به حال هرچه خواستید به ما تحمیل کردید و ما حرفی نزدیم… شما برخلاف قانون اساسی از مجلس اختیار گرفتید و برخلاف قانون ۲سال است که حکومت غیرقانونی نظامی اعلام فرموده‌اید و برخلاف قانون در انتخاب رئیس مجلس دخالت نمودید و با تمام این جریانات ما چیزی نگفتیم ولی دیگر در مورد رفراندوم سکوت نمی‌کنیم
عبدالله معظمی رئیس مجلس شورای ملی نیز در جلسه‌ای که در مجلس برگزار شد، ضمن مخالفت با رفراندوم انحلال مجلس به مصدق گفت:
در قوانین، رفراندوم سابقه ندارد و اکثریت قریب به اتفاق نمایندگان با آن مخالف هستند و بهتر است که این مطلب با میانجیگری حل شود و این کدورت برطرف گردد
همچنین ابوالقاسم کاشانی در اعلامیه‌ای در ۱۰/۵/۳۲ رفراندوم را تحریم کرد. در این اعلامیه آمده بود: «هموطنان و برادران عزیزم، ضمن اعلامیه قبلی از مفاسد و مضار رفراندوم شرحی متذکر و همه مستحضر گردیده و توجه دارند که عمل به آنچه ضررهایی برای دیانت و ملت و مشروطیت و مملکت دربردارد، با این حال دوران خود را دوره انقراض دیانت و استقلال مملکت و ملت قرار ندهید و طوق رعیت و اسارت و بندگی را به گردن خود نگذارید. شرکت در رفراندوم خانه‌برانداز که با نقشه اجانب طرح‌ریزی شده، مبغوض حضرت ولی عصر عجل الله تعالی فرجه و حرام است. البته و البته هیچ مسلمان وطن‌خواهی شرکت نخواهد کرد، گرچه ممکن است بعضی اشخاص غافل و بی‌اطلاع از حقایق و مضار آن و خائنین وطن فروش برای انجام مقاصد شوم دیگران در رفراندوم شرکت کنند یا این که دولت صندوق را از آرای قلابی پرکند. علی‌أی‌حال عمل به رفراندوم برخلاف قانون اساسی و مصلحت مملکت و ملت بوده و هیچ‌گونه اثر قانونی ندارد».
سید محمد بهبهانی نیز در نامه‌ای از مصدق خواست تا در تصمیم خود برای انحلال مجلس و ابقای دولت تجدید نظر کند. همچنین مظفر بقایی طی تلگرافی به مصدق خاطر نشان کرد در صورتی که وی از انجام رفراندوم انحلال مجلس صرف نظر کند، حاضر است به اتفاق علی زهری از سمت نمایندگی مجلس استعفا کند.
در این زمان دکتر مصدق در ملاقات با هندرسون، سفیر آمریکا می‌گوید که انگلیسی‌ها ۳۰ نفر از نمایندگان مجلس را خریدند و با کمی تلاش بیشتر می‌توانند ۱۰ نفر دیگر را هم بخرند و دولت را بیندازند. ما باید این مجلس را ببندیم.
در این میان حزب توده با انحلال مجلس و ابقای دولت موافق بود و در جریان رفراندوم هم اعضا و هواخواهان این حزب حضور داشتند و علاوه بر این از دولت خواسته بودند که علاوه بر انحلال مجلس برای تشکیل مجلس مؤسسان و تغییر قانون اساسی اقدام کند.
این همه‌پرسی به خاطر هم‌زمان نبودن رای‌گیری در تهران و شهرستان‌ها و جدا بودن صندوق‌های مخالفان و موافقان مورد انتقاد بسیاری قرار گرفت. در تهران برای موافقان صندوق‌هایی در میدان‌های سپه و راه‌آهن و برای مخالفان صندوقهایی در میدان‌های بهارستان و محمدیه قرار داده شده بود.
روزنامه لوموند فرانسه از تهران چنین گزارش می‌دهد: «… به نظر می‌رسد که یک توافق ضمنی بین حزب توده و جبههٔ ملی برقرار شده است، به این شکل که طرفداران جبههٔ ملی در میدان سپه و طرفداران حزب توده در ایستگاه (راه‌آهن) آراء خود را به صندوق بریزند. تمام سفارتخانه‌ها بسته‌اند و حدود سه هزار نیروی نظامی از ۴ نقطهٔ محل اخذ رأی و نقاط استراتژیک تهران محافظت می‌کنند … گروه‌های وابسته به حزب توده خیلی عظیم تر هستند و طول صف‌های آنان به چند صد متر بالغ می‌شود. شعارها و پلاکاردهای جبههٔ ملی حاکی از اعلام حمایت از مصدّق و درخواست انحلال مجلس است، درحالی‌که شعارهای حزب توده – اساساً – علیه مجلس است و درخواست تشکیل مجلس مؤسّسان برای تغییر رژیم فعلی است. نحوه اخذ رأی، مخفی نیست زیرا نه فقط یک محل جداگانه برای کسانی که می‌خواهند رأی منفی بدهند در نظر گرفته شده بلکه هر یک از شرکت کنندگان در این رفراندوم باید ورقه‌ای را پُر کنند که اسم و آدرس خود را روی آن بنویسند. محلّی که برای اخذ رأی طرفداران مجلس در نظر گرفته شده، مقابل مجلس است و روی یک پلاکاردِ بزرگ این جمله به چشم می‌خورَد: کسانی که این‌جا رأی می‌دهند، طرفدار انحلال مجلس هستند. تا ساعت ۹ به وقت محلّی، فقط سه نفر برای اعلام رأی «نه» در این صندوق حضور یافتند و از این سه نفر، تعداد زیادی عکس گرفته شد و از آن‌ها فیلم‌برداری شد و مورد اهانت و آزار قرار گرفتند. دیشب حوادثی در منزل کاشانی رُخ داد. وی به تمام «مسلمانان حقیقی» توصیه کرده تا این رفراندوم را تحریم کنند. طرفداران مصدّق بُطری‌های بنزینِ آتش زا به طرف منزل کاشانی پرتاپ می‌کردند و نزاعی در اطراف منزل ایشان درگرفت که یک نفر کشته و نزدیک به صد نفر مجروح شدند و امروز صبح گروه‌های مسلّح، منزل کاشانی را محاصره کرده و ورود به منزل ایشان – حتّی برای نزدیکان و بستگان وی – را ممنوع کرده بودند، کاشانی مجدّداً رفراندوم برای انحلال مجلس را تحریم کرد و اعلام نمود که هر رأیی که مصدّق در این رفراندوم زیر حمایت سرنیزه‌ها و تانک‌ها بگیرد، موجب بطلان هر قرارداد بین‌المللی است که در آینده منعقد نماید.»
گزارشگر لوموند در گزارش بعدی خود خبر داد: «… طرفداران دکتر مصدّق در تهران برنده شدند. بر طبق خبر رادیو تهران، بیش از صدهزار نفر به طرفداری از دکتر مصدّق رأی به انحلال مجلس و فقط ۶۷ نفر رأی مخالف دادند و این نتایج مربوط به تهران است که حدود یک میلیون نفر جمعیت دارد.»
در این همه‌پرسی در حدود دو میلیون ایرانی (از جمعیت حدود ۱۸ میلیونی ایران) شرکت کرده و ۹۹٫۹٪ از شرکت کنندگان به «انحلال مجلس و ابقای دولت» رأی مثبت دادند؛ و شمار آرای مخالفان مطابق با آمار اعلامی در تهران ۱۱۵ نفر و در کل شهرستان‌ها فقط ۷۱۰ نفر بود. در ۲۱ مرداد ۱۳۳۲ مصدق، رسماً نتیجه یعنی «ابقای دولت و انحلال مجلس ۱۷» را اعلام کرده و از شاه خواست فرمان برگزاری انتخابات جدید را امضا کند؛ ولی او این رفراندوم را تأیید نکرد.
پیش از این یاران دکتر مصدق همچون غلامحسین صدیقی و خلیل ملکی به او هشدار داده بودند که در نبود مجلس، شاه شما را برکنار می‌کند؛ ولی مصدق چنین پاسخ داده بود که شاه جرأتش را ندارد. اگر هم چنین کند، ما تمکین نمی‌کنیم.
محمد مصدق در دادگاه و کتاب خاطراتش عنوان می‌کند که مطابق با عرف و قانون اساسی و سابقه آن پادشاه اجازه عزل را ندارد و تنها می‌تواند در زمان رأی تمایل مجلس نسبت به صدور فرمان اقدام نماید که آن هم امری تشریفاتی است. مصدق فرمان شاه برای نخست‌وزیر را زمانی دارای رسمیت می‌دانست که مجلس شورای ملی رأی تمایل به یک فرد برای نخست‌وزیری بدهد و فرمان شاه را متمم می‌دانست و نه موجد.
قبل از این هم در مورد نخست‌وزیری صدرالاشراف به دلیل اینکه حکم را شاه به صورت مستقیم و قبل از رأی مجلس صادر کرده بود موضوع منتفی اعلام شد.
او در کتاب خاطراتش در مورد حرکت احمد شاه در مورد عزل صمصام السلطنه چنین می‌گوید:
وقتی مرحوم سلطان احمد شاه، صمصام السلطنه را عزل نمود و به جای او وثوق الدوله را نصب کرد راجه به این امر آنقدر در مجامع سیاسی طهران صحبت شده بود که هرکسی می‌دانست در مملکت مشروطه مسوولیت وزراء در مقابل مجلسین جزو الفبای مشروطیت است و شاه حق نداشت صمصام را عزل کند و ان مرحوم هم بااستناد همان مذاکرات و اظهار عقیده مظلعین بقانون اساسی بود که تا مجلس چهارم تقنینیه خود را نخست‌وزیر قانونی می‌دانست
مصدق در نبود مجلس و دوران فترت، در صورت استعفای نخست‌وزیر پادشاه را مسوول تعیین نخست‌وزیر می‌دانست، چنانچه او و تنی چند از یارانش در ۲۲ دی ماه سال ۱۳۲۸، در اعتراض به دخالت‌های دولت (ساعد) در انتخابات در دربار متحصّن شدند، مصدق در نامه‌ای خطاب به هژیر وزیر دربار، از شاه خواستند تا دولتی روی کار آورد که مصالح سلطنت و ملت را حفظ کند :.
نامه دکتر مصدق به هژیر :(۱۳۲۸/۷/۲۶)
 … البته اعلی حضرت همایون شاهنشاهی، منشأ عموم اصلاحات می‌باشند و غرض عمده از تحصن این بود، که دورهٔ فترت که تعیین نخست‌وزیر محتاج به تمایل مجلس نیست، دولتی روی کار بیاورند که وجههٔ نظر خود را حفظ مصالح سلطنت و ملت قرار دهد و در عصر چنین پادشاهی مملکت صاحب مجلسی شود که با اصلاحات اساسی قادر باشد از فقر و بیچارگی مردم بکاهد و کشور را قرین آسایش و رفاهیت کند . ...
عباس میلانی نظرش در این خصوص این است که:
به بیان دیگر چندسال پیش از آنکه همرزمان وی از جمله صدیقی و سنجابی، دربارهٔ انحلال مجلس و حقوق شاه در دورهٔ فترت سخن برانند، مصدق خود به چنین حقی اذعان کرده بود.

اگر چه او فرمان شاه را متمم می‌دانست و نه موجد اما در کتاب خاطراتش می‌نویسد «چنانچه روز روشن ابلاغ می‌نمودند اگر اطاعت نمی‌کردم متمرد بودم»

### کودتای ۲۵ مرداد

گروهی از طرفداران مصدق

در ۲۳ مردادماه ۱۳۳۲ بنا بر نقشه سیا موسوم به تی پی آژاکس برای براندازی دولت مصدق، شاه طی دو حکم جداگانه، فرمان عزل مصدق و نخست‌وزیری تیمسار زاهدی را امضا می‌کند. رئیس گارد شاهنشاهی، سرهنگ نصیری موظف می‌شود تا با محاصره خانه نخست‌وزیر فرمان را به وی ابلاغ و او را دستگیر کند. همچنین نیروهایی از گارد اقدام به بازداشت چند تن از وزرای مصدق (فاطمی معاون نخست‌وزیر و وزیر امور خارجه- حق‌شناس وزیر راه - زیرک زاده نماینده مجلس و از رهبران حزب ایران) می‌کنند. در همین زمان گروه‌هایی از نظامیان اقدام به اشغال مرکز تلفن بازار و تلاش به قطع ان می‌نمایند. مصدق از طریق شبکه افسران حزب توده و کیانوری از این توطئه باخبر می‌شود. گروه دستگیر کنندگان رئیس ستاد ارتش نیز که با هجوم به منزل  تیمسار ریاحی و تبادل آتش و با نگهبان آن جا موفق به دستگیری دکتر فاطمی و مهندس حق‌شناس و مهندس زیرک زاده می‌شوند این خبر توسط دو زن که از روی پشت بام فاطمی را در درون جیپ ارتشی و تحت بازداشت دیده بودند به آگاهی نخست‌وزیر می‌رسد. به دلیل عدم حضور تیمسار ریاحی در ستاد مشترک نمی‌توانند او را دستگیر کنند. از سوی دیگر سرهنگ کیانی جانشین سرتیپ ریاحی که برای سرکشی به باغشاه آمده بود توسط افسران گارد دستگیر می‌گردد. دستگیرشدگان را به کاخ سعد آباد برده و در آن جا زندانی می‌کنند. سرهنگ نصیری نیز که در نیمه شب برای ابلاغ فرمان شاه و دستگیری مصدق به در منزل مصدق آمده بود توسط نیروهای نگهبان نخست‌وزیری به سرپرستی سرهنگ ممتاز و سروان فشارکی دستگیر و نیروهایش خلع سلاح و بازداشت می‌شوند.
در فردای این روز مصدق در بیانیه‌ای از کشف و خنثی‌سازی یک کودتا علیه دولت خبر می‌دهد؛ ولی هیچ اشاره‌ای به ماجرای فرمان شاه نمی‌کند. در این روز خبر خروج شاه از ایران و ورودش به بغداد منتشر می‌شود. حسین فاطمی به سفارتخانه‌های ایران از جمله سفیر ایران در بغداد دستور می‌دهد که با شاه مقابله کنند. از این روز نیروهای حزب توده با حضور در سطح شهر تشنج‌هایی ایجاد می‌کنند. در روز ۲۶ مرداد هر دو گروه مهم یعنی حزب توده و جبهه ملی میتینگهایی پرشور ضد شاه برگزار کردند. در میتینگ جبهه ملی در بهارستان، به رغم عدم حضور مصدق، یاران او همچون فاطمی و صالح به بی‌سابقه‌ترین شکل ممکن به شاه تاختند. همچنین فاطمی در سرمقاله باختر امروز، شاه را به خیانت متهم کرد. در این روز برای جلوگیری از اغتشاش اعضای حزب توده، مأموران دولتی و طرفداران جبهه ملی، مجسمه‌های شاه و رضاشاه را از میدان‌های شهر پایین کشیدند.
با توجه به اغتشاشات پیش آمده در روز ۲۶ و ۲۷ مرداد به رهبری توده‌ای‌ها مصدق به تیمسار مدبر ریاست شهربانی دستور می‌دهد که با هرگونه تظاهرات علیه دولت یا شاه مقابله نماید. همچنین، با توجه به نبودن پادشاه در کشور، طرح تشکیل شورای سلطنت به ریاست میرزا علی اکبر دهخدا در دستور کار دولت قرار گرفت. این روز هندرسون سفیر آمریکا به تهران بازگشت و به مصدق اولتیماتوم داد که اگر با حزب توده ائتلاف کند، آمریکا دولت وی را به رسمیت نمی‌شناسد؛ ولی مصدق به او اطمینان خاطر داد که کنترل اوضاع در دستش بوده و هرگز به توده ای‌ها اجازه تشنج آفرینی نخواهد داد. همچنین در پاسخ به پرسش سفیر آمریکا دربارهٔ رابطه او با شاه، مصدق گفت:
در عصر ۲۷ مرداد، دستورِ اکید دادم هر کس حرف از جمهوری بزند او را تعقیب کنند و نظر این بود که از پیشگاه اعلیحضرت همایون شاهنشاهی درخواست شود هرچه زودتر به ایران مراجعت فرمایند چون که تغییر رژیم، موجب ترقی ملت نمی‌شود
شاه که از انجام موفقیت‌آمیز کودتا مطمئن بود. پس از خبردار شدن از شکست کودتا از رامسر به بغداد می‌رود.

### کودتای ۲۸ مرداد

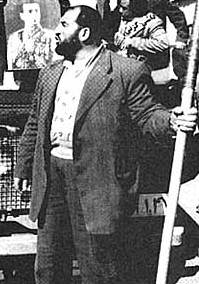
شعبان جعفری

در روز کودتای ۲۸ مرداد ۱۳۳۲ حرکت دیگری ضد دولت انجام شد که این‌بار باعث سرنگونی دولت مصدق گشت. بنابر کتاب «ضد کودتا» نوشته مأمور سیا کیم روزولت، او در این روز با خریدن فتوای برخی از روحانیون و همچنین دادن پول به ارتشیان، ولگردان و اوباش تهران آن‌ها را به خیابان‌ها کشانید. در این عملیات ماشین‌های وابسته هوایی سفارت آمریکا در تهران با انتقال نفرات گارد شاهنشاهی و ارتشیان تحت حمایت خود به سمت منزل مصدق و پرداخت دلار به افراد فعال در کودتا باعث پیشروی این کودتا گردیدند. امری که در کودتای ۲۵ مرداد ناموفق بود.
حدودِ ۸ صبحِ ۱۹ اوت جمعیتی حدوداً سه‌هزار نفره از مردانی مسلح به چوب و چماق در جنوبی‌ترین نقطه شهر تظاهراتی علیهِ مصدق و به طرفداری از شاه شروع کردند. به خیابان‌ها می‌رفتند و فریاد می‌کشیدند «زنده باد شاه» و «مرگ بر مصدقِ خائن». اگر چه احتمالاً اغلب‌شان سرشار از احساساتِ سلطنت‌طلبانه بودند اما به روشنی برای این کار پول گرفته بودند؛ بین آن‌ها انبوهی آدمِ بیکار و بسیاری اوباش و الواتِ سرشناس بودند. هم‌زمان رئیس پلیس دستور داد کسی مانع تظاهرات نشود. بخش از جمعیت به‌طرفِ بازار رفتند و تهدید به غارتِ مغازه‌ها کردند. تأثیرِ کارشان آنی بود و بازار تعطیل شد. هر چه زمان گذشت جمعیت بیشتر شد و بخشِ اعظمی از ثروتمندانِ شهر که از دولتِ مصدق و به‌خصوص سیاست اخیرِ حمایتش از حزب توده منزجر بودند، به تظاهرات پیوستند. بعد تعدادِ انبوهی کامیون و اتوبوس، که از صبح زود کرایه شده بودند، پیدایشان شد و امکانِ نقل‌وانتقالِ مجانیِ تظاهرکنندگان را مهیا کردند. این وسایلِ نقلیه در شهر می‌چرخیدند و سرنشینان‌شان با فریاد شعار می‌دادند، سعی می‌کردند خشم مردم را افزایش دهند و احساساتشان را به نفعِ شاه برانگیزند. خیلی زود روشن شد کلِ نیروی پلیس همراه و همدلِ تظاهرات‌اند و در بعضی موارد حرکتِ تظاهرکنندگان را هم هدایت می‌کنند. مصدق بلافاصله رئیسِ پلیس را عزل کرد و دستورِ دستگیری‌اش را داد. به ارتش هم دستور داد تانک و خودروهای زره‌پوش برای متفرق کردنِ جمعیت بفرستد. دستورهای صادرشده ستادِ فرماندهیِ کل طبیعتاً بلافاصله اطاعت نشد و چند ساعت بعدتر که اجرا شد دیگر جمعیت خیلی آسان سربازانِ رسیده به محل را متقاعد کردند که در دفاع از شاه به آن‌ها بپیوندند. بینِ ساعت ۹ تا ۱۲ تظاهرکنندگان ستادهای مرکزیِ سه حزبِ سیاسیِ طرفدارِ حکومت و دفاتر نیم دوجین روزنامه حامیِ مصدق را زیر و رو کردند و به آتش کشیدند. جمعیت بعد به دفاترِ روزنامه‌های حزبِ توده حمله کردند؛ ابتدا در برابرشان مقاومت شد، اما خیلی زود چیره شدند.
سپس در حمله به زندان، شعبان جعفری (شعبان بی‌مخ) که از ۹ اسفند ماه ۱۳۳۱ به جرم تلاش برای قتل نخست‌وزیر در زندان بود، توسط نیروهای شورشی آزاد شد.
با اشغال مرکز رادیو، پس از چند ساعت سکوت رادیویی بی‌سابقه در تاریخ رادیوی ملی ایران، نخست مهدی میراشرافی، نماینده مجلس و مصطفی کاشانی فرزند آیت الله کاشانی و سپس دیگر نمایندگان ضد مصدق و طرفدار شاه در مجلس همچون احمد فرامرزی به سود زاهدی سخنرانی کرده و آنگاه سرلشکر زاهدی فرمان انتصاب خود به نخست‌وزیری خواند.
سپس نوبت به خانه مصدق که در واقع مقر نخست‌وزیری بود رسید. نخست جمعیت بدون پشتوانه نیروهای نظامی به منزلش حمله کردند اما با آتش مسلسل عقب رانده شدند؛ دومین حمله که با همراهی و پشتیبانیِ سربازانِ طرفدارِ زاهدی انجام شد، باز ناکام ماند. این بار تانک‌های سنگینِ شرمن به محل رسیدند و خانه را به توپ بستند، حدودِ ۶ بعدازظهر دیگر دفاعِ گارد حفاظتِ نخست‌وزیری در هم شکست و خانه ویران شد. جمعیت مهاجم توانستند به داخل خانه وارد، هر آنچه بود را به تاراج بردند و ساختمان را به آتش کشیدند. برای منزل کناری که خانه پسرِ مصدق بود، نیز همین اتفاق رخ داد. عصر مابقی زندانیان که در حادثه کودتای ۲۵ مرداد یا توطئه قتل مصدق در ۹ اسفند در زندان بودند آزاد شدند و سرلشکر زاهدی قدرت را در دست گرفت.
بنا به نوشته سعید حکمت رئیس اداره پزشکی قانونی در جریان این کودتا ۴۱ تن مقتول و ۷۵ تن مجروح شدند. در این روز شاه در رم ایتالیا بود و به گفته همسرش ثریا، در فکر خریدن خانه‌ای در رم برای اقامت بود که سقوط دولت مصدق و قدرت یابی زاهدی و تلگراف‌های حمایتی ابوالقاسم کاشانی و سید محمد بهبهانی را دریافت کرد.
در روز ۲۹ مرداد مصدق و بیشتر یارانش خود را به شهربانی تسلیم کردند.
پس از موفقیت کودتای ۲۸ مرداد، سید ابوالقاسم کاشانی به شاه که به کشور و قدرت بازگشته بود به همراه سید حسین طباطبایی بروجردی تبریک گفت. پس از بازگشت شاه، کاشانی در مصاحبه‌ای چنین می‌گوید:
«مصدق شاه را مجبور کرد که ایران را ترک نماید اما شاه با عزت و محبوبیت چند روز بعد بازگشت. ملت شاه را دوست دارد و رژیم جمهوری مناسب ایران نیست.»
نواب صفوی رهبر گروه فداییان اسلام نیز که در زمان کودتا در خارج از کشور بود طی یک مصاحبه در بغداد سقوط مصدق را به شاه تبریک گفت.

## مخالفان و منتقدان عملکرد ۲۸ ماهه دولت مصدق

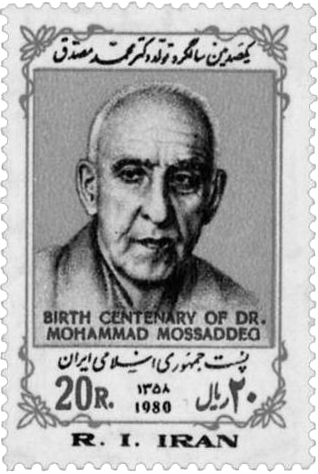
تمبر یادبود محمد مصدق که به مناسبت یکصدمین سالگرد زادروز او منتشر گردید.

برخی از هواداران مصدق یا اعضای جبهه ملی که در زمان نخست‌وزیری مصدق، از جبهه ملی یا از هیئت‌وزیران کنار گذاشته شده یا کنار رفتند، پس از جدایی از مصدق، به انتقاد از کارنامه وی پرداختند و حتی برای سرنگونی‌اش تلاش کردند. برخی از این افراد عبارت‌اند از:
- فضل‌الله زاهدی (نخست‌وزیر کودتا)
- علی امینی
- حسین مکی، (که در آغاز سرباز فداکار وطن نامیده شد ولی در پایان به دلیل مخالفت با مصدق از سوی هواداران جبهه ملی سرباز خطاکار وطن خطاب می‌شد)
- مظفر بقایی (به دلیل اتهام مشارکت در قتل سرتیپ افشار طوس و سپس اتهام شرکت در کودتای ۲۵ مرداد به دستور فرماندار نظامی تهران بازداشت شد و تا روز ۲۸ مرداد در زندان بود).
- آیت الله کاشانی، در ۳۰ تیر ۱۳۳۱ در اعتراض به استعفای مصدق، تهدید به حکم جهاد کرد ولی در ماه‌های پایانی ضمن انتقاد شدید از کارنامه دولت، از زاهدی پشتیبانی می‌کرد. او در اعلامیه‌ای به عنوان تحریم رفراندوم دولت، در هشتم مرداد ۱۳۳۲ نوشت: اکنون ۲۸ ماه است که ایشان زمامدار است و در تمام این مدت یک قدم مفید به حال شما که بتواند اسم آن را ببرد برنداشتند. هر روز وعده‌های بزرگ می‌دهد و فردا عذر می‌آورد. ساعت به ساعت راه را برای تحکیم دیکتاتوری و حکومت فردی و خودسری هموار ساخته است. مصدق خوب می‌داند اگر با آزادی به رای ملت رجوع کند ۹۷ درصد مردم علیه او رای می‌دهند. شما هموطنان عزیز می‌بینید که تا امروز چه کسی به نفع اجانب قدم برداشته و آنچه تا امروز کرده مستقیماً به مصلحت اجنبی و زیان مملکت بوده است. ۲۸ ماه است که آقای دکتر مصدق با [هیاهو] در جنجال و عوامفریبی مردم را مشغول کرده است.[۱۶۵]
- ابوالحسن حائری‌زاده در سال ۱۳۳۱ در مجلس، ضمن مخالفت با لایحه اختیارات ویژه دولت، آن را خطر بازگشت دیکتاتوری ۲۰ ساله دانست[۱۶۶] و سپس در سال بعد با نوشتن نامه به رئیس سازمان ملل متحد، مصدق را دیکتاتور خواند.[۱۶۷] این افراد علی‌رغم هواداری از مصدق در ماه‌های نخست حکومت او، در یک سال پایانی دولت مصدق، گاه به صورت پنهانی و گاه علناً برای سرنگونی مصدق، تلاش می‌کردند.

این در حالی بود که برخی از هواداران مصدق که تا روز پایانی همراه و پشتیبان او بودند و پس از آن نیز به هواداری از مصدق ادامه دادند، به بعضی از رفتارهای مصدق در زمان نخست‌وزیری‌اش، نقدهایی دلسوزانه داشتند. از این جمله‌اند:
- خلیل ملکی («آقای دکتر مصدق! این راهی که شما می‌روید به جهنم است ولی ما تا جهنم به دنبال شما خواهیم آمد»[۱۶۸])
- کریم سنجابی که به گفته خود، با خویشاوندگرایی مصدق در زمان نخست‌وزیری‌اش مخالفت کرد.[۱۶۹][۱۷۰]

برخی از تاریخ‌پژوهان و روشنفکران جدیدتر، اگرچه کلیت مصدق را تصدیق و تأیید کرده‌اند ولی برخی از کارهای او (به ویژه مخالفت او با پیشنهادهای نفتی ارائه شده به ایران همچون بانک جهانی یا پیشنهاد چرچیل - ترومن) را اشتباه دانسته و عقیده دارند که مصدق باید پیشنهادهای مذکور را می‌پذیرفت و از اصل ملی کردن صنعت نفت صرف‌نظر می‌کرد. اینان خطاهای مصدق در این رابطه را اصلی‌ترین علت سرنگونی مصدق می‌دانند. از جمله این افراد می‌توان به همایون کاتوزیان، فوأد روحانی، محمدعلی موحد  و صادق زیباکلام اشاره کرد.
گروه دیگری نیز هستند که سیاست‌های مصدق را به شدت مورد نکوهش قرار داده‌اند. برخی از این افراد عبارت‌اند از: موسی غنی نژاد، فریدون مجلسی، مرتضی مردیها، عباس میلانی و محمد قوچانی، که ضمن نقد دوران پهلوی پیش و پس از مصدق، دوران مصدق را نیز از انتقادات مصون نداشته‌اند. حال آنکه برخی دیگر چون داریوش همایون، هوشنگ نهاوندی، پیروز مجتهدزاده، و جلال متینی، دوران حکومت ۲۸ ماهه مصدق را بدتر از دوران «پس از مصدق» و یک سراشیبی برای سقوط ایران به هرج و مرج یا کمونیسم دانسته‌اند.
موسی غنی‌نژاد معتقد است: «هیچ ابتکاری در دوران دولت دکتر مصدق و اطرافیان او دیده نشد. اصطلاح اقتصاد بدون نفت را حتی در یک مورد قبل از آن نمی‌شود پیدا کرد. وقتی تحریم شروع شد دور و بری‌های دکتر مصدق گفتند نفت بلای سیاه است و تحریم موهبت است. اما نتیجه آن بود که به مردم فشار آمد و مردم ناراضی شدند و بحران‌های سیاسی اقتصادی و اجتماعی شکل گرفت. درآمدهای ارزی ما کاهش پیدا کرد، اقتصاد دچار بحران شدید شد و به نارضایتی سیاسی، اجتماعی و اقتصادی مردم انجامید و مردم این نارضایتی را در روز ۲۸ مرداد نشان دادند. از روز ۲۵ مرداد که طبق دست خط شاه مصدق خلع شده بود حکومت مصدق غیرقانونی بود و اگر کودتایی صورت گرفت توسط مصدق بود. چرا که قانون اساسی، در غیاب مجلس، به شاه اختیار می‌دهد در عزل و نصب نخست‌وزیر و مصدق هم این را می‌دانست و به همین خاطر هم بود که این دست خط را اعلام و ابلاغ نکرد. اطرافیان او هم می‌دانستند. هنگام برگزاری رفراندوم هم این انتقاد را به او کرده بودند که انحلال مجلس همه اختیار را به شاه خواهد داد.»

## محاکمه و زندان و خانه نشینی

مصدق در دادگاه

محمد مصدق را پس از کودتای ۲۸ مرداد در دادگاه نظامی محاکمه و با توجه به تبرئه او از اتهامات اصلی چون «تلاش برای برهم زدن اساس سلطنت» و «کودتا علیه قانون اساسی» به سه سال حبس مجرد (انفرادی) محکوم شد. استدلال او در نفی صلاحیت دادگاه این بود که دیوان عالی حق محاکمه نخست‌وزیر را دارد و دادگاه نظامی، صالح نیست و او همچنان نخست‌وزیر قانونی کشور است. استدلال دادستان نیز این بود که مصدق در پی دریافت فرمان عزل پادشاه از روز ۲۵ مرداد تا روز ۲۸ مرداد نخست‌وزیر نبوده است و این دادگاه به اتهامات او پس از برکناری از نخست‌وزیری یعنی تمرد از فرمان پادشاه رسیدگی می‌کند. پاسخ مصدق نیز آن بود که چون فرمان پادشاه را در نیمه شب و با یک دستهٔ مسلح آورده بودند گمان بر جعلی بودن آن داده و از این نظر او متمرد نیست. او هم در دفاعیه در دادگاه و هم در خاطراتش می‌نویسد که اگرچه بنابر روح قانون اساسی مشروطه، پادشاه حق عزل و نصب وزیران را ندارد ولی اگر در روز و ساعات اداری فرمان را می‌آوردند، آن را می‌پذیرفت. ضمن اینکه با توجه به نوع نوشتار دست خط، احتمال داد که فرمان به صورت سفید، مهر و امضا شده و جعلی است. به همین دلیل آورنده نامه را دستگیر کرد تا صبح روز بعد از شاه، اصل ماجرا را جویا شود که با خروج شاه از کشور، فرصت این کار را نیافت.
دادگاه که به صورت علنی و با حضور رسانه‌های ایرانی و بیگانه برگزار شده و مشروح آن در روزنامه‌ها به چاپ رسید.
مصدق در مورد دادگاهش و علل محاکمه خود چنین می‌گوید:

«در طول تاریخ مشروطیت ایران این اولین بار است که یک نخست‌وزیر قانونی مملکت را به حبس و بند می‌کشند و روی کرسی اتهام می‌نشانند… به من گناهان زیادی نسبت داده‌اند ولی من خودم می‌دانم که یک گناه بیشتر ندارم و آن این است که تسلیم تمایلات خارجیان نشده و دست آنان را از منابع ثروت ملی کوتاه کرده‌ام… مردم این مملکت می‌دانند که وضع من در بسیاری جهات با وضع مارشال پتن فرانسوی بی‌شباهت نیست و من هم سالخورده و به وطن خود خدمتی کرده‌ام. من هم مثل او در اواخر عمر به روی کرسی اتهام نشسته‌ام و شاید مثل او محکوم شوم ولی همه نمی‌دانند بین من و او یک تفاوت آشکار است. پتن به جرم همکاری با دشمن ملت فرانسه به دست ملت فرانسه محاکمه شد و من به گناه مبارزه با دشمن ملیت ایران به دست عمال بیگانگان!».
دادگاه اگرچه او را از اتهامات مهمی چون اقدام علیه اساس سلطنت و کودتا علیه قانون اساسی که حکم اعدام داشت، تبرئه کرد ولی به جهت تمرد از فرمان شاه او را به سه سال زندان محکوم کرد. مصدق پس از گذراندن سه سال زندان، به ملک خود در احمدآباد رفته و تا پایان زندگی زیر نظارت شدید دولت بود.
مصدق نخستین کسی بود که سرنگونی خود را غیرقانونی و کودتا خواند ولی هرگز تا پایان عمر (۱۳ سال بعد) آن را آمریکایی ندانست و تنها از انگلیسی‌ها به بدی یاد می‌کرد.
او هم چنین چه در دادگاه و چه در کتابش با اشاره به سوگند خود به قرآن، تأکید کرده است که هرگز تلاشی برای سرنگونی سلطنت و برپایی جمهوری نکرده و آرمانش ایجاد یک پادشاهی مشروطه بود که در ان شاه سلطنت کند و نه حکومت.

مصدق در احمدآباد در سال ۱۳۴۴

محمد مصدق در روزهای آخر عمر خود دربارهٔ حوادث سال ۳۲ می‌گوید:
کمونیسم را بهانه کرده‌اند که نفت ما را ۱۰۰ سال دیگر هم غارت کنند. دادگاه نظامی مرا به سه سال حبس مجرد محکوم کرد که در زندان لشکر ۲ زرهی آن را تحمل کردم. روز ۱۲ مرداد ۱۳۳۵ که مدت آن خاتمه یافت به جای این‌که آزاد شوم به احمدآباد تبعید شدم و عده‌ای سرباز و گروهبان مأمور حفاظت من شدند. اکنون که سال ۱۳۳۹ خورشیدی هنوز تمام نشده مواظب من هستند و من محبوسم و چون اجازه نمی‌دهند بدون اسکورت به خارج [قلعه] بروم در این قلعه مانده‌ام و با این وضعیت می‌سازم تا عمرم به سر آید و از این زندگی خلاصی یابم.

## دیدگاه‌های اجتماعی و دینی

### حقوق زنان
مصدق در مصاحبه‌ای در تاریخ ۳۱ امرداد ۱۲۸۸ (۲۲ اوت ۱۹۰۹) با رنه وییه یار، سردبیر مجله La Nouvelle Egypte، دربارهٔ جایگاه زنان در ایران اظهار داشت:
زنان در کشور ما جایگاهی دارند که قرآن برایشان تعیین کرده است. با این حال، زنان ما عروسک‌های توخالی و بیهوده‌خواه نیستند. زن ملکه خانه است و بیشتر نقش مادری دارد تا همسری. در سال‌های پرآشوب مشروطه، زنان از هر طبقه‌ای از مشروطیت پشتیبانی کردند و به آن علاقه‌مند بودند. ما قهرمانانی داریم که شایسته افسانه‌های زنان پارت هستند. به‌عنوان مثال، می‌توانم با احترام از عمه محمدعلی شاه یاد کنم که با نگاهی مغرور و بدون اندوه، سربازان غارتگر و گستاخ برادرزاده‌اش را نظاره کرد که یادگارهای ارزشمند محل اقامتش را ویران می‌کردند. او در برابر خرابه‌های کاخش اشکی نریخت و در جریان انقلاب مشروطه با افتخار سربلند ماند.
در سال ۱۳۳۱، ائتلافی از گروه‌های زنان بیانیه‌ای منتشر کردند و خواستار حقوق سیاسی و اقتصادی برابر شدند. بخشی از این بیانیه چنین بود:
... هیچ کشوری مادامی که زنان را کنار گذاشته‌اند نمی‌تواند پیشرفت کند: هیچ ملتی نمی‌تواند ادعای ساختن تمدن داشته باشد و از آن احساس غرور کند مادامی که زنان از داشتن حقوق مساوی با مردان محروم هستند.
این بیانیه با جمع‌آوری حدود صد هزار امضا همراه شد و نسخه‌هایی از آن برای مصدق (نخست‌وزیر وقت)، نمایندگان مجلس شورای ملی، و سازمان ملل متحد ارسال شد. با این حال، حق رأی زنان در لایحه پیشنهادی قانون انتخابات گنجانده نشد. تعدادی از روحانیون برجسته با حق رأی و انتخاب شدن زنان به‌شدت مخالفت کردند و آن را مغایر با شرع اسلام دانستند. در آن زمان یعنی قبل از انتخابات دوره هفدهم مجلس شورای ملی، مصدق نتوانست در این زمینه اقدام مؤثری انجام نداد.
پس از دریافت اختیارات توسط دکتر مصدق از مجلس دوره هفدهم، لایحه انتخاباتی از سوی دولت او تشکیل شد که در آن ذکر شده بود همه اهالی ایران می‌توانند در انتخابات‌های مجلس و شهر ور روستا شرکت کنند که شایبه اجازه حضور زنان برای رای دادن و انتخاب شدن را دربرگرفت به گونه ای که روحانیت به شدت در این برابر موضع‌گیری کرد. به طوریکه سید باقر جلالی موسوی نماینده مجلس هفدهم چنین گفت:
مطابق قانون اختیاراتی که ازطرف مجلس شورای ملی بجناب آقای دکتر مصدق داده شده است چند روزپیش قانون جدید انتخابات تدوین و برای اظهارنظرعمومی منتشرشده است و مسئله جدیدی که در اثر انتشار آن بوجود آمده و از چند جهت واجد اهمیت است بحث دربارهٔ حقوق بانوان وحق انتخاب به آنان است، چون این بحث به مجلس شورای ملی نیز کشیده شده است و حتی استناد به اصل دوم وهشتم قانون اساسی ومتمم آن بعمل آمده است لازم می‌دانم توضیحاتی دراین باره بعرض برسانم:
... وّلا آن طوری که من استنباط می‌کنم منظور قانونگذار از جمله «قاطبه اهالی» که در اصل دوم قانون اساسی مندرج است و می‌گوید مجلس شورای ملی نماینده قاطبه اهالی مملکت ایران است که درامور معاشی وسیاسی کشورخود دخالت دارند، کلمه رابط فیما بین جملتین کاملاً روشن است، زیرا در زمان تدوین این قانون بلکه تاکنون هیچگاه از زنان ایران درامور سیاسی کشورخود دخالت نداشته‌اند تا بتوانند در امور انتخاباتی مداخله نمایند، مضافاً به اینکه فرمان مشروطیت که مبنای مشروطیت ما و قانون اساسی است صراحتاً بیان می‌نماید که منتخبین باید از طبقه مردان باشند.

... ورود زن در انتخابات، نه تنها باری از دوش جامعه ما برنمی‌دارد بلکه بر مشکلات ما با مخالفتی که اکثریت قریب باتفاق ملت ایران با آن دارند، خواهد افزود. 

از سوی دیگر در پاسخ به درخواست حق رأی زنان، مراجع تقلید، از جمله آیت‌الله بروجردی، صدر، و مرعشی، به مخالفت برخاستند. آیت‌الله مرعشی مشارکت زنان در انتخابات را «مستلزم مفاسد کثیره و برخلاف شرع مقدس اسلام» دانست. همچنین، آیت‌الله صدر و بروجردی در پاسخ به نامه آیت‌الله بهبهانی، مشارکت زنان در انتخابات (چه به‌عنوان رأی‌دهنده و چه به‌عنوان نامزد) را غیرمشروع اعلام کردند. متن نامه آیت‌الله صدر چنین بود:
خدمت حضرت مستطاب آیت‌الله آقای حاج سید محمد بهبهانی دامت برکاته. به عرض عالی می‌رساند… در طرح قانونی لایحه انتخابات که اخیراً از طرف جناب نخست‌وزیر در معرض افکار عمومی قرار داده شده، صریحاً اجازه مداخله در انتخابات به زنان داده نشده است و این امر از هر جهت مورد تحسین و تقدیر است. اما چون اخیراً زمزمه‌هایی از برخی محافل شنیده می‌شود… مقتضی است متذکر فرمایید که این صحبت‌ها موجب تزلزل و تردید جناب آقای نخست‌وزیر و مصادر امر نگردد، زیرا مداخله زنان در انتخابات به جهاتی چند محرم و غیرمشروع است و در کشور اسلامی به حول و قوه الهی اجرا نمی‌گردد. و السلام علیکم و رحمه الله و برکاته.
آیت‌الله بروجردی و آیت‌الله حجت نیز در نامه‌های جداگانه این نظر را تأیید کردند. آیت‌الله مرعشی در بیانیه‌ای دیگر تأکید کرد که «مداخله زنان در انتخابات مستلزم محرمات و مفاسد کثیره و برخلاف شرع مقدس اسلام است».

### کشف حجاب
مصدق دربارهٔ کشف حجاب اظهاراتی انتقادی داشت و معتقد بود این اقدام باید به‌صورت تدریجی و با تکامل فرهنگی جامعه انجام شود. وی در این‌باره گفت:
اگر به‌تدریج که دختران از مدارس خارج می‌شدند، حجاب رفع می‌شد، چه می‌شد؟ رفع حجاب از زنان سالخورده و بی‌تدبیر چه نفعی برای ما داشت؟

همچنین اظهار داشت:
خانم‌ها به من اعتراض نکنند، زیرا پیش از آنکه بانوان محترم کشف حجاب کنند، من در اروپا با خانواده‌ام کشف حجاب کردم و هیچ‌کس با کشف حجاب مخالف نبود، اما من مخالف بودم، چون معتقد بودم که کشف حجاب باید از طریق تکامل فرهنگی و به‌صورت تدریجی در جامعه رخ دهد، نه به‌واسطه قدرت یک فرد.

### دیکتاتوری
مصدق به‌شدت با دیکتاتوری مخالف بود و آن را مانعی برای پیشرفت جامعه می‌دانست. او در این‌باره اظهار داشت:
دیکتاتور مانند پدری است که فرزندانش را از تجربه و عمل دور نگه می‌دارد و پس از مرگش، فرزندانی بی‌تجربه و ناتوان به‌جا می‌گذارد. یا باید گفت که در جامعه، افراد هیچ‌اند و باید یک نفر آن‌ها را اداره کند، که این همان سلطنت استبدادی است. پس مجلس و قانون اساسی برای چیست؟ یا باید گفت که حکومت ملی است و همه مردم باید در سرنوشت جامعه مشارکت کنند؛ در این صورت، نیازی به منجی و پیشوا نیست.

وی همچنین افزود:
مملکتی که رجال ندارد، هیچ چیز ندارد. مخالفت من با دیکتاتوری به این دلیل است که دیکتاتوری، کشور را از رجال توانمند محروم می‌کند و دیکتاتور خود را یگانه فرد برجسته می‌داند. کسانی که به این رژیم اعتقاد دارند، باید فکر کنند که پس از دیکتاتور، کشور چه خواهد شد.

مصدق همچنین با مقایسه رژیم‌های دیکتاتوری و دموکراتیک گفت:
اگر رژیم استبدادی باعث پیشرفت ملت‌هاست، دولت‌های انگلستان و آمریکا بر چه اساسی به این جایگاه رسیده‌اند؟ و اگر دیکتاتوری سبب ترقی ملت‌ها بود، چرا دولت‌های محور از بین رفتند؟

### حقوق بهاییان
مصدق با وجود داشتن اعتقادات مذهبی در خانواده، در گرماگرم مبارزات برای ملی شدن صنعت نفت و اصلاح قوانین، تمایلی به ایجاد بحرانی تازه در کشور نداشت. این امر سبب بروز پاره‌ای سوءتفاهمات میان برخی روحانیون در آن زمان شد. سال‌ها پس از فوت او، محمدتقی فلسفی که یکی دو بار در مجالس سوگواری مذهبی همسر دکتر مصدق در دههٔ بیست به عنوان مرثیه‌سرا حضور یافته بود و در کتاب خاطرات خود به این مورد اشاره هم کرده است، دربارهٔ واکنش محمد مصدق به پیام آیت‌الله بروجردی در مورد برخورد با بهاییان می‌گوید:  
 در دومین ملاقاتم با دکتر مصدق، بین من و او اتفاق افتاد. موضوع از آن قرار بود که بهایی‌ها در شهرستان‌ها مسئله‌ساز شده بودند و قدرت‌نمایی می‌کردند. به امر حضرت آیت‌الله عظمی آقای بروجردی وقت ملاقات گرفتم و نزد او رفتم. مانند همان دفعه قبل، او روی تخت و زیر پتو خوابیده بود. پیام آقای بروجردی را به ایشان رساندم و گفتم: «شما رئیس دولت اسلامی ایران هستید و الآن بهایی‌ها در شهرستان‌ها فعال هستند و مشکلاتی را برای مردم مسلمان ایجاد کرده‌اند؛ لذا مرتباً نامه‌هایی از آنان به عنوان شکایت به آیت‌الله بروجردی می‌رسد. ایشان لازم دانستند که شما دراین باره اقدامی بفرمایید». 
دکتر مصدق بعد از تمام شدن صحبت من، به گونهٔ تمسخرآمیزی، قاه‌قاه و با صدای بلند خندیدی و گفت: 
آقای فلسفی از نظر من مسلمان و بهایی فرقی ندارند؛ همه از یک ملت و ایرانی هستند
.
این پاسخ برای من بسیار شگفت‌آور بود زیرا اگر سؤال می‌کرد، فرق بین بهایی و مسلمان چیست؟ برای او توضیح می‌دادم. اما با آن خندهٔ تمسخرآمیز و موهن دیگر جایی برای صحبت کردن و توضیح دادن باقی نماند؛ لذا سکوت کردم و موقعی که به محضر آیت‌الله بروجردی رسیدم و این جمله را گفتم. ایشان نیز به حالت بهت و تحیر پیام وی را استماع کرد.

### سوگند در دادگاه و اهمیت وطن
مصدق در جلسه هفدهم دادگاه بدوی خود در ۷ آذر ۱۳۳۲، ضمن تأکید بر اعتقادات مذهبی‌اش، وطن را بالاترین ارزش خود دانست و گفت:
قبل از پاسخ، باید عرض کنم: اشهد أن لا إله إلا الله، اشهد أن محمداً رسول‌الله. [در این لحظه مصدق از جای خود برخاست] این شهادتین است که همه مذاهب اسلامی باید بگویند… یک شهادت هم برای مذهب شیعه است: اشهد أن علیاً ولی‌الله. من در این دادگاه اقرار می‌کنم که مسلمان و شیعه اثنی‌عشری هستم. مسلک من مسلک سیدالشهدا است؛ یعنی هرگاه حق در کار باشد، با هر قدرتی مخالفت می‌کنم و از همه چیزم می‌گذرم. نه زن دارم، نه پسر دارم، نه دختر دارم؛ هیچ چیز ندارم جز وطنم را که در برابر چشمانم است. [در این لحظه مصدق به گریه افتاد] رسول اکرم فرموده است: «قُم فَاستَقِم» (بایست و مقاومت کن). البته نفرموده بدون مطالعه مقاومت کن. وقتی دیدی موضوعی حق است، بایست و مقاومت کن. من پیروی از مولایم را در تمام عمرم کرده‌ام و تا نفس دارم، دنبال عقیده صحیح خود هستم.

## درگذشت
پس از درگذشت مصدق در ۱۴ اسفند ۱۳۴۵ در بیمارستان نجمیه تهران، طبق وصیت او قرار بود پیکرش در کنار کشته‌شدگان قیام ۳۰ تیر در گورستان ابن بابویه به خاک سپرده شود.  با مخالفت محمدرضاشاه، از دفن وی در گورستان ابن بابویه جلوگیری شد و پیکر او در یکی از اتاق‌های خانه‌اش در قلعه احمدآباد، واقع در روستای احمدآباد، به امانت گذاشته شود. غسل پیکر مصدق توسط یدالله سحابی انجام گرفت و سید رضا زنجانی نماز میت را اقامه کرد.
در دوران حکومت محمدرضاشاه، برگزاری مراسم بزرگداشت مصدق ممنوع بود. محمدرضا شفیعی کدکنی شعر «مرثیه درخت» را به مناسبت درگذشت مصدق سرود که در اردیبهشت ۱۳۴۶ در مجلهٔ سخن، شماره ۱۲۹ منتشر شد. هم‌زمان با تاج‌گذاری محمدرضاشاه در سال ۱۳۴۶، نمایش تمثیلی میراث و ضیافت اثر بهرام بیضایی که به‌طور نمادین اوضاع ایران را با شخصیت‌هایی مانند «شبان» (احتمالاً اشاره به مصدق) و «دهباشی» (احتمالاً اشاره به شاه) به تصویر می‌کشید، در تالار ۲۵ شهریور اجرا شد و واکنش‌هایی را برانگیخت. پس از پیروزی انقلاب ۱۳۵۷، در ۱۵ اسفند ۱۳۵۷، یکی از بزرگ‌ترین گردهمایی‌های سیاسی به مناسبت سالروز درگذشت مصدق در احمدآباد برگزار شد. این مراسم با سخنرانی سید محمود طالقانی و حضور گسترده مردم همراه بود. به گزارش روزنامه اطلاعات، حدود یک میلیون نفر در این مراسم شرکت کردند. 
«امروز ایران پس از دوازده سال خون دل خوردن و خاموشی بخاطر عجز از برپایی مراسم تجلیل از دکتر محمد مصدق رهبر ملی خود باشکوهی خیره‌کننده یاد آن بزرگ‌مرد تاریخ مبارزات ضد استعماری ملل شرق را گرامی داشت. مراسم تجلیل از این ابرمرد چندان باشکوه بود که بی‌شک پرتو پرجلالش قرون متمادی بر صفحات تاریخ جدید ایران پرتو خیره‌کننده‌ای داشت.
در دورهٔ جمهوری اسلامی، از سال ۱۳۶۰ تا ۱۳۶۵، هرگونه حضور رسمی بر سر آرامگاه مصدق ممنوع بود. پس از این دوره، محدودیت‌ها تا حدی کاهش یافت، اما از سال ۱۳۸۹، برگزاری هرگونه مراسم عمومی یا خصوصی در احمدآباد دوباره ممنوع شد. در سال ۱۳۹۵، هیئت امنای قلعه احمدآباد اعلام کرد که حساب بانکی این هیئت، که برای نگهداری از قلعه ایجاد شده بود، مسدود شده است.

### وصیت‌نامه
مصدق در سال ۱۳۴۴ طی وصیت نامه ای اموال خواستار ان شد که در کنار شهدای ۳۰ تیر دفن شود و همچنین وی طبق اسناد رسمی ثبت شده در دفتر اسناد رسمی شماره ۳۹ تهران
بخشی از اموال خود را جهت خرید زمینی برای باشگاه دانشجویان دانشگاه تهران و تعمیر و نوسازی ساختمان آن بخشید.

## یاران مصدق پس از سقوط دولت او
پس از پیروزی کودتا، محمد نخشب به اتفاق ابراهیم کریم آبادی و حسین شاه‌حسینی در روز ۲۹ مردادماه به منزل سید رضا زنجانی رفته و نخستین اعلامیه را نشر دادند. بعدها مهدی بازرگان، شاپور بختیار و سایر اعضای احزاب ملی عضو در جبهه ملی ایران، نهضت مقاومت ملی را تشکیل دادند و برخی دیگر از طرفداران مصدق همچون سید محمود طالقانی و یدالله سحابی و داریوش فروهر به آن پیوستند. شاپور بختیار در مصاحبه با پروژه تاریخ شفاهی ایران دانشگاه هاروارد در پاسخ به سؤالی دربارهٔ نهضت مقاومت ملی گفت:
بنده گمان می‌کنم که با مهندس بازرگان و مرحوم آیت‌الله زنجانی که فوت کرده، سه نفر اول بودیم… آقای بازرگان به من تلفن کرد که من می‌آیم به منزل شما و می‌رویم خیابان فرهنگ… رفتیم منزل آیت‌الله زنجانی. گفتم من یک دفعه ایشان را در اتاق دکتر مصدق دیدم. گفت خودشه. پایه نهضت مقاومت ملی در آن جا ریخته شد— شاپور بختیار، مصاحبه با تاریخ شفاهی ایران
انعقاد قرارداد جدید کنسرسیوم، تقریباً تمامی فعالیت‌های محمد مصدق، ازقبیل موازنه منفی، ملی شدن نفت و … را از بین برد. پس از اعتراض بسیاری از طرفداران مصدق، واکنش رژیم اخراج دوازده نفر از استادان دانشگاه ازجمله مهدی بازرگان، یدالله سحابی، محمد قریب بود.
در اواخر دهه سی، جبهه ملی دوم توسط اللهیار صالح به همراهی احزاب ملی حزب ایران، حزب ملت ایران، حزب مردم ایران و منفردینی و همراهی اعضای نهضت مقاومت ملی و غلامحسین صدیقی، شاپور بختیار، مهدی بازرگان، ناصر یمین مردوخی کردستانی، کریم سنجابی، باقر کاظمی
سید محمود طالقانی و دیگران تشکیل شد. اما عملکرد آن به به گونه‌ای بود که مصدق (که خودش هیچ نقشی در تشکیل جبهه ملی دوم نداشت) دستور انحلال آن را صادر کرد. شاپور بختیار در مصاحبه با پروژه تاریخ شفاهی ایران دانشگاه هاروارد دربارهٔ انحلال جبهه ملی دوم گفت:
به نظر من دکتر مصدق هیچ وقت رهبر یک حزب نخواست بشود، نبود و نمی‌توانست بشود. وقتی که در احمدآباد بود و منزوی بود، ارتباطاتش با اشخاص مطمئنی نبود. من گاهی موقع عید تبریکی به ایشان می‌نوشتم و ایشان هم اظهار محبت می‌کرد، آخرین نامه‌اش هم در همین غارت اخیر خانه از بین رفت… ولی نفراتی که پیش او می‌رفتند و می‌آمدند من‌جمله نوه خودش، خیلی دکتر مصدق را علیه جبهه ملی بعد از کنگره تحریک کردند. مصدق که هیچ وقت آمادگی نداشت که حزب ساز باشد یا نیروی به صورت متشکل درست کند، به نظر من یک مقداری (البته دل من از آن دستگاه خون بود)، یک مقداری مبالغه کرد که تا زنده هستم، خودم رهبر جبهه ملی هستم— شاپور بختیار، مصاحبه با تاریخ شفاهی ایران
برخی از اعضای جبهه ملی مانند ادیب برومند و مهندس حسیبی اینکار را از اشتباهات بزرگ مصدق در قبال جبهه ملی دوم می‌دانند.
در اردیبهشت ۱۳۴۰، مهدی بازرگان به اتفاق سید محمود طالقانی و تنی چند از فعالان نهضت مقاومت ملی و اعضای جبهه ملی دوم نسبت به تشکیل حزب نهضت آزادی ایران اقدام کردند؛ که با توجه به موضع‌گیری‌های انجام شده توسط برخی از اعضای نهضت آزادی در کنگره جبهه ملی در خصوص تهمت زدن به رهبران جبهه ملی عضویت نهضت آزادی در جبهه ملی به درخواست دکتر صدیقی تا زمان خروج این افراد از نهضت آزادی منتفی اعلام شد.

## تبارنامه
| \| \| \| \| \| \| \| \| \| \| \| \| \| \| \| \| \| \| \| \| \| \| \| میرزا محسن آشتیانی \| \| \| \| \| \| \| \| \| \| \| \| \| \| \| \| \| \| \| \| \| \| \| \| \| \| \| \| \| \| \| \| \| \| \| \| \| \| \| \| \| \| \| \| \| \| \| \| \| \| \| \| \| \| \| \| \| \| \| \| \| \| \| \| \| \| \| \| \| \| \| \| \| \| \| \| \| \| \| \| \| \| \| \| \| \| \| \| \| \| \| \| \| \| \| \| \| \| \| \| \| \| \| \| \| \| \| \| \| \| \| \| \| \| \| \| \| \| \| \| \| \| \| \| \| \| \| \| \| \| \| \| \| \| \| \| \| \| \| \| \| \| \| \| \| \| \| \| \| \| \| \| \| \| \| \| \| \| \| \| \| \| \| \| \| \| \| \| \| \| \| \| \| \| \| \| \| \| \| \| \| \| \| \| \| \| \| \| \| \| \| \| \| \| \| \| \| \| \| \| \| \| \| \| \| \| \| \| \| \| \| \| \| \| \| \| \| \| \| \| \| \| \| \| \| \| \| \| \| \| \| \| \| \| \| \| \| میرزا کاظم آشتیانی \| میرزا کاظم آشتیانی \| میرزا کاظم آشتیانی \| میرزا کاظم آشتیانی \| میرزا کاظم آشتیانی \| میرزا کاظم آشتیانی \| \| \| \| \| \| \| \| \| \| \| \| \| \| \| \| \| میرزا هاشم \| میرزا هاشم \| میرزا هاشم \| میرزا هاشم \| میرزا هاشم \| میرزا هاشم \| \| \| \| \| \| \| \| \| \| \| میرزا آقاسی‏‌بیگ \| میرزا آقاسی‏‌بیگ \| میرزا آقاسی‏‌بیگ \| میرزا آقاسی‏‌بیگ \| میرزا آقاسی‏‌بیگ \| میرزا آقاسی‏‌بیگ \| \| \| \| \| \| \| \| \| \| \| \| \| \| \| \| \| \| \| \| \| \| \| \| \| \| \| \| \| \| \| \| \| \| \| \| \| \| \| \| میرزا کاظم آشتیانی \| میرزا کاظم آشتیانی \| میرزا کاظم آشتیانی \| میرزا کاظم آشتیانی \| میرزا کاظم آشتیانی \| میرزا کاظم آشتیانی \| \| \| \| \| \| \| \| \| \| \| \| \| \| \| \| \| میرزا هاشم \| میرزا هاشم \| میرزا هاشم \| میرزا هاشم \| میرزا هاشم \| میرزا هاشم \| \| \| \| \| \| \| \| \| \| \| میرزا آقاسی‏‌بیگ \| میرزا آقاسی‏‌بیگ \| میرزا آقاسی‏‌بیگ \| میرزا آقاسی‏‌بیگ \| میرزا آقاسی‏‌بیگ \| میرزا آقاسی‏‌بیگ \| \| \| \| \| \| \| \| \| \| \| \| \| \| \| \| \| \| \| \| \| \| \| \| \| \| \| \| \| \| \| \| \| \| \| \| \| \| \| \| \| \| \| \| \| \| \| \| \| \| \| \| \| \| \| \| \| \| \| \| \| \| \| \| \| \| \| \| \| \| \| \| \| \| \| \| \| \| \| \| \| \| \| \| \| \| \| \| \| \| \| \| \| \| \| \| \| \| \| \| \| \| \| \| \| \| \| \| \| \| \| \| \| \| \| \| \| میرزا حسن \| میرزا حسن \| میرزا حسن \| میرزا حسن \| میرزا حسن \| میرزا حسن \| \| \| میرزا محمدعلی مایل \| میرزا محمدعلی مایل \| میرزا محمدعلی مایل \| میرزا محمدعلی مایل \| میرزا محمدعلی مایل \| میرزا محمدعلی مایل \| \| \| \| \| میرزا حسین \| میرزا حسین \| میرزا حسین \| میرزا حسین \| میرزا حسین \| میرزا حسین \| \| \| \| \| \| \| \| \| \| \| \| \| فیروز میرزا پسر عباس میرزا \| فیروز میرزا پسر عباس میرزا \| فیروز میرزا پسر عباس میرزا \| فیروز میرزا پسر عباس میرزا \| فیروز میرزا پسر عباس میرزا \| فیروز میرزا پسر عباس میرزا \| \| \| \| \| \| \| \| \| \| \| \| \| \| \| \| \| \| \| \| \| \| \| \| \| \| \| \| \| \| \| \| \| \| \| \| \| \| \| \| \| \| میرزا حسن \| میرزا حسن \| میرزا حسن \| میرزا حسن \| میرزا حسن \| میرزا حسن \| \| \| میرزا محمدعلی مایل \| میرزا محمدعلی مایل \| میرزا محمدعلی مایل \| میرزا محمدعلی مایل \| میرزا محمدعلی مایل \| میرزا محمدعلی مایل \| \| \| \| \| میرزا حسین \| میرزا حسین \| میرزا حسین \| میرزا حسین \| میرزا حسین \| میرزا حسین \| \| \| \| \| \| \| \| \| \| \| \| \| فیروز میرزا پسر عباس میرزا \| فیروز میرزا پسر عباس میرزا \| فیروز میرزا پسر عباس میرزا \| فیروز میرزا پسر عباس میرزا \| فیروز میرزا پسر عباس میرزا \| فیروز میرزا پسر عباس میرزا \| \| \| \| \| \| \| \| \| \| \| \| \| \| \| \| \| \| \| \| \| \| \| \| \| \| \| \| \| \| \| \| \| \| \| \| \| \| \| \| \| \| \| \| \| \| \| \| \| \| \| \| \| \| \| \| \| \| \| \| \| \| \| \| \| \| \| \| \| \| \| \| \| \| \| \| \| \| \| \| \| \| \| \| \| \| \| \| \| \| \| \| \| \| \| \| \| \| \| \| \| \| \| \| \| \| \| \| \| \| \| \| \| \| \| \| \| \| \| \| \| میرزا یوسف آشتیانی \| میرزا یوسف آشتیانی \| میرزا یوسف آشتیانی \| میرزا یوسف آشتیانی \| میرزا یوسف آشتیانی \| میرزا یوسف آشتیانی \| \| \| \| \| دختر \| دختر \| دختر \| دختر \| دختر \| دختر \| \| \| \| \| \| \| میرزا هدایت‌الله وزیر دفتر \| میرزا هدایت‌الله وزیر دفتر \| میرزا هدایت‌الله وزیر دفتر \| میرزا هدایت‌الله وزیر دفتر \| میرزا هدایت‌الله وزیر دفتر \| میرزا هدایت‌الله وزیر دفتر \| \| \| \| \| \| \| نجم‏‌السلطنه \| نجم‏‌السلطنه \| نجم‏‌السلطنه \| نجم‏‌السلطنه \| نجم‏‌السلطنه \| نجم‏‌السلطنه \| \| \| \| \| \| \| \| \| عبدالحسین میرزا فرمانفرما \| عبدالحسین میرزا فرمانفرما \| عبدالحسین میرزا فرمانفرما \| عبدالحسین میرزا فرمانفرما \| عبدالحسین میرزا فرمانفرما \| عبدالحسین میرزا فرمانفرما \| \| \| \| \| \| \| \| \| \| \| \| \| \| \| \| \| \| \| \| \| \| \| \| \| \| \| \| \| \| میرزا یوسف آشتیانی \| میرزا یوسف آشتیانی \| میرزا یوسف آشتیانی \| میرزا یوسف آشتیانی \| میرزا یوسف آشتیانی \| میرزا یوسف آشتیانی \| \| \| \| \| دختر \| دختر \| دختر \| دختر \| دختر \| دختر \| \| \| \| \| \| \| میرزا هدایت‌الله وزیر دفتر \| میرزا هدایت‌الله وزیر دفتر \| میرزا هدایت‌الله وزیر دفتر \| میرزا هدایت‌الله وزیر دفتر \| میرزا هدایت‌الله وزیر دفتر \| میرزا هدایت‌الله وزیر دفتر \| \| \| \| \| \| \| نجم‏‌السلطنه \| نجم‏‌السلطنه \| نجم‏‌السلطنه \| نجم‏‌السلطنه \| نجم‏‌السلطنه \| نجم‏‌السلطنه \| \| \| \| \| \| \| \| \| عبدالحسین میرزا فرمانفرما \| عبدالحسین میرزا فرمانفرما \| عبدالحسین میرزا فرمانفرما \| عبدالحسین میرزا فرمانفرما \| عبدالحسین میرزا فرمانفرما \| عبدالحسین میرزا فرمانفرما \| \| \| \| \| \| \| \| \| \| \| \| \| \| \| \| \| \| \| \| \| \| \| \| \| \| \| \| \| \| \| \| \| \| \| \| \| \| \| \| \| \| \| \| \| \| \| \| \| \| \| \| \| \| \| \| \| \| \| \| \| \| \| \| \| \| \| \| \| \| \| \| \| \| \| \| \| \| \| \| \| \| \| \| \| \| \| \| \| \| \| \| \| \| \| \| \| \| \| \| \| \| \| \| \| \| \| \| \| \| \| \| \| \| \| \| \| \| \| \| \| \| \| \| \| \| \| \| \| \| \| \| \| \| \| \| \| \| \| \| \| \| \| \| \| \| \| \| \| \| \| \| \| \| \| \| \| \| \| \| \| \| \| \| \| \| \| \| \| \| \| \| \| \| \| \| \| \| \| \| \| \| \| \| \| \| \| \| \| \| \| \| \| \| \| \| حسن مستوفی‌الممالک \| حسن مستوفی‌الممالک \| حسن مستوفی‌الممالک \| حسن مستوفی‌الممالک \| حسن مستوفی‌الممالک \| حسن مستوفی‌الممالک \| \| \| \| \| میرزا محمدحسین وزیر دفتر \| میرزا محمدحسین وزیر دفتر \| میرزا محمدحسین وزیر دفتر \| میرزا محمدحسین وزیر دفتر \| میرزا محمدحسین وزیر دفتر \| میرزا محمدحسین وزیر دفتر \| \| \| میرزا علی موفق‏‌السلطنه \| میرزا علی موفق‏‌السلطنه \| میرزا علی موفق‏‌السلطنه \| میرزا علی موفق‏‌السلطنه \| میرزا علی موفق‏‌السلطنه \| میرزا علی موفق‏‌السلطنه \| \| \| محمد مصدق \| محمد مصدق \| محمد مصدق \| محمد مصدق \| محمد مصدق \| محمد مصدق \| \| \| آمنه دفترالملوک \| آمنه دفترالملوک \| آمنه دفترالملوک \| آمنه دفترالملوک \| آمنه دفترالملوک \| آمنه دفترالملوک \| \| \| \| \| \| \| \| \| فیروز نصرت‌الدوله \| فیروز نصرت‌الدوله \| فیروز نصرت‌الدوله \| فیروز نصرت‌الدوله \| فیروز نصرت‌الدوله \| فیروز نصرت‌الدوله \| \| \| \| \| \| \| \| \| \| \| \| \| \| \| \| \| \| \| \| \| \| \| \| \| \| \| \| \| \| حسن مستوفی‌الممالک \| حسن مستوفی‌الممالک \| حسن مستوفی‌الممالک \| حسن مستوفی‌الممالک \| حسن مستوفی‌الممالک \| حسن مستوفی‌الممالک \| \| \| \| \| میرزا محمدحسین وزیر دفتر \| میرزا محمدحسین وزیر دفتر \| میرزا محمدحسین وزیر دفتر \| میرزا محمدحسین وزیر دفتر \| میرزا محمدحسین وزیر دفتر \| میرزا محمدحسین وزیر دفتر \| \| \| میرزا علی موفق‏‌السلطنه \| میرزا علی موفق‏‌السلطنه \| میرزا علی موفق‏‌السلطنه \| میرزا علی موفق‏‌السلطنه \| میرزا علی موفق‏‌السلطنه \| میرزا علی موفق‏‌السلطنه \| \| \| محمد مصدق \| محمد مصدق \| محمد مصدق \| محمد مصدق \| محمد مصدق \| محمد مصدق \| \| \| آمنه دفترالملوک \| آمنه دفترالملوک \| آمنه دفترالملوک \| آمنه دفترالملوک \| آمنه دفترالملوک \| آمنه دفترالملوک \| \| \| \| \| \| \| \| \| فیروز نصرت‌الدوله \| فیروز نصرت‌الدوله \| فیروز نصرت‌الدوله \| فیروز نصرت‌الدوله \| فیروز نصرت‌الدوله \| فیروز نصرت‌الدوله \| \| \| \| \| \| \| \| \| \| \| \| \| \| \| \| \| \| \| \| \| \| \| \| \| \| \| \| \| \| \| \| \| \| \| \| \| \| \| \| \| \| \| \| \| \| \| \| \| \| \| \| \| \| \| \| \| \| \| \| \| \| \| \| \| \| \| \| \| \| \| \| \| \| \| \| \| \| \| \| \| \| \| \| \| \| \| \| \| \| \| \| \| \| \| \| \| \| \| \| \| \| \| \| \| \| \| \| \| \| \| \| \| \| \| \| \| \| \| \| \| \| \| میرزا محمود عین‏‌الممالک \| میرزا محمود عین‏‌الممالک \| میرزا محمود عین‏‌الممالک \| میرزا محمود عین‏‌الممالک \| میرزا محمود عین‏‌الممالک \| میرزا محمود عین‏‌الممالک \| \| \| \| \| \| \| \| \| \| \| \| \| \| \| \| \| \| \| \| \| \| \| \| \| مظفر فیروز \| مظفر فیروز \| مظفر فیروز \| مظفر فیروز \| مظفر فیروز \| مظفر فیروز \| \| \| مریم فیروز \| مریم فیروز \| مریم فیروز \| مریم فیروز \| مریم فیروز \| مریم فیروز \| \| \| \| \| \| \| \| \| \| \| \| \| \| \| \| \| \| \| \| \| \| \| \| \| \| \| \| \| \| \| \| \| \| \| \| \| \| \| \| میرزا محمود عین‏‌الممالک \| میرزا محمود عین‏‌الممالک \| میرزا محمود عین‏‌الممالک \| میرزا محمود عین‏‌الممالک \| میرزا محمود عین‏‌الممالک \| میرزا محمود عین‏‌الممالک \| \| \| \| \| \| \| \| \| \| \| \| \| \| \| \| \| \| \| \| \| \| \| \| \| مظفر فیروز \| مظفر فیروز \| مظفر فیروز \| مظفر فیروز \| مظفر فیروز \| مظفر فیروز \| \| \| مریم فیروز \| مریم فیروز \| مریم فیروز \| مریم فیروز \| مریم فیروز \| مریم فیروز \| \| \| \| \| \| \| \| \| \| \| \| \| \| \| \| \| \| \| \| \| \| \| \| \| \| \| \| \| \| \| \| \| \| \| \| \| \| \| \| \| \| \| \| \| \| \| \| \| \| \| \| \| \| \| \| \| \| \| \| \| \| \| \| \| \| \| \| \| \| \| \| \| \| \| \| \| \| \| \| \| \| \| \| \| \| \| \| \| \| \| \| \| \| \| \| \| \| \| \| \| \| \| \| \| \| \| \| \| \| \| \| \| \| \| \| \| \| \| \| \| \| \| احمد متین‌دفتری \| احمد متین‌دفتری \| احمد متین‌دفتری \| احمد متین‌دفتری \| احمد متین‌دفتری \| احمد متین‌دفتری \| \| \| \| \| \| \| \| \| \| \| \| \| \| \| \| \| \| \| \| \| \| \| \| \| \| \| \| \| \| \| \| \| عبدالعزیز فرمانفرمائیان \| عبدالعزیز فرمانفرمائیان \| عبدالعزیز فرمانفرمائیان \| عبدالعزیز فرمانفرمائیان \| عبدالعزیز فرمانفرمائیان \| عبدالعزیز فرمانفرمائیان \| \| \| \| \| \| \| \| \| \| \| \| \| \| \| \| \| \| \| \| \| \| \| \| \| \| \| \| \| \| \| \| \| \| \| \| \| \| \| \| احمد متین‌دفتری \| احمد متین‌دفتری \| احمد متین‌دفتری \| احمد متین‌دفتری \| احمد متین‌دفتری \| احمد متین‌دفتری \| \| \| \| \| \| \| \| \| \| \| \| \| \| \| \| \| \| \| \| \| \| \| \| \| \| \| \| \| \| \| \| \| عبدالعزیز فرمانفرمائیان \| عبدالعزیز فرمانفرمائیان \| عبدالعزیز فرمانفرمائیان \| عبدالعزیز فرمانفرمائیان \| عبدالعزیز فرمانفرمائیان \| عبدالعزیز فرمانفرمائیان \| \| \| \| \| \| \| \| \| \| \| \| \| \| \| \| \| \| \| \| \| \| \| \| \| \| \| \| \| \| \| \| \| \| \| \| \| \| \| \| \| \| \| \| \| \| \| \| \| \| \| \| \| \| \| \| \| \| \| \| \| \| \| \| \| \| \| \| \| \| \| \| \| \| \| \| \| \| \| \| \| \| \| \| \| \| \| \| \| \| \| \| \| \| \| \| \| \| \| \| \| \| \| \| \| \| \| \| \| \| \| \| \| \| \| \| \| \| \| \| \| \| \| \| \| \| \| \| \| \| \| \| \| \| \| \| \| \| \| \| \| \| \| \| \| \| \| \| \| \| \| \| \| \| \| \| \| \| \| \| \| منوچهر فرمانفرمائیان \| \| \| \| \| \| \| \| \| \| \| \| \| \| \| \| \| \| \| \| \| \| \| \| \| \| \| \| \| \| \| \| \| \| \| \| \| \| \| \| \| \| \| \| \| \| \| \| \| \| \| \| \| \| \| \| \| \| \| \| \| \| \| \| \| \| \| \| \| \| \| \| \| \| \| \| \| \| \| \| \| \| \| \| \| \| \| \| \| \| \| \| \| \| \| \| \| \| \| \| \| \| \| \| \| \| \| \| \| \| \| \| \| \| \| \| \| \| \| \| \| \| \| \| \| \| \| \| \| \| \| \| \| \| \| \| \| \| \| \| \| \| \| \| \| \| \| \| \| \| \| \| \| \| \| \| \| \| \| \| \| \| \| \| \| \| \| \| \| \| \| \| \| \| \| \| \| \| \| \| \| \| \| \| \| \| \| \| \| \| \| \| \| \| \| \| \| \| \| \| \| \| \| \| \| \| \| \| \| \| \| \| \| \| \| \| \| \| \| \| \| \| \| \| \| \| \| \| \| \| \| \| \| \| \| \| \| \| \| \| \| \| \| \| \| \| \| \| \| ستاره فرمانفرمائیان \| \| \| \| \| \| \| \| \| \| \| \| \| \| \| \| \| \| \| \| \| \| \| \| \| \| \| \| \| \| \| \| \| \| \| \| \| \| \| \| \| \| \| \| \| \| \| \| \| \| \| \| \| \| \| \| \| \| \| \| \| \| \| \| \| \| \| \| \| \| \| \| \| \| \| \| \| \| \| \| \| \| \| \| \| \| \| \| \| \| \| \| \| \| \| \| \| \| \| \| \| \| \| \| \| \| \| \| \| \| \| \| \| \| \| \| \| \| \| \| \| \| \| \| \| \| \| \| \| \| \| \| \| \| \| \| \| \| \| \| \| \| \| \| \| \| \| \| \| \| \| \| \| \| \| \| \| \| \| \| \| \| \| \| \| \| \| \| \| \| \| \| \| \| \| \| \| \| \| \| \| \| \| \| \| \| \| \| \| \| \| \| \| \| \| \| \| \| \| \| \| \| \| \| \| \| \| \| \| \| \| \| \| \| \| \| \| \| \| \| \| \| \| \| \| \| \| \| \| \| \| \| \| \| \| \| \| \| \| \| \| \| \| \| \| \| \| \| \| خداداد فرمانفرمائیان \| \| \| \| \| \| \| \| \| \| \| \| \| \| \| \| \| \| \| \| \| \| \| \| \| \| \| \| \| \| \| \| \| \| \| \| \| \| \| \| \| \| \| \| \| \| \| \| \| \| \| \| \| \| \| \| \| \| \| \| \| \| \| \| \| \| \| \| \| \| \| \| \| \| \| \| \| \| \| \| \| \| \| \| \| \| \| \| \| \| \| \| \| \| \| \| \| \| \| \| \| \| \| \| \| \| \| \| \| \| \| \| \| \| \| \| \| \| \| \| \| \| \| \| \| \| \| \| \| \| \| \| \| \| \| \| \| \| \| \| \| \| \| \| \| \| \| \| \| \| \| \| \| \| \| \| \| \| \| \| \| \| \| \| \| \| \| \| \| \| \| \| \| \| \| \| \| \| \| \| \| \| \| \| \| \| \| \| \| \| \| \| \| \| \| \| \| \| \| \| \| \| \| \| \| \| \| \| \| \| \| \| \| \| \| \| \| \| \| \| \| \| \| \| \| \| \| \| \| \| \| \| \| \| \| \| \| \| \| \| \| \| \| \| \| \| \| \| \| محمدحسین فیروز \| \| \| \| \| \| \| \| \| \| \| \| \| \| \| \| \| \| \| \| \| \| \| \| \| \| \| \| \| \| \| \| \| \| \| \| \| \| \| \| \| \| \| \| \| \| \| \| \| \| \| \| \| \| \| \| \| \| \| \| \| \| \| \| \| \| \| \| \| \| \| \| \| \| \| \| \| \| \| \| \| \| \| \| \| \| \| \| \| \| \| \| \| \| \| \| \| \| \| \| \| \| \| \| \| \| \| \| \| \| \| \| \| \| \| \| \| \| \| \| \| \| \| \| \| \| \| \| \| \| \| \| \| \| \| \| \| \| \| \| \| \| \| \| \| \| \| \| \| \| \| \| \| \| \| \| \| \| \| \| \| \| \| \| \| \| \| \| \| \| \| \| \| \| \| \| \| \| \| \| \| \| \| \| \| \| \| \| \| \| \| \| \| \| \| \| \| \| \| \| \| \| \| \| \| \| \| \| \| \| \| \| \| \| \| \| \| \| \| \| \| \| \| \| \| \| \| \| \| \| \| \| \| \| \| \| \| \| \| \| \| \| \| \| \| \| \| \| \| اسکندر فیروز \| \| \| \| \| \| \| \| \| \| \| \| \| \| \| \| \| \| \| \| \| \| \| \| \| \| \| \| \| \| \| \| \| \| |                    |                    |                    |                    |                    |           |           |           |           |                          |                          |                          |                          |                          |                          |                    |                    |                       |                       |                       |                       |                           |                           |                           |                           |                           |                           |           |           |           |           |            |            |                 |                 |                 |                 |                 |                 |                            |                            |                            |                            |                            |                            |  |  |                           |                           |                           |                           |                           |                           |  |  |  |  |  |  |  |  |  |  |  |  |  |  |  |  |  |  |  |  |  |  |  |  |  |  |  |  |
| |                    |                    |                    |                    |                    |           |           |           |           |                          |                          |                          |                          |                          |                          |                    |                    |                       |                       |                       |                       | میرزا محسن آشتیانی        |                           |                           |                           |                           |                           |           |           |           |           |            |            |                 |                 |                 |                 |                 |                 |                            |                            |                            |                            |                            |                            |  |  |                           |                           |                           |                           |                           |                           |  |  |  |  |  |  |  |  |  |  |  |  |  |  |  |  |  |  |  |  |  |  |  |  |  |  |  |  |
| |                    |                    |                    |                    |                    |           |           |           |           |                          |                          |                          |                          |                          |                          |                    |                    |                       |                       |                       |                       |                           |                           |                           |                           |                           |                           |           |           |           |           |            |            |                 |                 |                 |                 |                 |                 |                            |                            |                            |                            |                            |                            |  |  |                           |                           |                           |                           |                           |                           |  |  |  |  |  |  |  |  |  |  |  |  |  |  |  |  |  |  |  |  |  |  |  |  |  |  |  |  |
| |                    |                    |                    |                    |                    |           |           |           |           |                          |                          |                          |                          |                          |                          |                    |                    |                       |                       |                       |                       |                           |                           |                           |                           |                           |                           |           |           |           |           |            |            |                 |                 |                 |                 |                 |                 |                            |                            |                            |                            |                            |                            |  |  |                           |                           |                           |                           |                           |                           |  |  |  |  |  |  |  |  |  |  |  |  |  |  |  |  |  |  |  |  |  |  |  |  |  |  |  |  |
| |                    |                    |                    |                    |                    |           |           |           |           | میرزا کاظم آشتیانی       | میرزا کاظم آشتیانی       | میرزا کاظم آشتیانی       | میرزا کاظم آشتیانی       | میرزا کاظم آشتیانی       | میرزا کاظم آشتیانی       |                    |                    |                       |                       |                       |                       |                           |                           |                           |                           |                           |                           |           |           |           |           | میرزا هاشم | میرزا هاشم | میرزا هاشم      | میرزا هاشم      | میرزا هاشم      | میرزا هاشم      |                 |                 |                            |                            |                            |                            |                            |                            |  |  | میرزا آقاسی‏‌بیگ            | میرزا آقاسی‏‌بیگ            | میرزا آقاسی‏‌بیگ            | میرزا آقاسی‏‌بیگ            | میرزا آقاسی‏‌بیگ            | میرزا آقاسی‏‌بیگ            |  |  |  |  |  |  |  |  |  |  |  |  |  |  |  |  |  |  |  |  |  |  |  |  |  |  |  |  |
| |                    |                    |                    |                    |                    |           |           |           |           | میرزا کاظم آشتیانی       | میرزا کاظم آشتیانی       | میرزا کاظم آشتیانی       | میرزا کاظم آشتیانی       | میرزا کاظم آشتیانی       | میرزا کاظم آشتیانی       |                    |                    |                       |                       |                       |                       |                           |                           |                           |                           |                           |                           |           |           |           |           | میرزا هاشم | میرزا هاشم | میرزا هاشم      | میرزا هاشم      | میرزا هاشم      | میرزا هاشم      |                 |                 |                            |                            |                            |                            |                            |                            |  |  | میرزا آقاسی‏‌بیگ            | میرزا آقاسی‏‌بیگ            | میرزا آقاسی‏‌بیگ            | میرزا آقاسی‏‌بیگ            | میرزا آقاسی‏‌بیگ            | میرزا آقاسی‏‌بیگ            |  |  |  |  |  |  |  |  |  |  |  |  |  |  |  |  |  |  |  |  |  |  |  |  |  |  |  |  |
| |                    |                    |                    |                    |                    |           |           |           |           |                          |                          |                          |                          |                          |                          |                    |                    |                       |                       |                       |                       |                           |                           |                           |                           |                           |                           |           |           |           |           |            |            |                 |                 |                 |                 |                 |                 |                            |                            |                            |                            |                            |                            |  |  |                           |                           |                           |                           |                           |                           |  |  |  |  |  |  |  |  |  |  |  |  |  |  |  |  |  |  |  |  |  |  |  |  |  |  |  |  |
| |                    |                    |                    | میرزا حسن          | میرزا حسن          | میرزا حسن | میرزا حسن | میرزا حسن | میرزا حسن |                          |                          | میرزا محمدعلی مایل       | میرزا محمدعلی مایل       | میرزا محمدعلی مایل       | میرزا محمدعلی مایل       | میرزا محمدعلی مایل | میرزا محمدعلی مایل |                       |                       |                       |                       | میرزا حسین                | میرزا حسین                | میرزا حسین                | میرزا حسین                | میرزا حسین                | میرزا حسین                |           |           |           |           |            |            |                 |                 |                 |                 |                 |                 | فیروز میرزا پسر عباس میرزا | فیروز میرزا پسر عباس میرزا | فیروز میرزا پسر عباس میرزا | فیروز میرزا پسر عباس میرزا | فیروز میرزا پسر عباس میرزا | فیروز میرزا پسر عباس میرزا |  |  |                           |                           |                           |                           |                           |                           |  |  |  |  |  |  |  |  |  |  |  |  |  |  |  |  |  |  |  |  |  |  |  |  |  |  |  |  |
| |                    |                    |                    | میرزا حسن          | میرزا حسن          | میرزا حسن | میرزا حسن | میرزا حسن | میرزا حسن |                          |                          | میرزا محمدعلی مایل       | میرزا محمدعلی مایل       | میرزا محمدعلی مایل       | میرزا محمدعلی مایل       | میرزا محمدعلی مایل | میرزا محمدعلی مایل |                       |                       |                       |                       | میرزا حسین                | میرزا حسین                | میرزا حسین                | میرزا حسین                | میرزا حسین                | میرزا حسین                |           |           |           |           |            |            |                 |                 |                 |                 |                 |                 | فیروز میرزا پسر عباس میرزا | فیروز میرزا پسر عباس میرزا | فیروز میرزا پسر عباس میرزا | فیروز میرزا پسر عباس میرزا | فیروز میرزا پسر عباس میرزا | فیروز میرزا پسر عباس میرزا |  |  |                           |                           |                           |                           |                           |                           |  |  |  |  |  |  |  |  |  |  |  |  |  |  |  |  |  |  |  |  |  |  |  |  |  |  |  |  |
| |                    |                    |                    |                    |                    |           |           |           |           |                          |                          |                          |                          |                          |                          |                    |                    |                       |                       |                       |                       |                           |                           |                           |                           |                           |                           |           |           |           |           |            |            |                 |                 |                 |                 |                 |                 |                            |                            |                            |                            |                            |                            |  |  |                           |                           |                           |                           |                           |                           |  |  |  |  |  |  |  |  |  |  |  |  |  |  |  |  |  |  |  |  |  |  |  |  |  |  |  |  |
| میرزا یوسف آشتیانی | میرزا یوسف آشتیانی | میرزا یوسف آشتیانی | میرزا یوسف آشتیانی | میرزا یوسف آشتیانی | میرزا یوسف آشتیانی |           |           |           |           | دختر                     | دختر                     | دختر                     | دختر                     | دختر                     | دختر                     |                    |                    |                       |                       |                       |                       | میرزا هدایت‌الله وزیر دفتر | میرزا هدایت‌الله وزیر دفتر | میرزا هدایت‌الله وزیر دفتر | میرزا هدایت‌الله وزیر دفتر | میرزا هدایت‌الله وزیر دفتر | میرزا هدایت‌الله وزیر دفتر |           |           |           |           |            |            | نجم‏‌السلطنه      | نجم‏‌السلطنه      | نجم‏‌السلطنه      | نجم‏‌السلطنه      | نجم‏‌السلطنه      | نجم‏‌السلطنه      |                            |                            |                            |                            |                            |                            |  |  | عبدالحسین میرزا فرمانفرما | عبدالحسین میرزا فرمانفرما | عبدالحسین میرزا فرمانفرما | عبدالحسین میرزا فرمانفرما | عبدالحسین میرزا فرمانفرما | عبدالحسین میرزا فرمانفرما |  |  |  |  |  |  |  |  |  |  |  |  |  |  |  |  |  |  |  |  |  |  |  |  |  |  |  |  |
| میرزا یوسف آشتیانی | میرزا یوسف آشتیانی | میرزا یوسف آشتیانی | میرزا یوسف آشتیانی | میرزا یوسف آشتیانی | میرزا یوسف آشتیانی |           |           |           |           | دختر                     | دختر                     | دختر                     | دختر                     | دختر                     | دختر                     |                    |                    |                       |                       |                       |                       | میرزا هدایت‌الله وزیر دفتر | میرزا هدایت‌الله وزیر دفتر | میرزا هدایت‌الله وزیر دفتر | میرزا هدایت‌الله وزیر دفتر | میرزا هدایت‌الله وزیر دفتر | میرزا هدایت‌الله وزیر دفتر |           |           |           |           |            |            | نجم‏‌السلطنه      | نجم‏‌السلطنه      | نجم‏‌السلطنه      | نجم‏‌السلطنه      | نجم‏‌السلطنه      | نجم‏‌السلطنه      |                            |                            |                            |                            |                            |                            |  |  | عبدالحسین میرزا فرمانفرما | عبدالحسین میرزا فرمانفرما | عبدالحسین میرزا فرمانفرما | عبدالحسین میرزا فرمانفرما | عبدالحسین میرزا فرمانفرما | عبدالحسین میرزا فرمانفرما |  |  |  |  |  |  |  |  |  |  |  |  |  |  |  |  |  |  |  |  |  |  |  |  |  |  |  |  |
| |                    |                    |                    |                    |                    |           |           |           |           |                          |                          |                          |                          |                          |                          |                    |                    |                       |                       |                       |                       |                           |                           |                           |                           |                           |                           |           |           |           |           |            |            |                 |                 |                 |                 |                 |                 |                            |                            |                            |                            |                            |                            |  |  |                           |                           |                           |                           |                           |                           |  |  |  |  |  |  |  |  |  |  |  |  |  |  |  |  |  |  |  |  |  |  |  |  |  |  |  |  |
| |                    |                    |                    |                    |                    |           |           |           |           |                          |                          |                          |                          |                          |                          |                    |                    |                       |                       |                       |                       |                           |                           |                           |                           |                           |                           |           |           |           |           |            |            |                 |                 |                 |                 |                 |                 |                            |                            |                            |                            |                            |                            |  |  |                           |                           |                           |                           |                           |                           |  |  |  |  |  |  |  |  |  |  |  |  |  |  |  |  |  |  |  |  |  |  |  |  |  |  |  |  |
| حسن مستوفی‌الممالک | حسن مستوفی‌الممالک  | حسن مستوفی‌الممالک  | حسن مستوفی‌الممالک  | حسن مستوفی‌الممالک  | حسن مستوفی‌الممالک  |           |           |           |           | میرزا محمدحسین وزیر دفتر | میرزا محمدحسین وزیر دفتر | میرزا محمدحسین وزیر دفتر | میرزا محمدحسین وزیر دفتر | میرزا محمدحسین وزیر دفتر | میرزا محمدحسین وزیر دفتر |                    |                    | میرزا علی موفق‏‌السلطنه | میرزا علی موفق‏‌السلطنه | میرزا علی موفق‏‌السلطنه | میرزا علی موفق‏‌السلطنه | میرزا علی موفق‏‌السلطنه     | میرزا علی موفق‏‌السلطنه     |                           |                           | محمد مصدق                 | محمد مصدق                 | محمد مصدق | محمد مصدق | محمد مصدق | محمد مصدق |            |            | آمنه دفترالملوک | آمنه دفترالملوک | آمنه دفترالملوک | آمنه دفترالملوک | آمنه دفترالملوک | آمنه دفترالملوک |                            |                            |                            |                            |                            |                            |  |  | فیروز نصرت‌الدوله          | فیروز نصرت‌الدوله          | فیروز نصرت‌الدوله          | فیروز نصرت‌الدوله          | فیروز نصرت‌الدوله          | فیروز نصرت‌الدوله          |  |  |  |  |  |  |  |  |  |  |  |  |  |  |  |  |  |  |  |  |  |  |  |  |  |  |  |  |
| حسن مستوفی‌الممالک | حسن مستوفی‌الممالک  | حسن مستوفی‌الممالک  | حسن مستوفی‌الممالک  | حسن مستوفی‌الممالک  | حسن مستوفی‌الممالک  |           |           |           |           | میرزا محمدحسین وزیر دفتر | میرزا محمدحسین وزیر دفتر | میرزا محمدحسین وزیر دفتر | میرزا محمدحسین وزیر دفتر | میرزا محمدحسین وزیر دفتر | میرزا محمدحسین وزیر دفتر |                    |                    | میرزا علی موفق‏‌السلطنه | میرزا علی موفق‏‌السلطنه | میرزا علی موفق‏‌السلطنه | میرزا علی موفق‏‌السلطنه | میرزا علی موفق‏‌السلطنه     | میرزا علی موفق‏‌السلطنه     |                           |                           | محمد مصدق                 | محمد مصدق                 | محمد مصدق | محمد مصدق | محمد مصدق | محمد مصدق |            |            | آمنه دفترالملوک | آمنه دفترالملوک | آمنه دفترالملوک | آمنه دفترالملوک | آمنه دفترالملوک | آمنه دفترالملوک |                            |                            |                            |                            |                            |                            |  |  | فیروز نصرت‌الدوله          | فیروز نصرت‌الدوله          | فیروز نصرت‌الدوله          | فیروز نصرت‌الدوله          | فیروز نصرت‌الدوله          | فیروز نصرت‌الدوله          |  |  |  |  |  |  |  |  |  |  |  |  |  |  |  |  |  |  |  |  |  |  |  |  |  |  |  |  |
| |                    |                    |                    |                    |                    |           |           |           |           |                          |                          |                          |                          |                          |                          |                    |                    |                       |                       |                       |                       |                           |                           |                           |                           |                           |                           |           |           |           |           |            |            |                 |                 |                 |                 |                 |                 |                            |                            |                            |                            |                            |                            |  |  |                           |                           |                           |                           |                           |                           |  |  |  |  |  |  |  |  |  |  |  |  |  |  |  |  |  |  |  |  |  |  |  |  |  |  |  |  |
| |                    |                    |                    |                    |                    |           |           |           |           | میرزا محمود عین‏‌الممالک   | میرزا محمود عین‏‌الممالک   | میرزا محمود عین‏‌الممالک   | میرزا محمود عین‏‌الممالک   | میرزا محمود عین‏‌الممالک   | میرزا محمود عین‏‌الممالک   |                    |                    |                       |                       |                       |                       |                           |                           |                           |                           |                           |                           |           |           |           |           |            |            |                 |                 |                 |                 |                 |                 | مظفر فیروز                 | مظفر فیروز                 | مظفر فیروز                 | مظفر فیروز                 | مظفر فیروز                 | مظفر فیروز                 |  |  | مریم فیروز                | مریم فیروز                | مریم فیروز                | مریم فیروز                | مریم فیروز                | مریم فیروز                |  |  |  |  |  |  |  |  |  |  |  |  |  |  |  |  |  |  |  |  |  |  |  |  |  |  |  |  |
| |                    |                    |                    |                    |                    |           |           |           |           | میرزا محمود عین‏‌الممالک   | میرزا محمود عین‏‌الممالک   | میرزا محمود عین‏‌الممالک   | میرزا محمود عین‏‌الممالک   | میرزا محمود عین‏‌الممالک   | میرزا محمود عین‏‌الممالک   |                    |                    |                       |                       |                       |                       |                           |                           |                           |                           |                           |                           |           |           |           |           |            |            |                 |                 |                 |                 |                 |                 | مظفر فیروز                 | مظفر فیروز                 | مظفر فیروز                 | مظفر فیروز                 | مظفر فیروز                 | مظفر فیروز                 |  |  | مریم فیروز                | مریم فیروز                | مریم فیروز                | مریم فیروز                | مریم فیروز                | مریم فیروز                |  |  |  |  |  |  |  |  |  |  |  |  |  |  |  |  |  |  |  |  |  |  |  |  |  |  |  |  |
| |                    |                    |                    |                    |                    |           |           |           |           |                          |                          |                          |                          |                          |                          |                    |                    |                       |                       |                       |                       |                           |                           |                           |                           |                           |                           |           |           |           |           |            |            |                 |                 |                 |                 |                 |                 |                            |                            |                            |                            |                            |                            |  |  |                           |                           |                           |                           |                           |                           |  |  |  |  |  |  |  |  |  |  |  |  |  |  |  |  |  |  |  |  |  |  |  |  |  |  |  |  |
| |                    |                    |                    |                    |                    |           |           |           |           | احمد متین‌دفتری           | احمد متین‌دفتری           | احمد متین‌دفتری           | احمد متین‌دفتری           | احمد متین‌دفتری           | احمد متین‌دفتری           |                    |                    |                       |                       |                       |                       |                           |                           |                           |                           |                           |                           |           |           |           |           |            |            |                 |                 |                 |                 |                 |                 |                            |                            |                            |                            |                            |                            |  |  | عبدالعزیز فرمانفرمائیان   | عبدالعزیز فرمانفرمائیان   | عبدالعزیز فرمانفرمائیان   | عبدالعزیز فرمانفرمائیان   | عبدالعزیز فرمانفرمائیان   | عبدالعزیز فرمانفرمائیان   |  |  |  |  |  |  |  |  |  |  |  |  |  |  |  |  |  |  |  |  |  |  |  |  |  |  |  |  |
| |                    |                    |                    |                    |                    |           |           |           |           | احمد متین‌دفتری           | احمد متین‌دفتری           | احمد متین‌دفتری           | احمد متین‌دفتری           | احمد متین‌دفتری           | احمد متین‌دفتری           |                    |                    |                       |                       |                       |                       |                           |                           |                           |                           |                           |                           |           |           |           |           |            |            |                 |                 |                 |                 |                 |                 |                            |                            |                            |                            |                            |                            |  |  | عبدالعزیز فرمانفرمائیان   | عبدالعزیز فرمانفرمائیان   | عبدالعزیز فرمانفرمائیان   | عبدالعزیز فرمانفرمائیان   | عبدالعزیز فرمانفرمائیان   | عبدالعزیز فرمانفرمائیان   |  |  |  |  |  |  |  |  |  |  |  |  |  |  |  |  |  |  |  |  |  |  |  |  |  |  |  |  |
| |                    |                    |                    |                    |                    |           |           |           |           |                          |                          |                          |                          |                          |                          |                    |                    |                       |                       |                       |                       |                           |                           |                           |                           |                           |                           |           |           |           |           |            |            |                 |                 |                 |                 |                 |                 |                            |                            |                            |                            |                            |                            |  |  |                           |                           |                           |                           |                           |                           |  |  |  |  |  |  |  |  |  |  |  |  |  |  |  |  |  |  |  |  |  |  |  |  |  |  |  |  |
| |                    |                    |                    |                    |                    |           |           |           |           |                          |                          |                          |                          |                          |                          |                    |                    |                       |                       |                       |                       |                           |                           |                           |                           |                           |                           |           |           |           |           |            |            |                 |                 |                 |                 |                 |                 |                            |                            |                            |                            |                            |                            |  |  | منوچهر فرمانفرمائیان      |                           |                           |                           |                           |                           |  |  |  |  |  |  |  |  |  |  |  |  |  |  |  |  |  |  |  |  |  |  |  |  |  |  |  |  |
| |                    |                    |                    |                    |                    |           |           |           |           |                          |                          |                          |                          |                          |                          |                    |                    |                       |                       |                       |                       |                           |                           |                           |                           |                           |                           |           |           |           |           |            |            |                 |                 |                 |                 |                 |                 |                            |                            |                            |                            |                            |                            |  |  |                           |                           |                           |                           |                           |                           |  |  |  |  |  |  |  |  |  |  |  |  |  |  |  |  |  |  |  |  |  |  |  |  |  |  |  |  |
| |                    |                    |                    |                    |                    |           |           |           |           |                          |                          |                          |                          |                          |                          |                    |                    |                       |                       |                       |                       |                           |                           |                           |                           |                           |                           |           |           |           |           |            |            |                 |                 |                 |                 |                 |                 |                            |                            |                            |                            |                            |                            |  |  |                           |                           |                           |                           |                           |                           |  |  |  |  |  |  |  |  |  |  |  |  |  |  |  |  |  |  |  |  |  |  |  |  |  |  |  |  |
| |                    |                    |                    |                    |                    |           |           |           |           |                          |                          |                          |                          |                          |                          |                    |                    |                       |                       |                       |                       |                           |                           |                           |                           |                           |                           |           |           |           |           |            |            |                 |                 |                 |                 |                 |                 |                            |                            |                            |                            |                            |                            |  |  | ستاره فرمانفرمائیان       |                           |                           |                           |                           |                           |  |  |  |  |  |  |  |  |  |  |  |  |  |  |  |  |  |  |  |  |  |  |  |  |  |  |  |  |
| |                    |                    |                    |                    |                    |           |           |           |           |                          |                          |                          |                          |                          |                          |                    |                    |                       |                       |                       |                       |                           |                           |                           |                           |                           |                           |           |           |           |           |            |            |                 |                 |                 |                 |                 |                 |                            |                            |                            |                            |                            |                            |  |  |                           |                           |                           |                           |                           |                           |  |  |  |  |  |  |  |  |  |  |  |  |  |  |  |  |  |  |  |  |  |  |  |  |  |  |  |  |
| |                    |                    |                    |                    |                    |           |           |           |           |                          |                          |                          |                          |                          |                          |                    |                    |                       |                       |                       |                       |                           |                           |                           |                           |                           |                           |           |           |           |           |            |            |                 |                 |                 |                 |                 |                 |                            |                            |                            |                            |                            |                            |  |  |                           |                           |                           |                           |                           |                           |  |  |  |  |  |  |  |  |  |  |  |  |  |  |  |  |  |  |  |  |  |  |  |  |  |  |  |  |
| |                    |                    |                    |                    |                    |           |           |           |           |                          |                          |                          |                          |                          |                          |                    |                    |                       |                       |                       |                       |                           |                           |                           |                           |                           |                           |           |           |           |           |            |            |                 |                 |                 |                 |                 |                 |                            |                            |                            |                            |                            |                            |  |  | خداداد فرمانفرمائیان      |                           |                           |                           |                           |                           |  |  |  |  |  |  |  |  |  |  |  |  |  |  |  |  |  |  |  |  |  |  |  |  |  |  |  |  |
| |                    |                    |                    |                    |                    |           |           |           |           |                          |                          |                          |                          |                          |                          |                    |                    |                       |                       |                       |                       |                           |                           |                           |                           |                           |                           |           |           |           |           |            |            |                 |                 |                 |                 |                 |                 |                            |                            |                            |                            |                            |                            |  |  |                           |                           |                           |                           |                           |                           |  |  |  |  |  |  |  |  |  |  |  |  |  |  |  |  |  |  |  |  |  |  |  |  |  |  |  |  |
| |                    |                    |                    |                    |                    |           |           |           |           |                          |                          |                          |                          |                          |                          |                    |                    |                       |                       |                       |                       |                           |                           |                           |                           |                           |                           |           |           |           |           |            |            |                 |                 |                 |                 |                 |                 |                            |                            |                            |                            |                            |                            |  |  |                           |                           |                           |                           |                           |                           |  |  |  |  |  |  |  |  |  |  |  |  |  |  |  |  |  |  |  |  |  |  |  |  |  |  |  |  |
| |                    |                    |                    |                    |                    |           |           |           |           |                          |                          |                          |                          |                          |                          |                    |                    |                       |                       |                       |                       |                           |                           |                           |                           |                           |                           |           |           |           |           |            |            |                 |                 |                 |                 |                 |                 |                            |                            |                            |                            |                            |                            |  |  | محمدحسین فیروز            |                           |                           |                           |                           |                           |  |  |  |  |  |  |  |  |  |  |  |  |  |  |  |  |  |  |  |  |  |  |  |  |  |  |  |  |
| |                    |                    |                    |                    |                    |           |           |           |           |                          |                          |                          |                          |                          |                          |                    |                    |                       |                       |                       |                       |                           |                           |                           |                           |                           |                           |           |           |           |           |            |            |                 |                 |                 |                 |                 |                 |                            |                            |                            |                            |                            |                            |  |  |                           |                           |                           |                           |                           |                           |  |  |  |  |  |  |  |  |  |  |  |  |  |  |  |  |  |  |  |  |  |  |  |  |  |  |  |  |
| |                    |                    |                    |                    |                    |           |           |           |           |                          |                          |                          |                          |                          |                          |                    |                    |                       |                       |                       |                       |                           |                           |                           |                           |                           |                           |           |           |           |           |            |            |                 |                 |                 |                 |                 |                 |                            |                            |                            |                            |                            |                            |  |  |                           |                           |                           |                           |                           |                           |  |  |  |  |  |  |  |  |  |  |  |  |  |  |  |  |  |  |  |  |  |  |  |  |  |  |  |  |
| |                    |                    |                    |                    |                    |           |           |           |           |                          |                          |                          |                          |                          |                          |                    |                    |                       |                       |                       |                       |                           |                           |                           |                           |                           |                           |           |           |           |           |            |            |                 |                 |                 |                 |                 |                 |                            |                            |                            |                            |                            |                            |  |  | اسکندر فیروز              |                           |                           |                           |                           |                           |  |  |  |  |  |  |  |  |  |  |  |  |  |  |  |  |  |  |  |  |  |  |  |  |  |  |  |  |

## در رسانه
در سریال های پدرخوانده و معمای شاه به کارگردانی محمدرضا ورزی این نقش به اصغر معینی صالح سپرده شد و فرهاد آئیش در تئاتر راپورت های شبانه دکتر مصدق و فیلم های غلامرضا تختی به کارگردانی بهرام توکلی و فیلم خائن کشی به کارگردانی مسعود کیمیایی این نقش را بازی کرده اند.

## یادواره
- با تصویب شورای شهر تهران در اسفند ۱۳۹۶ خیابان نفت به خیابان دکتر محمد مصدق تغییر نام داد. این خیابان جهتی شمالی - جنوبی دارد و از شمال به خیابان ظفر و از جنوب به بلوار میرداماد منتهی می‌شود.[۲۱۴][۲۱۵]
- در اردیبهشت ۱۳۹۸ خیابان پیروزی شهر اراک با تصویب شورای شهر به نام دکتر محمد مصدق مجدداً نامگذاری شد.[۲۱۶]
- در مصر نیز یکی از خیابان‌های مرکزی شهر قاهره به نام خیابان مصدق نام‌گذاری شده است.[۲۱۷]